# История России
Исто́рия Росси́и как страны отсчитывается от племён восточных славян, переселившихся на Восточно-Европейскую равнину в VI—VII веках и впоследствии разделившихся на русских, украинцев и белорусов. История страны включает несколько периодов: древнейший (догосударственный) период (до второй половины IX века н. э.), период Киевской Руси (до середины XII века или, по другой традиции, до середины XIII века), период раздробленности (до конца XV века), период единого Русского государства (с 1547 года — царства) (конец XV века — 1721), период Российской империи (1721—1917), советский период (1917—1991) и новейшая история (с 1991 по настоящее время).

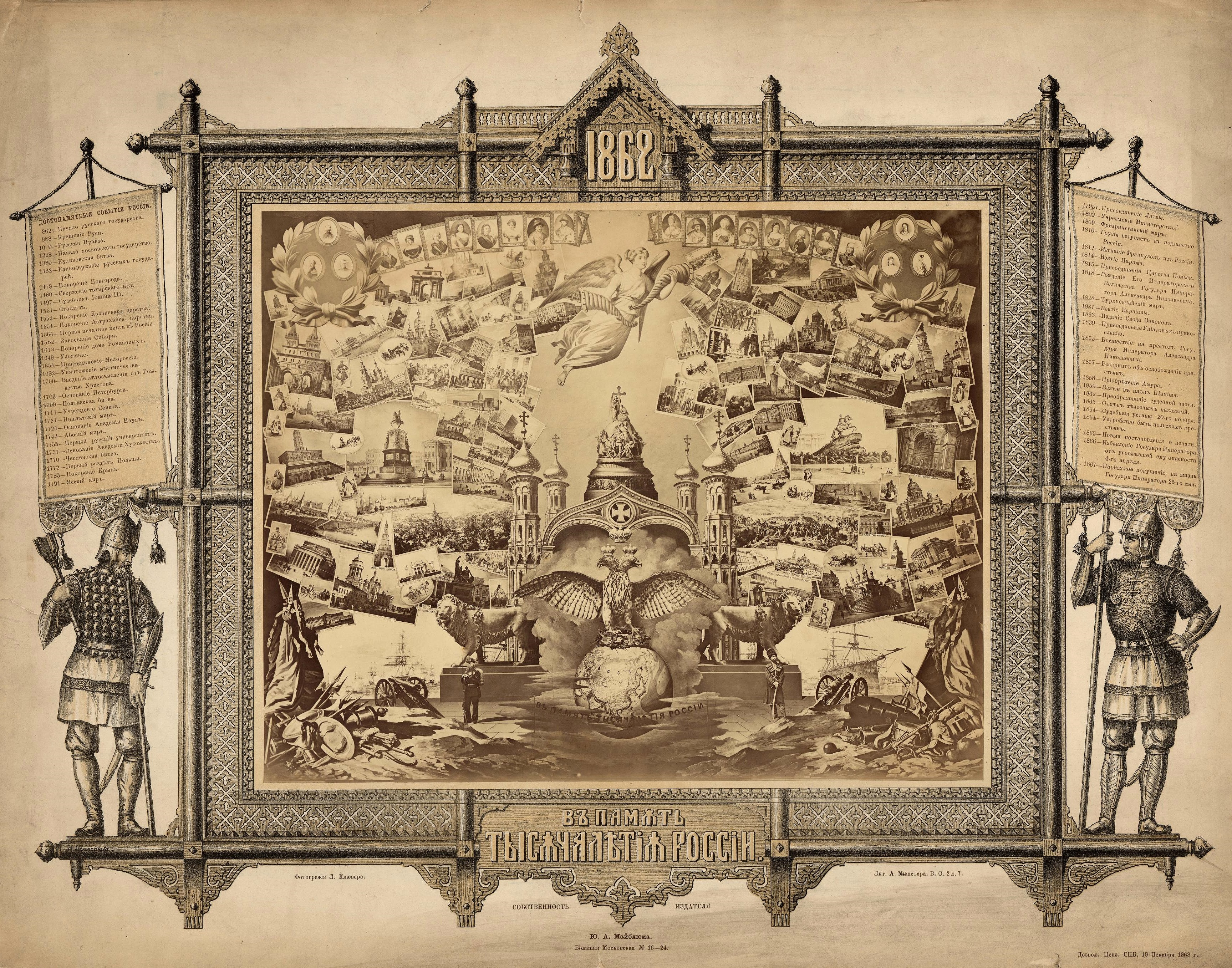
«В память Тысячелетия России в 1862 году» (гравюра 1868 года)

История России как государства (история русской государственности) в российской историографии традиционно начинается со второй половины IX века — с 862 года, призвания в Ладогу и на другие территории северной части Восточно-Европейской равнины варягов (скандинавов) во главе с князем Рюриком или с 882 года, когда преемник Рюрика князь Олег захватил Киев, тем самым объединив северные и южные земли восточных славян под единой властью; иногда с другого близкого времени. Принятые точки отсчёта являются условными, формирование Киевской Руси происходило в течение длительного времени, в IX—X веках, и представляло собой процесс, включавший как внутренние (общественная эволюция местных, в первую очередь восточнославянских общностей), так и внешние факторы (активное проникновение в Восточную Европу военно-торговых дружин варягов). Ключевую роль в усилении социальной стратификации и последующем формировании государственных или предгосударственных структур Северного политического образования сыграла торговля по Балтийско-Волжскому торговому пути, созданному выходцами из Скандинавии при участии местных племён. 
В 988 году Русь во главе с князем Владимиром Святославичем приняла христианство от Византии. Результатом стало вытеснение традиционных языческих верований и синтез византийской и восточнославянской культур. Начиная с XI века, при Ярославе Мудром, формируется свод законов — Русская Правда. С середины XI века на Руси начинается летописание. В начале XII века составлена «Повесть временных лет», наиболее ранняя из сохранившихся в полном объёме летописей. На Любечском съезде 1097 года были признаны права местных династий. К середине XII века Киевская Русь распалась на отдельные княжества. Дезинтеграция была обусловлена перестройкой экономики, ранее ориентированной на международные рынки, развитием аграрного производства и боярского землевладения, ростом местных городских центров и укреплением местных элит. К 1147 году относится первое упоминание Москвы, в то время небольшого городка, принадлежавшего ростово-суздальскому князю Юрию Долгорукому. В 1237—1240 годах бо́льшая часть княжеств была завоёвана Монгольской империей. В ходе этого завоевания значительная часть земель Руси была разорена; результатом стало также падение ремёсел и летописания. С 1242 года до конца XV века большая часть княжеств Руси находилась под так называемым монголо-татарским игом; под этим историографическим термином понимается система политической и даннической зависимости княжеств Руси от Монгольской империи, а позже от Золотой Орды. Победа Руси над ордынцами в Куликовской битве 1380 года считается важным шагом на пути к объединению Руси и будущему преодолению золотоордынской власти. В XIV веке западные и южные княжества Руси вошли в состав Великого княжества Литовского.
К 1478 году под властью великого московского князя Ивана III сложилось централизованное Русское государство, в начале XVI века завершившее объединение северных и восточных княжеств Руси вокруг Великого княжества Московского. Стояние на Угре в 1480 году традиционно считается завершением процесса освобождения Руси от монголо-татарского ига, в частности северо-восточных земель, где эта система зависимости держалось дольше всего.  С 1547 года централизованное русское государство стало называться Русским царством в связи с принятием царского титула Иваном IV Грозным. Первая часть правления Ивана Грозного ознаменована различными реформами и созывом земского собора — общегосударственного сословно-представительного органа. Впоследствии государство значительно расширило свою территорию, присоединив ханства бывшей Золотой Орды. Взятие Иваном Грозным Казани в 1552 году и присоединение Казанского ханства считается началом истории России в качестве многонациональной державы, многонациональной империи, поскольку впервые под русской властью оказалась ранее самостоятельная государственная структура, обладающая собственной исторической традицией, легитимной правящей династией и общественной элитой, которая была иноязычной и принадлежала к другой мировой религии и высокой культуре. Разбитое в русско-литовских войнах Великое княжество Литовское лишилось государственной самостоятельности и передало южнорусские земли, включая Киев, под власть Польши. В 1558—1583 годах Россия участвовала в Ливонской войне, в которой она потерпела поражение. Иван Грозный организовал политику внутреннего террора, опричнину (1565—1572 годы,
фактически до 1584 года), включавшую многочисленные убийства представителей знати и других слоёв населения и массовое разграбление хозяйств опричниками. Причины этой политики до конца не ясны и являются предметом дискуссий.  После смерти Ивана Грозного и его сыновей правящая династия Рюриковичей пресеклась. В результате опричного террора и проблем престолонаследия страна была ослаблена и пережила Смутное время (1598—1613), включавшее стихийные бедствия, династический кризис, многочисленные случаи появления самозванных претендентов на царский престол, гражданскую войну, интервенцию Польско-Литовского государства, войну со Швецией, тяжелейшие государственно-политический и социально-экономический кризисы. К октябрю 1612 года Второе народное ополчение под руководством князя Дмитрия Пожарского и Кузьмы Минина изгнало польско-литовские силы из Москвы. Земский собор 1613 года избрал на царство Михаила Фёдоровича из боярской династии Романовых. В тот же период (1497—1649) продолжало оформляться крепостное право.
В XVIII веке под руководством Петра I Великого проведены крупные реформы, в частности, создана первая регулярная армия; прекратились земские соборы — установлена абсолютная монархия; реформирована промышленность; культура знати была приближена к европейской; были заложены основы для развития наук. В 1712—1714 годах по воле Петра I столица России была перенесена из Москвы в Санкт-Петербург, специально основанный в 1703 году как столичный город. В 1721 году Российское царство преобразовано в Российскую империю: империя была провозглашена по окончании Северной войны, когда по прошению сенаторов Пётр I принял титулы Императора Всероссийского и Отца Отечества. В 1724 году была открыта Петербургская академия наук, в 1755 году — Московский университет. На протяжении XVIII и XIX веков государство продолжало расширяться, присоединив такие территории и регионы как Прибалтика; Северное Причерноморье; Кавказ; Финляндия; Средняя Азия; в результате разделов Речи Посполитой Россия установила контроль над всеми бывшими землями Руси, за исключением Галиции. В ходе Отечественной войны 1812 года Россия одержала победу над наполеоновской Францией. Крупнейшей битвой этой войны стало Бородинское сражение, итог которого, однако, является неопределённым. В 1825 году было подавлено восстание декабристов, пытавшихся в короткий период междуцарствия захватить власть с целью ограничения монархии и отмены крепостного права. При императоре Николае I (1825—1855) Российская империя на несколько десятилетий стала «жандармом Европы», используя своё возросшее влияние для поддержания необходимого, с позиции российской власти, порядка, в том числе подавляя европейские революции. XIX век называется золотым веком русской литературы. В этот период творили Пушкин, Лермонтов, Достоевский и другие классики. На основных этапах своего развития по масштабам постановки социально-нравственных проблем и новизне эстетических решений русская литература создала идейно-художественные ценности на уровне мировой литературы. Многие русские литературные произведения ставят основные вопросы русской жизни в связи с общечеловеческим историческим опытом.
В 1860-е и 1870-е годы был проведён ряд «Великих» реформ Александра II, которые, однако, не были полностью завершены и породили значительное недовольство широких масс населения. В числе этих реформ в 1861 году было отменено крепостное право, однако феодальные формы зависимости крестьян в виде выкупных платежей за землю фактически действовали до революции 1905—1907 годов. Преобразования прервались из-за  убийства царя-реформатора террористами в 1881 году, после чего его сын Александр III свернул часть реформ. Ставший возможным после отмены крепостного права приток крестьян в города привёл к промышленной революции в конце XIX века, а также значительному росту революционного движения и возникновению революционных группировок, ставящих своей целью свержение самодержавия. К началу XX века, в правление Николая II, страна находилась в состоянии политического, социального и экономического кризиса, в 1905 году потерпела поражение в войне с Японией. Под влиянием революции 1905 года власть пошла на формирование парламента — Государственной думы; Манифестом 17 (30) октября 1905 года признала основные права и свободы; в рамках Столыпинской аграрной реформы признала частную собственность на землю. Участие России в Первой мировой войне, дестабилизировавшее экономику и общественную сферу и  слабость императора Николая II как правителя привели к Февральской революции (23 февраля (8 марта) — 3 (16) марта 1917 года) — после добровольного отречения от престола Николая II власть перешла к Временному правительству, сформированному депутатами Государственной думы. 
В том же 1917 году, 25 октября (7 ноября), в результате слабости Временного правительства произошла Октябрьская революция — захват власти коммунистической партией большевиков во главе с Владимиром Лениным, создавших Российскую Советскую Федеративную Социалистическую Республику (РСФСР, Советская Россия). В 1918 году решением Советского правительства столица России перенесена в Москву. В 1917—1922 годах на территории распавшейся Российской империи шла Гражданская война между «красными» и «белыми» — большевиками и различными силами белого движения (объединявшего сторонников монархии, демократов и другие политические направления), а также большим числом других более мелких политических групп. В ходе этой войны большевики признали независимость прибалтийских государств, Польши и Финляндии и изгнали иностранных интервентов. В РСФСР, а затем в СССР власть формально принадлежала советам (представительным органам трудящихся, действовавшим на разных уровнях), но фактически основные вопросы решало руководство коммунистической партии. Новая (советская) власть взяла курс на построение социалистического государства и в перспективе на мировую революцию и создание утопического коммунистического общества. 
Большевики, победившие в Гражданской войне и установившие свою власть на большей части территории Российской империи, создали Союз Советских Социалистических Республик (СССР): 29 декабря 1922 года был подписан Договор об образовании СССР — об объединении в союзное государство РСФСР, Украинской ССР, Белорусской ССР и Закавказской Социалистической Федеративной Советской Республики. В январе 1924 года вместе с Декларацией об образовании СССР после изменений и дополнений договор вошёл в состав первой Конституции СССР, став её основным разделом. В 1922 году Москва, оставаясь столицей РСФСР, стала одновременно и столицей Советского Союза. Происходит масштабное развитие социальной сферы, включая введение бесплатных и всеобщих медицины и образования, и как результат быстрое сокращение смертности и рост грамотности. Вскоре после захвата власти большевиками была введена жёсткая цензура, которая действовала в течение всего советского периода. С целью установления и закрепления своей власти и борьбы с противниками, объявленными сторонниками «контрреволюции», 
большевики почти сразу после установления своего режима начали политические репрессии (начиная с «красного террора» в период Гражданской войны) против представителей самых разных групп населения, включая рабочих и крестьян, защиту интересов которых новая власть декларировала. Руководствуясь коммунистической атеистической идеологией, советская власть на протяжении всего периода своего существования вела масштабные репрессии против религии и верующих. С приходом к власти Иосифа Сталина в 1920-е годы началась эпоха индустриализации и коллективизации. СССР вышел на второе место в мире по уровню промышленного производства и создал сильную армию. С целью сохранения и укрепления власти советское руководство во главе со Сталиным проводило массовые политические репрессии, включавшие заключение репрессируемых в тюрьмы и лагеря и казни. Репрессиям подверглись зажиточные и обеспеченные крестьяне в рамках коллективизации («раскулачивание»); отдельные представители городской интеллигенции, крестьян и рабочих; целые народы по этническому признаку, которые были депортированы на новые места жительства, часто в неблагоприятные регионы и с большими потерями. Значительная часть репрессий проводилась против лояльных власти граждан, с целью устрашения населения. Страна приняла участие во Второй мировой войне. В 1939 году между Германией и Советским Союзом был заключён договор о ненападении (пакт Молотова — Риббентропа) и прилагаемый к нему секретный дополнительный протокол о разграничении между сторонами сфер интересов в Восточной Европе. 1 сентября 1939 года Германия начала вторжение в Польшу, а 17 сентября 1939 года на территорию Польши вторглись советские войска. В 1939 году СССР присоединил западную Украину и западную Белоруссию, в 1940 году — прибалтийские государства. 22 июня 1941 года в нарушение договора о ненападении нацистская Германия и её союзники начали военное вторжение в Советский Союз. В рамках плана Ост по созданию «жизненного пространства на Востоке» нацистское руководство планировало выселение, обращение в рабство и истребление десятков миллионов жителей европейской части СССР и колонизацию этих территорий немцами. Реализуя своё расовое учение, нацисты истребляли евреев, цыган, физически и умственно «неполноценных». Нацисты уничтожали коммунистов, партизан и представителей ряда других групп, угоняли в рабство жителей Советского Союза и других стран. Одним из наиболее значимых эпизодов войны стала Блокада Ленинграда, в ходе которой немецкие, финские войска и их союзники с 8 сентября 1941 года по 27 января 1944 года держали в осаде второй по величине советский город с целью уморить его жителей голодом. В ходе Великой Отечественной войны и нацистской оккупации СССР потерял около 27 млн человек, но, начиная со Сталинградской битвы, достиг перелома в войне. Советский Союз внёс решающий вклад в разгром нацистской Германии, освободил страны Восточной и Центральной Европы от нацистского режима. Война завершилась 8 мая 1945 года победой стран Антигитлеровской коалиции, включавшей Советский Союз, США, Британию, Францию и др. СССР установил в занятых им европейских странах просоветские режимы; быстрыми темпами восстановил разрушенную войной экономику и социальную сферу. 
После окончания Второй мировой войны Советский Союз вместе с США стал одной из двух сверхдержав, которые вступили в Холодную войну, представлявшую собой глобальное противостояние двух военных и экономических блоков государств. В 1949 году СССР вторым после США провёл испытание ядерной бомбы, что стало началом глобального ядерного противостояния. В том же 1949 году в США с целью противодействия возможной советской экспансии в Европе был создан военно-политический блок НАТО, включивший североамериканские и ряд европейских стран. С 1955 по 1991 годы действовала Организация Варшавского договора (ОВД), военный союз европейских социалистических государств при ведущей роли Советского Союза. СССР и США практически избежали прямого военного столкновения, но постоянно стремились расширить свои сферы влияния, получить новых союзников и сателлитов; время от времени они вели войны силами третьих сторон, включая Вьетнамскую, Афганскую войны и ряд других военных конфликтов. Размещение ядерного орудия США в Турции в 1961 году и советского ядерного оружия на просоветской Кубе, то есть и в том, и в другом случае в непосредственной близости от потенциального противника, привело к Карибскому кризису 1962 года, чрезвычайно напряжённому противостоянию между двумя сверхдержавами, грозившему перерасти в ядерную войну. Итогом кризиса стал вывод советского ядерного оружия с территории Кубы и американского ядерного оружия с территорий Италии и Турции. В 1968 году в результате ввода войск стран Варшавского договора (кроме Румынии) в Чехословакию были подавлены направленные на либерализацию реформы Пражской весны.
Во второй половине XX века СССР активно наращивал экономическую, военную (в том числе ядерную) и научную мощь, в 1957 году первым запустил искусственный спутник, в 1961 году первым отправил в космическое пространство человека — Юрия Гагарина. С середины 1960-х годов страна вошла в период «застоя» экономики и политического управления. Политические репрессии имели меньший масштаб, чем при Сталине, но проводились до самого конца существования советского строя. В 1987 году советский лидер Михаил Горбачёв приступил к Перестройке, крупным реформам по демократизации страны. Политическая ситуация внутри страны и за рубежом, экономические и другие факторы привели к отстранению коммунистической партии и распаду СССР. Вместо задуманного возрождения коммунистической мысли введённая Горбачёвым гласность открыла шлюзы для критики всего советского аппарата; государство утратило контроль над средствами массовой информации и общественной сферой, во всём социалистическом блоке набрали силу движения за демократические реформы. По некоторым показателям в 1990 году советская экономика была второй по величине в мире, но в течение многих лет имели место дефицит потребительских товаров и экономическая стагнация, которую Перестройка лишь усугубила; повышение заработной платы поддерживалось печатанием денег, что подпитывало инфляцию; неправильное управление фискальной политикой сделало страну уязвимой для внешних факторов; в укреплении советской экономики жизненно важную роль играл экспорт энергоресурсов; цена нефти упала со 120 долларов за баррель в 1980 году до 24 долларов за баррель в марте 1986 года, что привело к резкому падению экономики. Другими факторами, приведшими к падению СССР, считаются рост расходов на оборонную промышленность в ущерб экономике страны в целом; неудачная для СССР Афганская война (1979—1989); недовольство населения коррупцией, цензурой и советским строем в целом; авария на Чернобыльской АЭС (1986). 8 декабря 1991 года Республикой Беларусь, РСФСР и Украиной как государствами — учредителями СССР, подписавшими Договор об образовании СССР (1922), были подписаны Беловежские соглашения, в которых констатировалось прекращение существования СССР как «субъекта международного права и геополитической реальности» и заявлялось о создании Содружества Независимых Государств (СНГ). 
Современное российское государство — Российская Федерация — начало своё существование в декабре 1991 года, сохранив правопреемственность, постоянное членство в СБ ООН и ядерный арсенал СССР. Была введена частная собственность, взят курс на рыночную экономику, однако экономический кризис в конце 1990-х годов привёл к дефолту. После 2000 года при Владимире Путине начался значительный экономический рост, произошло укрепление «вертикали власти», активизировалась внешняя политика России. В 2014 году после обострения гражданского противостояния в соседней Украине, воспользовавшись вакуумом власти после отстранения украинского президента Россия захватила и аннексировала украинский Крым, что было негативно встречено многими странами Евросоюза и США и вызвало экономические санкции с их стороны. С 2014 года Россия участвовала в войне на Донбассе, с 2015 года проводила военную операцию в Сирии. 24 февраля 2022 года Россия начала полномасштабное вторжение в Украину. В сентябре 2022 года на фоне успешного украинского контрнаступления Россия начала мобилизацию и объявила об аннексии оккупированных украинских территорий.

## Происхождение названия
Название «Русь» (др.-рус. и церк.-слав. рѹсь) произошло от наименования племени (или социальной группы) русь, составившей верхушку Древнерусского государства. Название вначале обозначало скандинавов (варягов) и пришло в древнерусский язык из древнескандинавского: др.-сканд. rōþr «гребец» и «поход на гребных судах», трансформировавшееся через фин. ruotsi в др.-рус. рѹсь, а затем постепенно со скандинавской элиты было перенесено на весь народ Древней Руси. Существуют также североиранская, славянская и некоторые другие этимологии.
Впервые термин «Росѝя» (греч. Ρωσία) встречается в X веке в сочинениях византийского императора Константина Багрянородного «О церемониях» и «Об управлении империей» как греческое название Руси. Первое известное упоминание слова «Росия» в кириллической записи датировано 24 апреля 1387 года. Впоследствии, с конца XV — начала XVI века термин «Росия» или чаще «Русия», сначала с одной «с», а начиная с середины XVII века с двумя (в старой орфографии «Россія» или «Россіа»), стал использоваться в светской литературе и документах Русского государства и закрепился в качестве самоназвания за Северо-Восточной Русью, то есть территориями Древней Руси, не вошедшими в состав средневековой Польши и Великого княжества Литовского и объединёнными Великим княжеством Московским в единое государство.
После победы в Северной войне Российское государство было официально объявлено империей, в это же время окончательно приобрело современный вид название государства «Россия».
10 июля 1918 года, после V Всероссийского съезда Советов принимается первая Конституция РСФСР где государство называется Российской Социалистической Федеративной Советской Республикой. После принятия Конституции СССР 1936 года государство изменяет своё название на Российскую Советскую Федеративную Социалистическую Республику.
После распада СССР 25 декабря 1991 года Верховный Совет РСФСР принял закон о переименовании РСФСР в Российскую Федерацию(Россию).

## Преемственность российской государственности

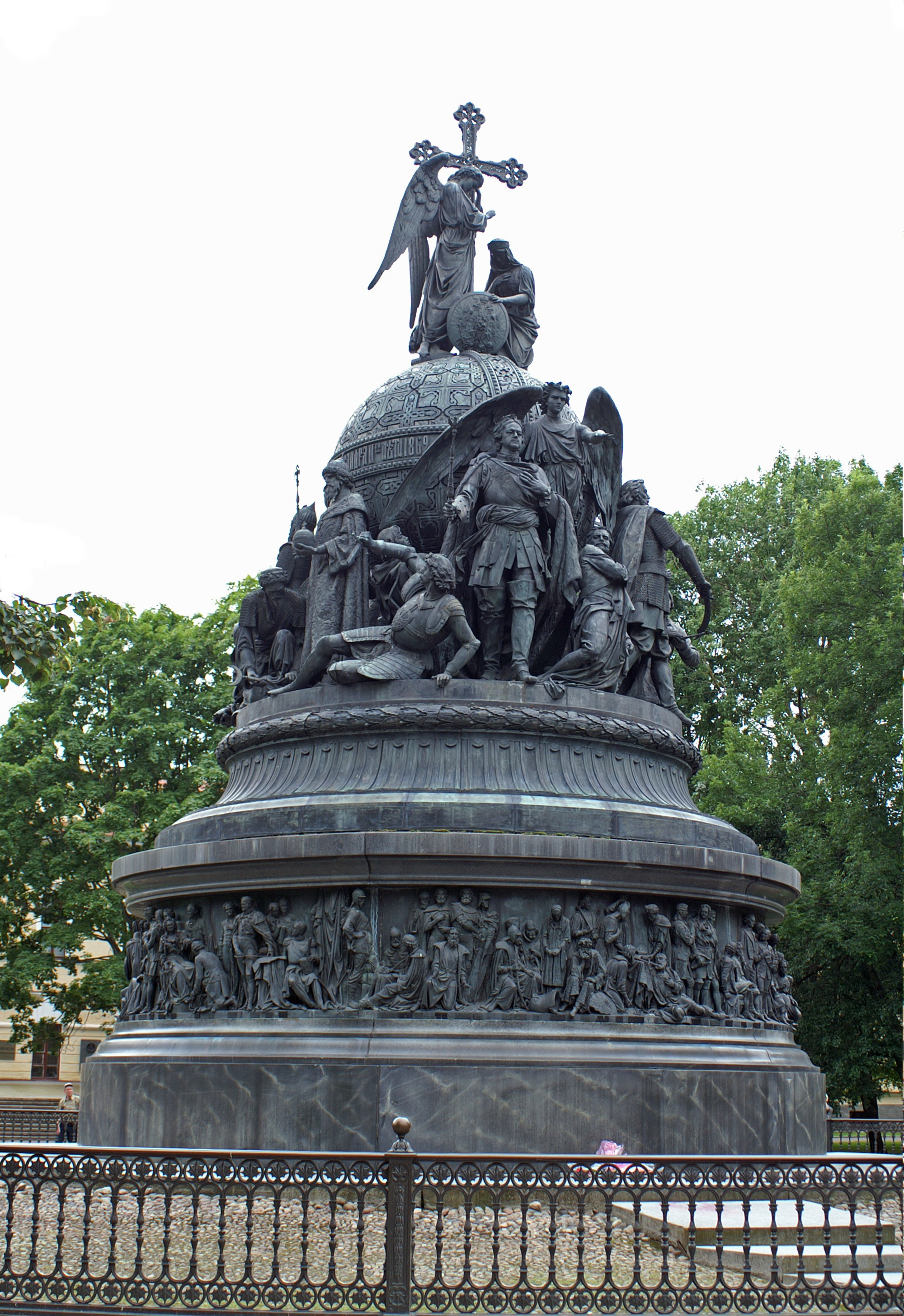
Памятник «Тысячелетие России»

Согласно официальной точке зрения современных российских властей, Российская Федерация является исторической преемницей предшествующих форм непрерывной государственности, начиная с 862 года:
- Киевская Русь (Древнерусское государство) (862—1240);
- Русские княжества (середина XII века — начало XVI века);
- Русское государство (конец XV века — 1721; с 1547 года — Российское царство);
- Российская империя (1721—1917);
- Российская республика (1917);
- Российская Советская Федеративная Социалистическая Республика (1917—1991, с 1922 года республика в составе СССР)
- Союз Советских Социалистических Республик (1922—1991).

В российской историографии период IX—XI веков традиционно рассматривается как эпоха «Древнерусского государства». Учебная литература и исторические карты могут приводить указания на точные до года хронологические рамки существования этого государства, например, «882—1132».
Согласно Британской энциклопедии (раздел History of Russia), «последовательная история первого восточнославянского государства начинается с князя Святослава (умер в 972 году)»; более ранний период отнесён к подразделу «Предыстория и возникновение Руси» (Prehistory and the rise of the Rus). Также начало истории России могут искать в наследии Ростово-Суздальского княжества. Согласно историку Андреасу Каппелеру, некоторые авторы считают, что началом истории России в качестве многонациональной державы является 1552 год — взятие Иваном Грозным Казани, поскольку впервые под русским господством оказалась ранее самостоятельная государственная структура, обладающая собственной исторической традицией, легитимной правящей династией и общественной элитой, которая была иноязычной и принадлежала к другой мировой религии и высокой культуре.
Юбилеи российской государственности официально отмечались в 1862 и 2012 годах. В России 2012 год был объявлен Годом российской истории и связан в том числе с юбилеем 1150-летия российской государственности, привязанным к 862 году. В числе юбилейных мероприятий прошла Международная научная конференция «Российская государственность: опыт 1150-летней истории» (4—5 декабря 2012 года в Москве; участниками были учёные из России, Украины, Франции, Италии, Великобритании и США). Организаторами конференции выступили Институт российской истории РАН и РАНХиГС. В то же время дата 862 года является символической.
С 2020 года упоминание о тысячелетней истории и преемственности в развитии Российского государства присутствует в Конституции России.
Историк Юрий Петров, директор Института российской истории РАН, писал, что идеи российской государственности «появились одновременно с возникновением Древнерусского государства; они отражали реальный политический процесс складывания единого Российского государства, обосновывали необходимость борьбы с иноземными захватчиками, восстанавливали государство после войн и смут». По его утверждению, «перед современной Россией стоят задачи не отрицания и преодоления наследия имперского или советского прошлого… а осознания неразрывности и преемственности развития страны».

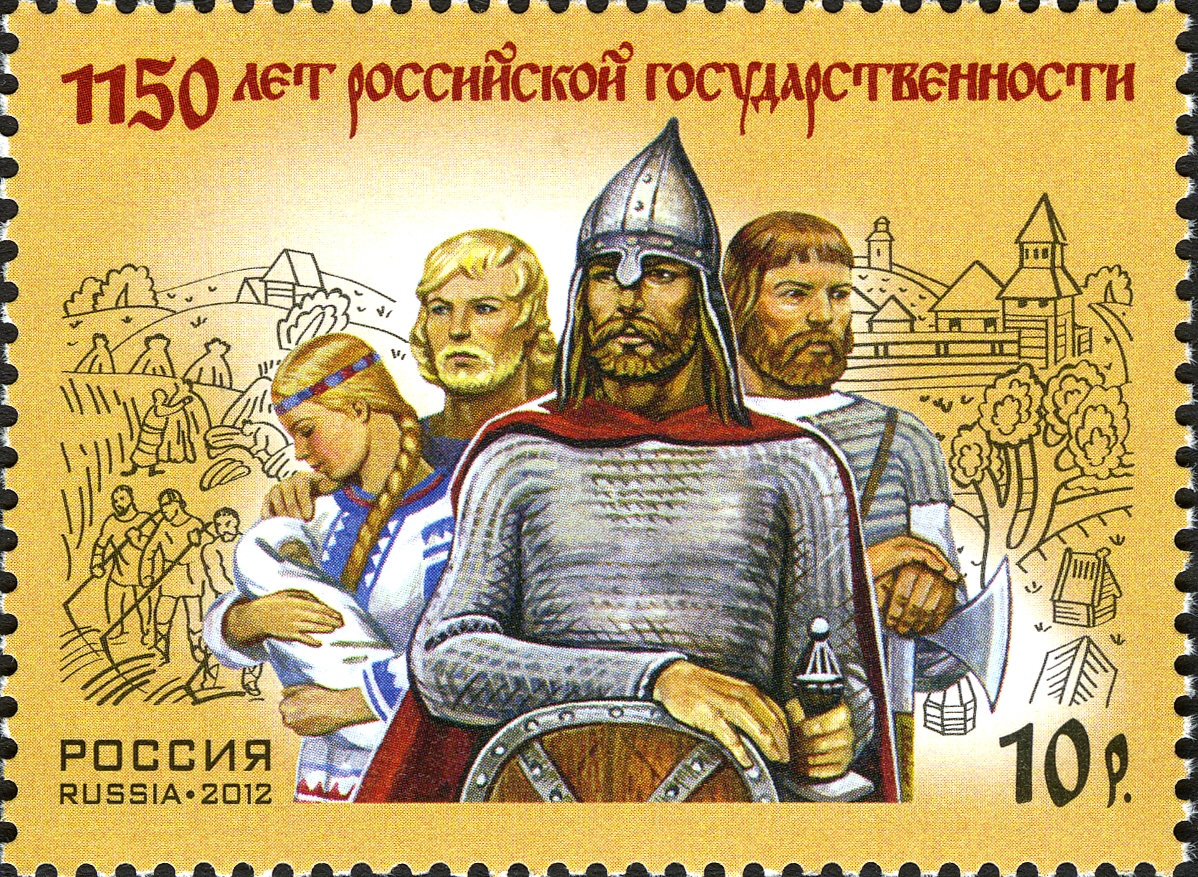
«1150 лет российской государственности», почтовая марка России, 2012

За пределами России, включая бывшие советские республики, Россия как имперского, так и советского периода, может рассматриваться в качестве колониальной державы, в имперских интересах эксплуатировавшей ресурсы национальных регионов и препятствовавшей развитию государственности и культуры местных народов. Большинство российских историков отрицают такую точку зрения, указывая на отличия России от классических «морских» колониальных империй Запада, и утверждая, что отношения между центром и регионами строились иначе, чем отношения между метрополией и колониями.
По данным всероссийских социологических опросов, проводившихся Левада-Центром, большинство опрошенных относили начало истории России к Средним векам или более раннему времени («с незапамятных времён, испокон веков» — 39 % опрошенных за 2003 год, 36 % за 2017 год; «с Киевской Руси» — 19 % за 2003 год, 26 % за 2017 год, «с крещения Руси» — 11 % за 2003 год, 12 % за 2017 год).
Российская Федерация является правопреемником и государством-продолжателем СССР. Государственная Дума Федерального Собрания Российской Федерации в 1998 году утвердила, что «Российское государство, Российская республика, РСФСР, СССР и Российская Федерация — один и тот же участник межгосударственных отношений, один и тот же субъект международного права, не прекращавший своего существования». Данная формулировка в дальнейшем была закреплена в федеральном законе «О государственной политике Российской Федерации в отношении соотечественников за рубежом».

### Преемственность от Киевской Руси
Киевская Русь — государство восточных славян — сформировалась в IX веке и распалась в XII—XIII веке в результате усиления местных центров, а затем и монгольского нашествия. После распада образовались княжества, в том числе: Галицко-Волынское, находившееся на юго-западе бывшей Киевской Руси, на территории современной Украины и юга Беларуси, Новгородская республика на северо-западе, и Владимирское, позже Московское княжество на северо-востоке, которое и является историческим ядром России.
Точка зрения о происхождении России из Киевской Руси является распространенной в России. Действительно, религия, литература, искусство, законодательство, письменный язык и правящая династия Московского княжества берут начало в Киеве. Однако, путешествовавшие из русских Москвы и Санкт-Петербурга в Киев замечали, что его жители говорили на другом языке, их песни, народная культура и этничность отличались. Историки Восточной Европы Эндрю Вильсон и Сергей Плохий называют тезис об историческом происхождении России от Киевской Руси мифом, призванным обосновать претензии московских князей на все территории бывшей Киевской Руси. Первый возводит появление традиции заявлений московских правителей на единонаследие ещё к Боголюбскому, который присвоил вышгородскую икону Божией Матери и перенёс ее во Владимир, и к московскому князю Симеону, пытавшемуся контролировать всю церковь Руси, а второй говорит о его зарождении в середине и укоренении в высшем классе Московского государства в конце XV века, и что он стал основой его завоевательной политики. В ответ, по мнению автора Романа Храпачевского, в Польше и Великом княжестве Литовском была создана концепция, напротив, выводящая владения Москвы за рамки Руси, однако, лишь в политическом, но не географическом или этническом смыслах.
В XIX веке историки Российской империи утверждали, что «собирание земель русских», раздробленных после монгольского нашествия, московскими князьями, а затем царями, было ключевой особенностью российского исторического процесса. Согласно их интерпретации, основанной на тезисе о киевских корнях России, процесс «собирания» должен был завершиться в победном воссоединении всех земель Руси в российском государстве, «едином и неделимом». Наиболее важным в процессе объединения для имперских историков было установление в середине XVII века контроля над востоком Украины.
Украинский историк начала XX века Михаил Грушевский выдвинул теорию о том, что Киевская держава была создана украино-руськой народностью, Владимиро-Московская держава — другой, великорусской, а преемники Киевской державы — Галицко-Волынское княжество и далее Украина.
В советской историографии считалось, что за время существования Киевской Руси возникла древнерусская народность, ставшая впоследствии основой для формирования трёх братских народностей — русской, украинской и белорусской, без дальнейшей расстановки каких-либо приоритетов.
В западной историографии существует мнение, что на Руси было две скандинавские династии — Рюриковичи и Рогволодовичи, а Полоцкое княжество возникло вне зависимости от Киевской Руси и лишь периодически в X—XII веках контролировалось ей.

## Древнейшая история

### Древние люди на территории России
Богатейшие археологические культуры России указывают на древнюю историю освоения её земель первобытными людьми в раннем палеолите — не менее 1,5—2 млн лет назад (Кермек, Ливенцовка, Рубас-1, Айникаб-1, Мухкай II). На стоянке Богатыри/Синяя балка (Таманский полуостров) в черепе жившего 1,5—1,2 млн лет назад кавказского эласмотерия найдено пиковидное орудие из окварцованного доломита.
Денисовский человек жил в эпоху среднего палеолита (200—50 тыс. лет назад). К этой же эпохе относятся находки неандертальцев (Рожок I, пещеры Денисова, Мезмайская, Окладникова, Чагырская).
Самой древней находкой Homo sapiens на территории России является бедренная кость усть-ишимского человека, жившего в Сибири 45 тыс. лет назад. В Якутии находится Янская стоянка (свыше 31 тыс. лет назад), в Иркутской области — стоянка Мальта́ (24 тыс. лет назад). Самыми древними стоянками человека разумного на территории Русской равнины являются Костёнки (Маркина гора), Сунгирь (35 тыс. лет назад), Хотылёво 2, Зарайская стоянка (19 тыс. лет назад) и другие.
В постледниковую мезолитическую эпоху европейскую часть России заселили представители свидерской культуры, потомками которых являлись племена бутовской (8—6 тысячелетие до н. э.) и верхневолжской (6—3 тысячелетие до н. э.) культур. Они уже использовали лук и стрелы в качестве оружия. На поздних стадиях намечается переход к субнеолиту, поскольку они начинают осваивать керамику.

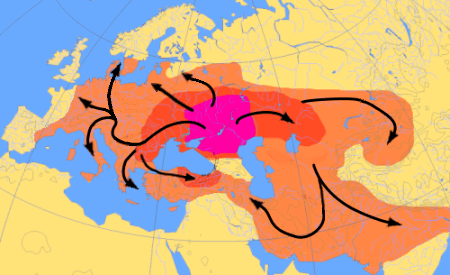
Карта миграции индоевропейских народов с их предполагаемой прародины — самарской культуры

В V тыс. до н. э. в степях южной России на периферии Балканского неолита формируется самарская культура. Они занимались скотоводством, изготавливали ювелирные украшения из меди и золота и насыпали над умершими курганы.
Ямная культура берёт начало от хвалынской культуры в среднем течении Волги и от среднестоговской культуры в среднем течении Днепра, позже она сменяется полтавкинской культурой.
В 3-м тысячелетии до н. э. индоевропейские племена скотоводов фатьяновской культуры вторгаются в лесную полосу Русской равнины, где обитали племена волосовской культуры. В этот же период леса Восточной Европы и Азии заселяют племена, сохраняющие неолитический образ жизни, которые постепенно смешиваются со скотоводческими племенами фатьяновской и среднеднепровской культур, переселявшихся на их территории. В Сибири афанасьевская культура сменилась окуневской культурой. На рубеже 3-го тысячелетия и 2-го тысячелетия до н. э. на Урале появляются протогородские поселения синташтинской культуры (Аркаим) и боевые колесницы. Срубная культурно-историческая общность эпохи поздней бронзы (XVIII—XII века до нашей эры, по другим оценкам — XVI—XII века до н. э.) распространилась в степной и лесостепной полосах Восточной Европы между Днепром и Уралом. В историческую эпоху ираноязычные народы Великой Степи известны под именами киммерийцев, скифов и сарматов.
На западе России в верховьях Днепра обитали носители днепро-двинской культуры, которая сменяется банцеровско-тушемлинской культурой.
В 1-й половине 1-го тысячелетия до н. э. на значительной части страны распространяется железная металлургия. Территории Верхнего Поволжья, побережья Оки и Валдайской возвышенности занимают племена дьяковской культуры. Среднее Поволжье заселено племенами городецкой культуры, бассейны Камы, Вятки и Белой — племенами ананьинской культуры и позже пьяноборской культуры.
Юхновская культура (V—II века до н. э.) была распространена на территориях Брянской, Курской и Орловской областей.
Первыми собственно государственными образованиями на территории современной России стали города-государства в VI веке до н. э., основанные древнегреческими колонистами в Северном Причерноморье: Фанагория, Гермонасса, Горгиппия. Позже они объединились в Боспорское царство.

### Государства и кочевые племена 1-го тысячелетия н. э.
В IV—VII веках территорию среднего Поволжья занимали племена именьковской культуры.
В IV веке в период Великого переселения народов степь тюркизируется под влиянием гуннов. На смену державе гуннов приходят различные объединения кочевников, которые нападали на граничащие со степью земледельческие цивилизации.
В IV—VII веках на территории Калужской, Орловской и Тульской областей обитали племена мощинской культуры. В V—VII веках на территории Брянской и Курской областей обитали племена колочинской культуры.
В VI веке консолидирующую роль для тюркоязычных народов играет Тюркский каганат с центром на Алтае, однако в VI—VII веках он распадается на Западно-Тюркский и Восточно-Тюркский каганаты, существовавшие до середины VIII века. В VII веке хан Кубрат, освободившись из-под власти Западно-Тюркского каганата, расширил и укрепил свою державу в степях Восточной Европы, которую греки называли Великой Булгарией.
С середины VII века ведущим государством на Нижней Волге становится Хазарский каганат (650—969), который объединяет кочевые и полукочевые племена Нижнего Поволжья, Северного Кавказа, Крыма, Приазовья и донских степей. До X века Хазарскому каганату также подчиняются финно-угорские племена и тюркоязычные болгарские племена Среднего Поволжья. В этот период в Поволжье возникают города Итиль и Булгар, ставшие крупными торговыми центрами. В среде кочевников начинается распространение монотеистических религий: иудаизма среди хазар (740), ислама в Волжской Булгарии (922).
Волынцевская культура существовала в VIII—IX веках на территории Курской области. В VIII—X веках на территории Липецкой, Воронежской, Брянской, Курской и Белгородской областей обитали племена роменско-борщёвской культуры. Серединой VIII—началом X века датируется салтово-маяцкая культура в лесостепной части Подонья.
В IX веке в Среднем Поволжье и Прикамье возникает государство Волжская Булгария, которое поддерживало отношения с государствами Средней Азии и Русью, и оно просуществовало до ХIII века. В конце IX века печенеги форсировали Волгу и оказались в восточноевропейских степях, где ранее кочевали мадьяры (угры).
На рубеже IX—X веков на Северном Кавказе возникает государство Алания.
После падения Хазарии в степях господствовали, сменяя друг друга, тюркоязычные народы: печенеги, огузы и половцы. Их племена не обладали политическим единством.
Последней влиятельной кочевой империей становится Золотая Орда (1224—1483).

### Расселение славян

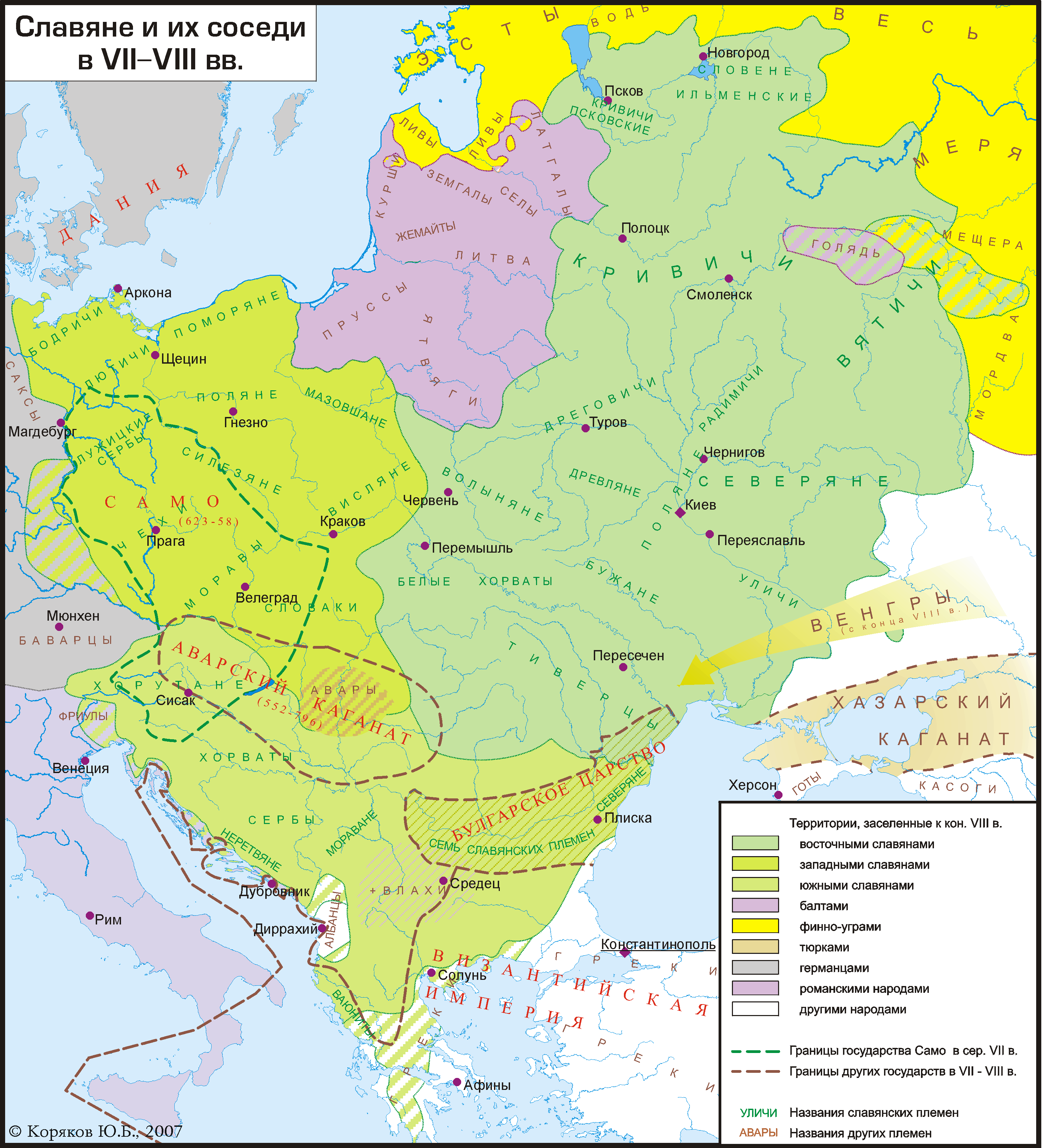
Карта расселения славян и их соседей на конец VIII века

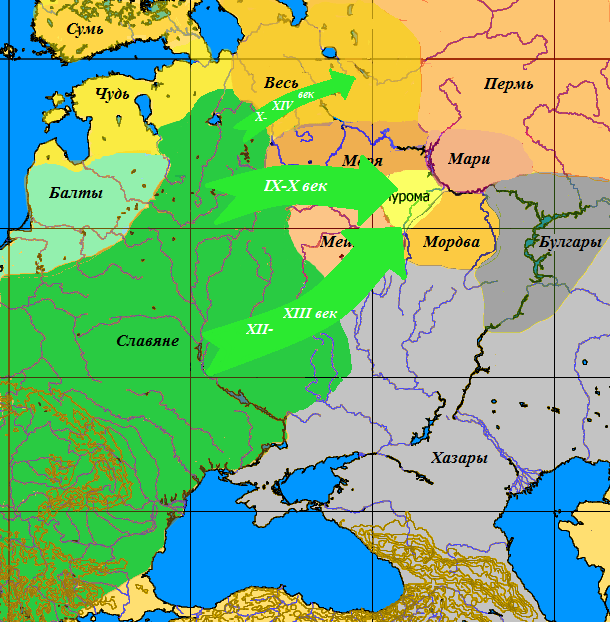
Продвижение славян на северо-восток

Великое переселение народов со второй половины IV века привело к глобальным миграциям этнических групп. Сохранились сведения о войнах в IV веке славян с готами.
В V веке н. э. с территории северной Польши через восточную Прибалтику на территорию России проникают славянские племена культуры псковских длинных курганов, дающие начало кривичам. Тогда же постоянно шло расселение славян на север — до озера Ильмень, и на восток — до Волго-Окского междуречья. В результате, к VI—VIII векам в общих чертах складываются все основные племена восточных славян, известные из «Повести временных лет». Славянская колонизация Северо-Восточной Руси продолжалась вплоть до XIV века и состояла из нескольких миграционных волн — от ранней колонизации из земель кривичей и словен, до более поздней из южной Руси.
Одним из наиболее ранних из известных славянских объединений был Антский союз — политическое и военно-племенное славянское или западнобалтское объединение, состоявшее из племён антов и существовавшее с IV до начала VII века (602 год).
В начале VI века славяне стали совершать регулярные набеги на Византию, в результате чего о них заговорили византийские и римские авторы (Прокопий Кесарийский, Иордан). В эту эпоху у них уже существовали крупные межплеменные союзы, сформированные преимущественно по территориальному признаку, что могло быть признаком распада родоплеменного строя.
В V—VII веках славяне широко распространились в Европе; их многочисленные племена географически разделились на южных, западных и восточных. Восточные славяне двумя потоками заселили Восточную Европу. Одна группа племён расселилась в бассейне Днепра и Десны на территории современных Украины, Белоруссии и России. Затем она распространилась на север к верховьям Волги, к востоку от современной Москвы, и на запад к долинам северного Днестра и Южного Буга по территориям современных Молдавии и южной Украины. Другая группа восточных славян переселилась из Померании на северо-восток, где столкнулась с варягами. Здесь они и основали важный региональный центр Новгород. Та же группа славян впоследствии населила территории современной Тверской области и Белоозера, достигнув ареала народа меря возле Ростова. Около двух—трёх столетий в VII—X веках продолжался многократный приток в уже освоенные славянами различные местности Русской равнины многочисленных групп славянских переселенцев из Среднего (Моравского) и Нижнего Подунавья, сыгравший существенную роль в консолидации славянского населения Восточной Европы и завершившийся формированием древнерусской народности. Древнерусский язык включал два диалектных типа. Первый тип: Северо-Запад (Новгород и Псков с соответствующими территориями, включая вологодские, архангельские (двинские), пермские земли) и часть Северной Белоруссии. Второй тип: Юг (будущая Украина), Центр (будущая центральная Россия), Восток (нынешняя Восточная часть Европейской части России). Между Киевской, Черниговской, Рязанской, Смоленской, Ростовской и Суздальской зонами различий не существовало.
По мнению некоторых исследователей северные славянские племена словене, кривичи и летописное (праславянское, либо финно-угорское племя) меря, в середине IX века были объединены в так называемую Северную конфедерацию племён, непосредственно предшествовавшую так называемому призванию Рюрика с братьями.
В России крупнейшими археологическими комплексами раннеславянского периода конца IX — начала XI века на Русской равнине являются Гнёздово (под Смоленском), Прость, Георгий, Сергов Городок (под Новгородом), Кветунь над Десной (под Кветунью), Тимерёво, Михайловское, Петровское (под Ярославлем), Супрутское городище.

## Киевская Русь (862—1240)

### Образование государства

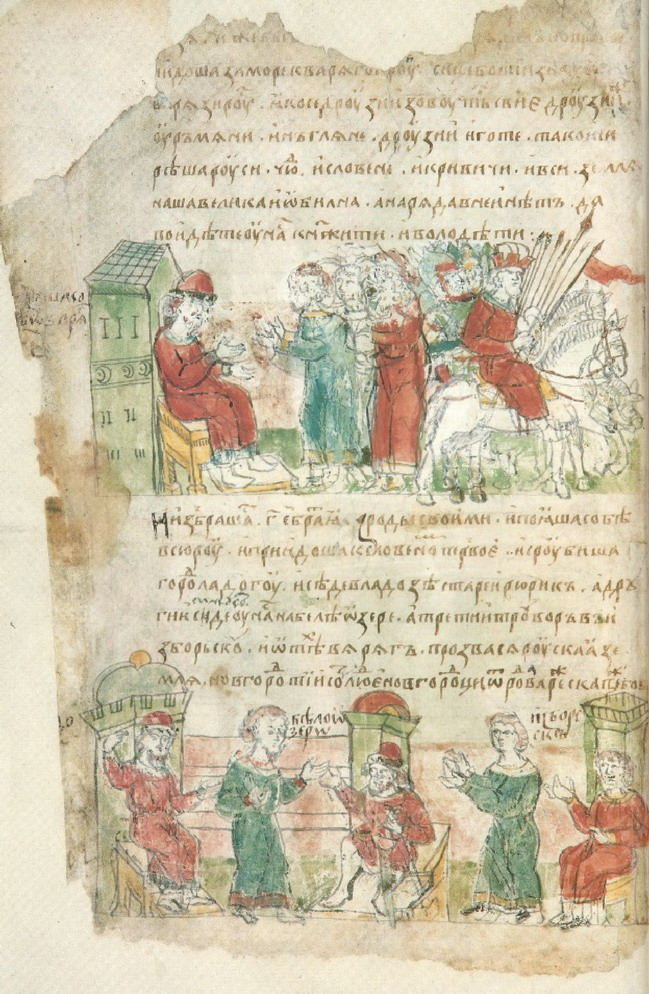
Призвание варягов. Миниатюры из Радзивилловской летописи, конец XV века

Для возникновения и развития «вторичных» государственных образований, к числу которых принадлежали и ранняя Русь, и германские и древнескандинавские государства, возникшие в условиях контактов с уже сложившимися государствами, имели значение как внутренние предпосылки, создаваемые производящим хозяйством и ведущие к стратификации общества, так и внешние факторы — военная деятельность, торговля и др. В то же время возникновение «северной конфедерации племён», возглавляемой нобилитетом входивших в её состав племён и непосредственно предшествовавшей Древнерусскому государству, ни одним из исследователей не связывается успехами экономического развития региона. Производящее хозяйство было принесено сюда лишь в ходе славянской колонизации, незадолго до времени существования «конфедерации». Природные особенности региона, климат, сильная лесистость, незначительное количество плодородных почв не способствовали интенсивному росту земледелия. Лишь в середине VIII века на Волхове возникает небольшое поселение Ладога, которое в первой половине IX века становится предгородским поселением торгово-ремесленного характера численностью несколько десятков человек. Северо-западный регион переживает более интенсивное развитие начиная с середины — конца VIII века.
Единственным крупномасштабным явлением в данном регионе, синхронным названному процессу, было формирование торгового пути, соединившего Балтику с Поволжьем, Булгарией, Хазарией и Арабским халифатом через Неву, Ладогу и Волгу, что прослеживается прежде всего по распространению арабского серебра. Балтийско-Волжский торговый путь возник как продолжение на восток сложившейся к середине 1-го тысячелетия н. э. системы торговых коммуникаций, связывавшей центральноевропейский, североморский и балтийский регионы. К VI—VII векам балтийский участок пути достиг Свеаланда. К середине VIII века этот торговый маршрут уже оканчивался Ладогой. Возникновение на протяжении IX века на территории до Волги торгово-ремесленных поселений и военных стоянок, где повсеместно фиксируется скандинавский этнический компонент, свидетельствует о продлении торгового маршрута и его выходе к Булгарии. Поселения IX века, носящие в археологи названия «Рюриково» Городище, Крутик у Белоозера, Сарское городище, позднее — древнейшие поселения во Пскове, Холопий городок на Волхове, Петровское, Тимерёво и др. — располагались на торговой магистрали или её ответвлениях. Рядом исследователей отмечались роль Балтийско-Волжского пути как трансъевропейской магистрали и его значение для экономического развития Восточной Европы и Скандинавии. Вдоль торговой магистрали вырастали поселения, обслуживавшие торговцев, пункты, контролировавшие опасные участки пути, возникали места для торговли с местным населением (ярмарки). Местные товары включали пушного зверя и продукты лесных промыслов, мёд, воск и др. Окружающая территория вовлекалась в торговлю и обслуживание торгового маршрута, племенная знать контролировала эту деятельность, в результате чего возрастала социальная стратификация. Потребность в местных товарах для их реализации в торговых пунктах усиливала роль даней. Увеличение объёма собираемых даней имело следствием усложнение потестарных структур и усиление центральной власти.

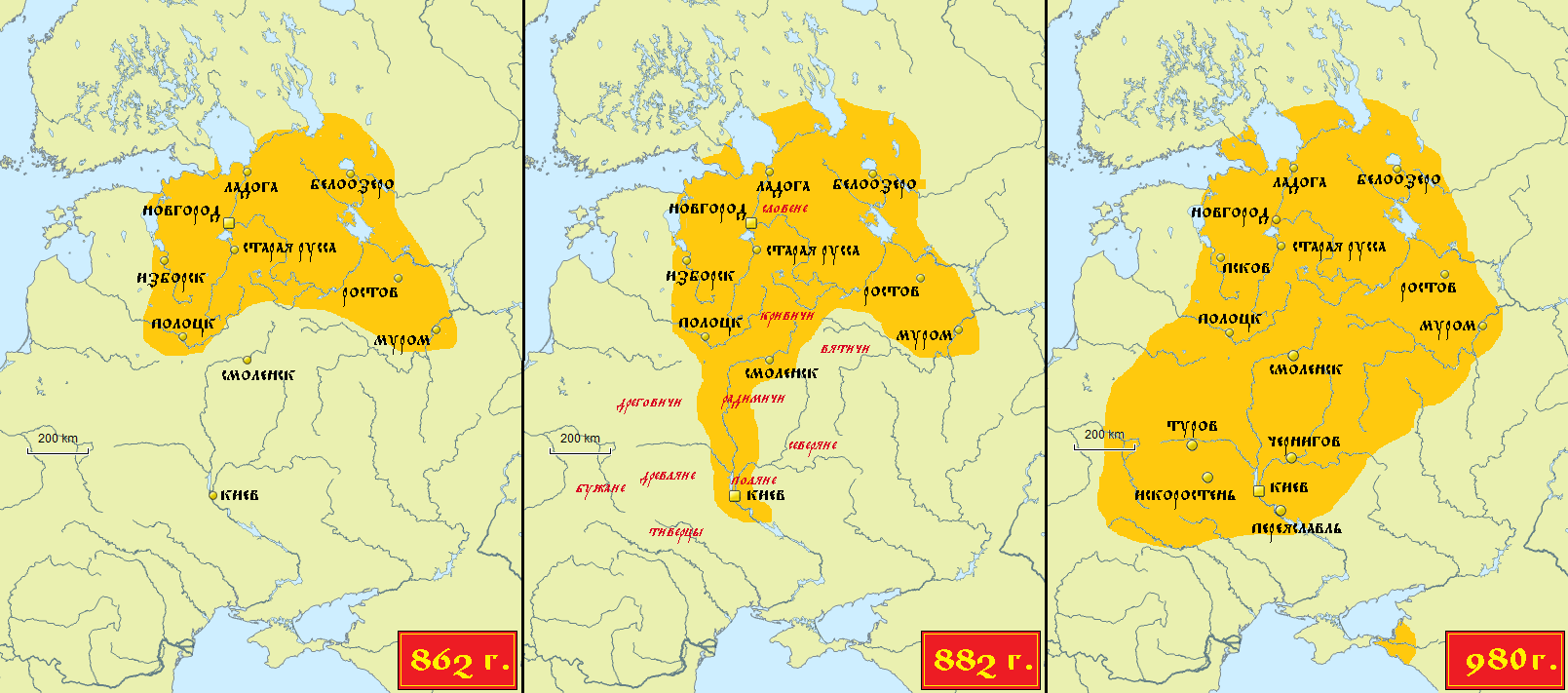
Расширение территории Древнерусского государства в IX—X веках под властью династии Рюриковичей

Традиционно, начиная с летописи «Повести временных лет» начала XII века и до настоящего времени, возникновение Русского государства относится к 862 году, когда славянские и финно-угорские племена призвали на княжение варягов во главе с Рюриком в Ладогу или Новгород и другие города. Некоторые историки относят начало Русского государства к другому времени или привязывают к другому событию (например, к 882 году, когда князь Олег захватил Киев, объединив два центра Руси).
Согласно русским летописям, государство Рюрика включало в себя территории южного Приладожья (Старая Ладога, Великий Новгород) и верхней Волги (Белоозеро, Ростов), но археологически подтверждено существование в это время только Ладоги. В «государстве Рюрика» проживали славяне (словене и кривичи), финно-угорские племена (весь, меря, чудь) и варяги. Преемник Рюрика — Вещий Олег — присоединил к своим владениям южный центр восточных славян в Среднем Поднепровье, сделав, согласно летописи, в 882 году город полян — Киев своей столицей. Часть исследователей связывает образование Древнерусского государства именно с объединением северного и южного центров под властью Рюриковичей. Князь Олег подчинил власти Киева древлян, радимичей и северян. В 907 году Олег совершил крупный поход на Константинополь, по итогам которого стороны заключили первый в истории Руси письменный договор.

### Русь в X веке
Княгиня Ольга ввела первое административно-территориальное деление на Руси (систему погостов), провела налоговую реформу (установила систему уроков), начала каменное строительство на Руси, в частном порядке приняла христианство. Расширение государства на юг привело к столкновению с могущественной Хазарией, центр которой располагался на нижней Волге. Князь Святослав разгромил Хазарский каганат в 965 году. В 968—971 годах Святослав захватил Болгарию и вёл войну с Византией. После его смерти в 972 году между его сыновьями началась война за престол, победу в которой одержал младший сын Владимир.

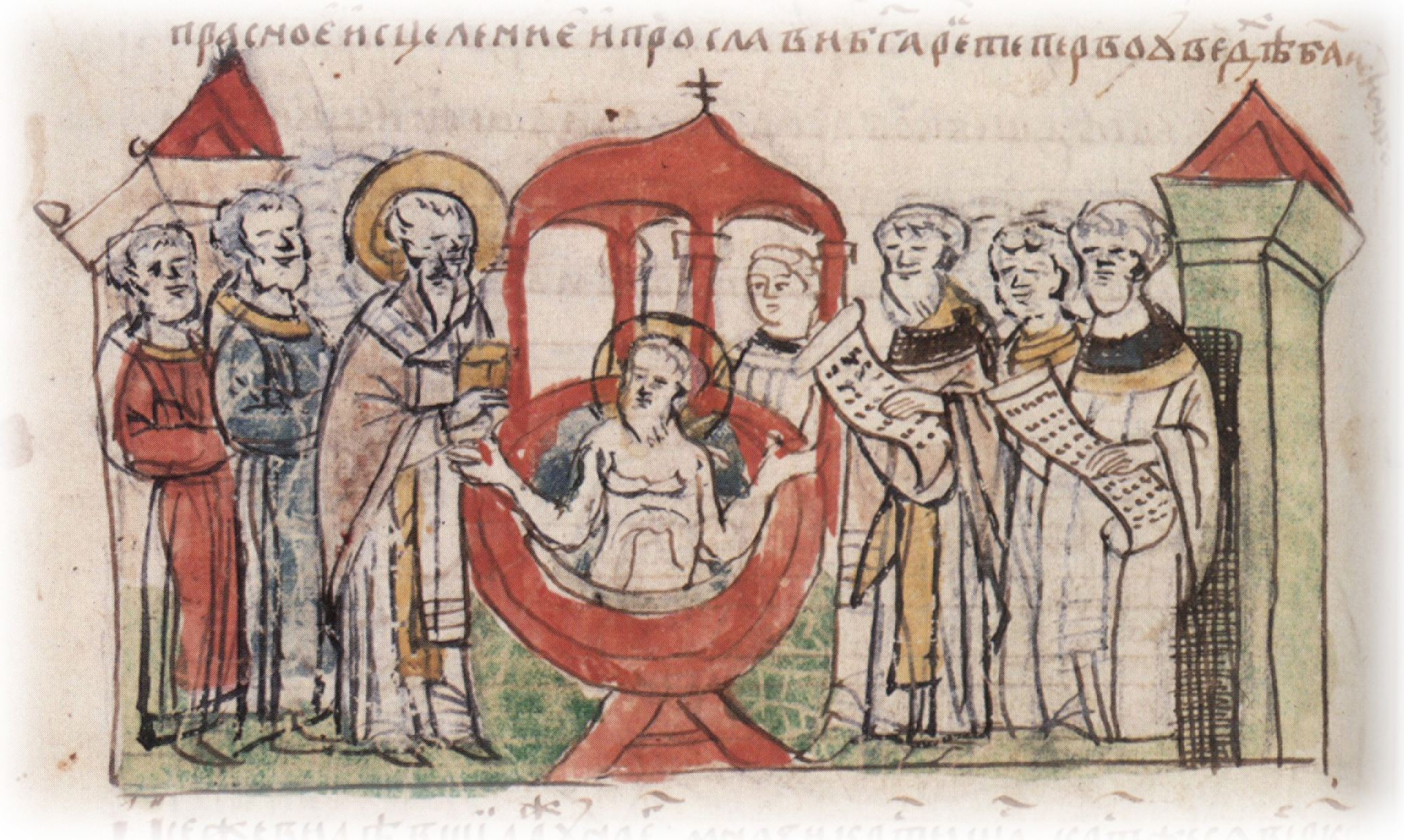
Крещение и прозрение Владимира Святославича в Корсуни. Миниатюра из Радзивилловской летописи, конец XV века

В 988 году князь Владимир после похода на византийский Херсонес и женитьбы на сестре византийских императоров Анне утвердил восточное христианство на Руси в качестве государственной религии. Принятие христианства укрепляло княжескую власть и территориальное единство Древнерусского государства. Оно имело большое международное значение: Русь, отвергнув язычество, стала теперь равной другим цивилизованным народам. Принятие христианства содействовало развитию зодчества и живописи в средневековых её формах, проникновению византийской культуры как наследницы античной традиции. Особенно важным было распространение кириллической письменности и книжной традиции: именно после крещения Руси возникли первые памятники древнерусской письменной культуры.
Важнейшим направлением внешней торговли Руси и направленных на отстаивание её интересов военных походов была Византия. Сбор дани (прежде всего пушнины) носил название полюдье, происходил ежегодно зимой, а централизованная реализация его результатов на внешних рынках происходила летом. Переправка племенной знатью значительных средств в виде дани в Киев давала возможность киевским князьям постоянно держать под рукой крупные военные силы, использовать их в многолетних походах и размещать в крепостях на степной границе (Посульская оборонительная линия, Стугнинская оборонительная линия).
После смерти Владимира в 1015 году престол в Киеве захватил его сын Святополк Окаянный; от рук посланных им убийц в 1015 году погибли его братья Борис и Глеб, причисленные позже к лику святых. В 1019 году Святополк был свергнут своим братом Ярославом Мудрым.

### Русь в XI — начале XII веков

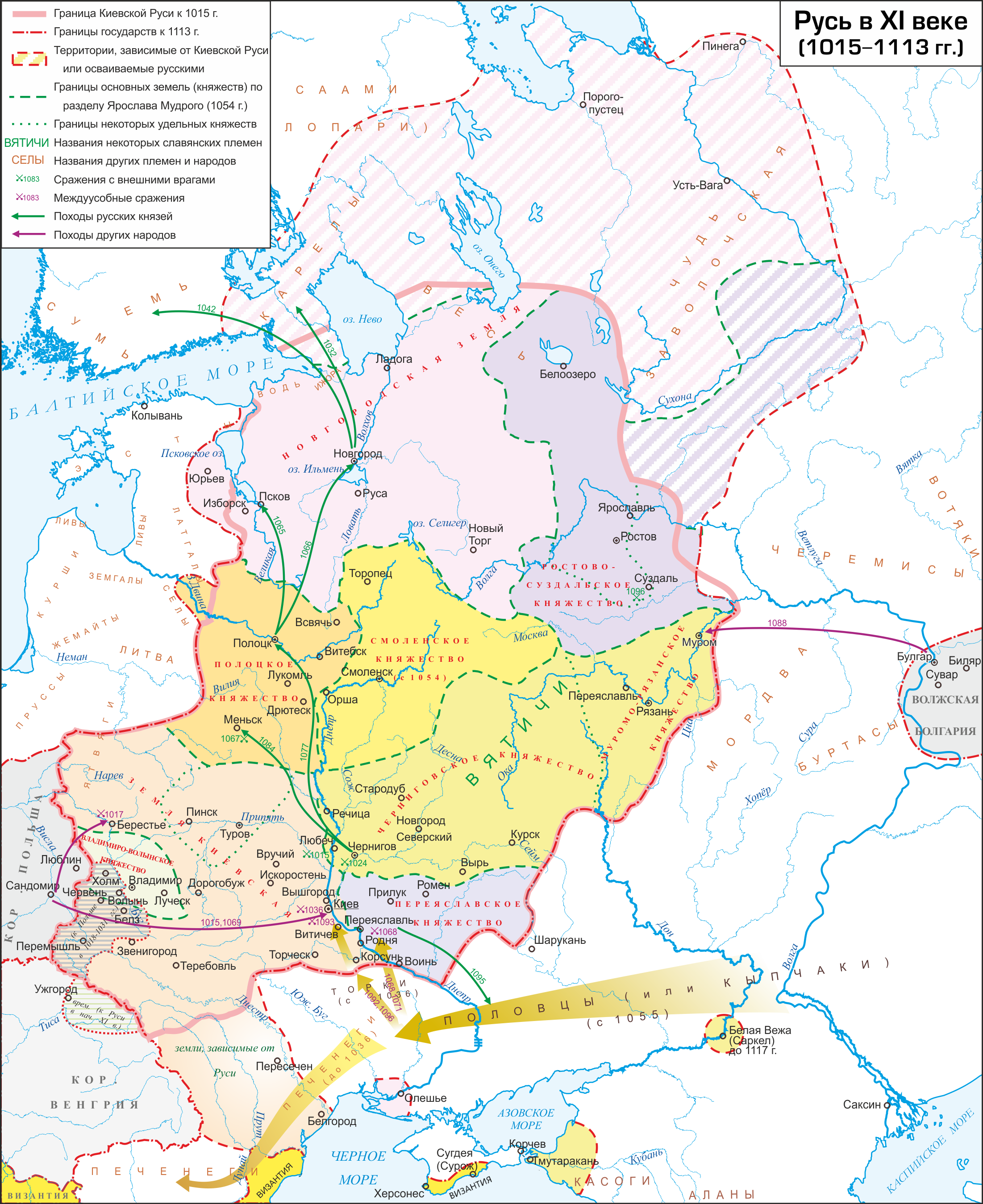
Киевская Русь в 1015—1113 годах

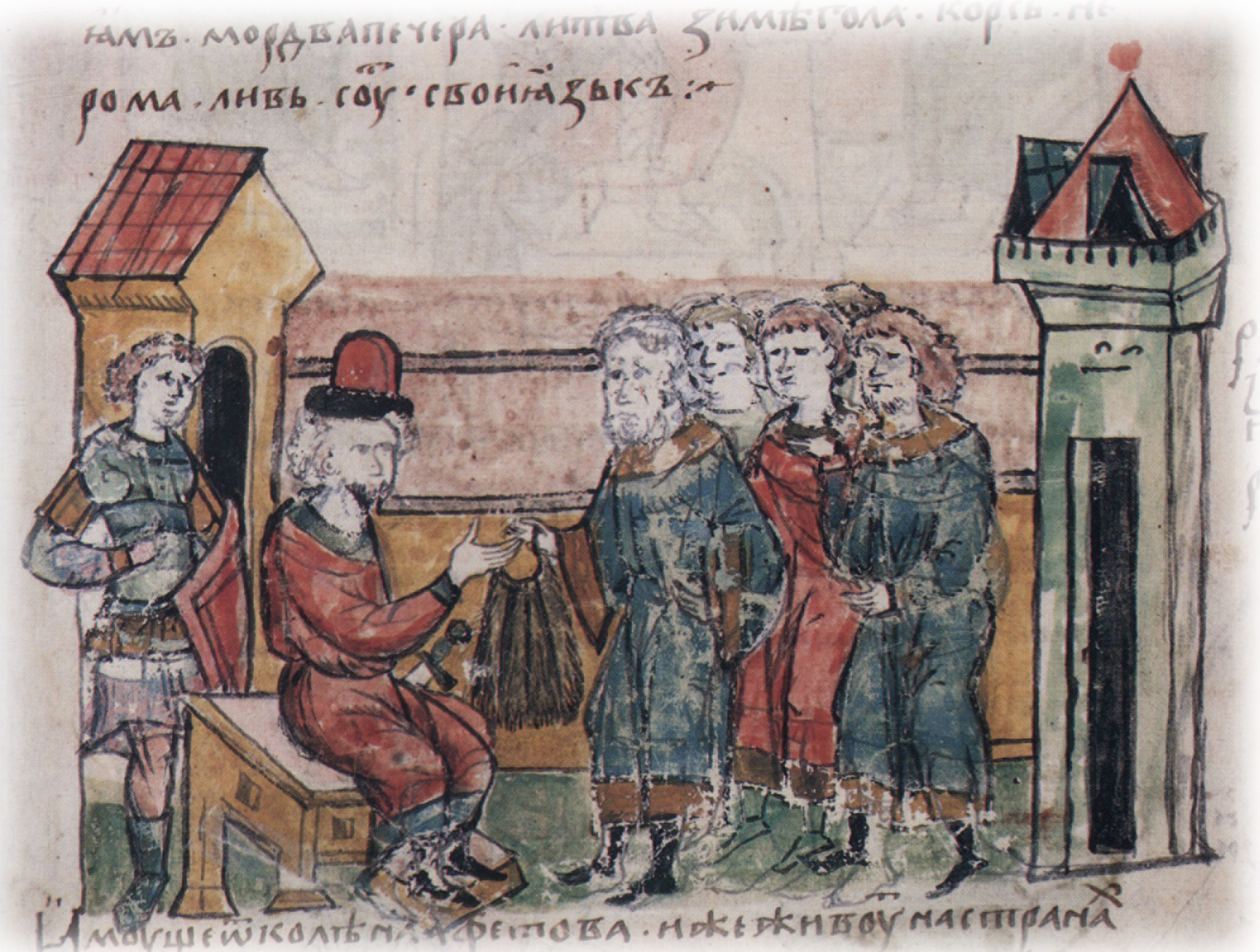
«Розные языки дань дают Руси» (подпись справа). Миниатюра из Радзивилловской летописи, конец XV века

Сыном Владимира Ярославом Мудрым была издана Русская Правда, представлявшая собой свод гражданского и уголовного права. Правящий класс Древней Руси представляло боярство (вотчинники, обязанные Рюриковичам личной верностью) во главе с князьями, основную часть населения составляли свободные крестьяне-общинники. В домонгольской Руси институт условных земельных держаний и связанный с ним институт крепостного права не развились. Личная несвобода была долговой, кроме того, ограничивалась законодательно (Устав Владимира Всеволодовича). При Ярославе Мудром Древняя Русь достигла вершины своего могущества. Активно происходило строительство городов (Ярославль, Юрьев), храмов (Софийский собор в Киеве и Новгороде), проводилась активная внешняя политика путём заключения династических браков с европейскими правителями (Франция, Византия, Норвегия и др.), окончательно ликвидирована угроза со стороны печенегов (1036).

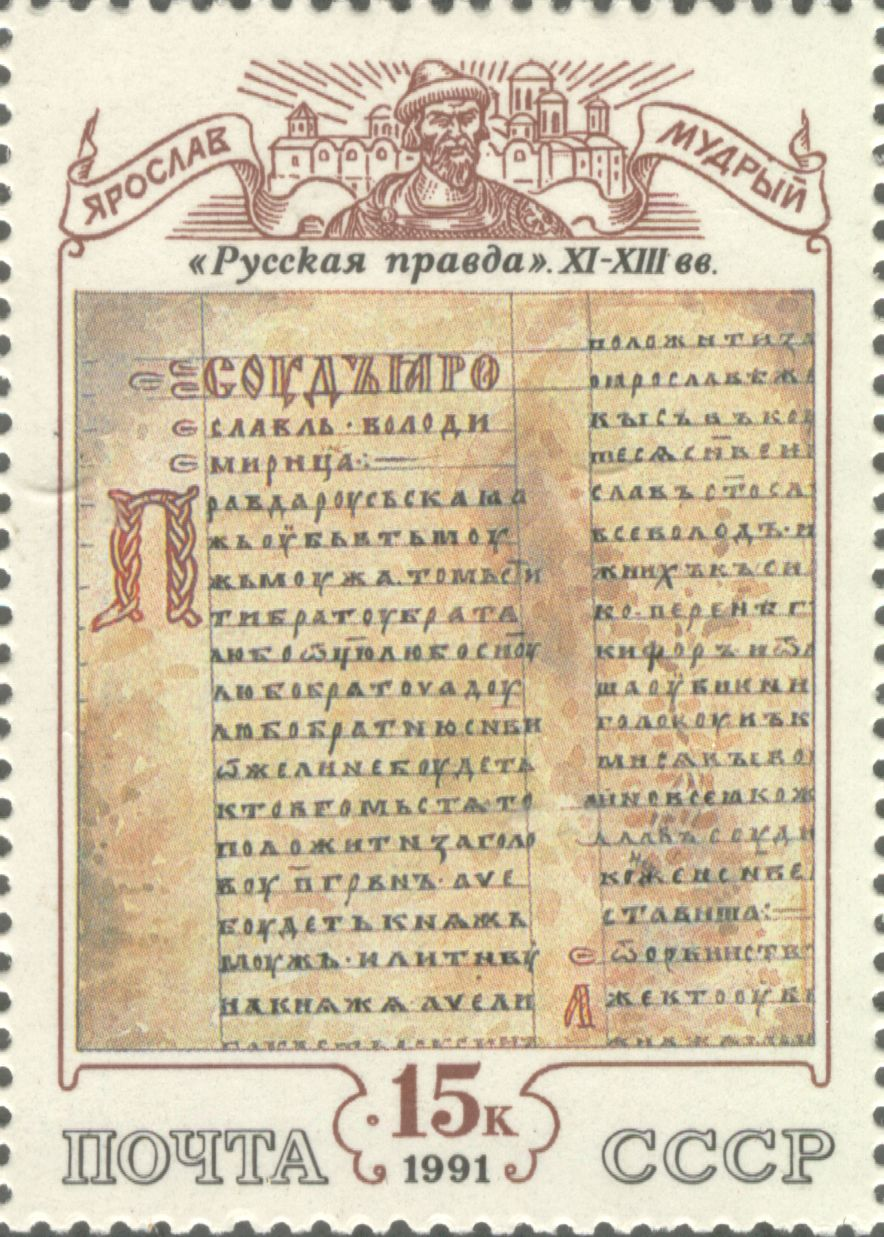
Почтовая марка СССР, 1991. Серия Культура русского средневековья XI—XVI века: «„Русская правда“. XI—XIII вв.», оформление Герман Комлев

В 1054 году после смерти Ярослава Мудрого власть перешла к троим старшим сыновьям, правление которых получило в историографии название «триумвирата Ярославичей», а в 1097 году на Любечском съезде князей внуки Ярослава для прекращения усобиц пошли на признание друг друга наследниками владений своих отцов. Действовавший порядок наследования (лествичное право), по которому все сыновья обладали правом наследования отцовского стола, с одной стороны, сдерживал территориальное дробление, но с другой, делал достаточно широким круг претендентов, ожесточённо боровшихся между собой. К началу XII века относятся значительные успехи в борьбе с половцами, а также достоверное начало летописания на Руси. Последнее усиление центральной власти происходит в период правления великого князя Владимира Мономаха (1113—1125). Рубежом распада государства считается смерть Мстислава Владимировича Великого (1132), после которой из-под власти Киева вышли Полоцк (1132), Новгород (1136) и другие земли. Однако часть исследователей не связывает с образованием самостоятельных княжеств конец существования Киевской Руси, поскольку князь Киева в теории продолжал считаться главным, а Киевское княжество продолжало оставаться общим владением Рюриковичей. Условием владений на Киевщине было участие в борьбе с кочевниками, по-прежнему возглавляемой киевским князем, вплоть до монгольского нашествия (1240). Кроме того, Киев продолжал быть местом пребывания митрополита всея Руси (до 1300 года).

## Русские земли в период раздробленности (1240—1478)

### Русские княжества в XII—XIII веках

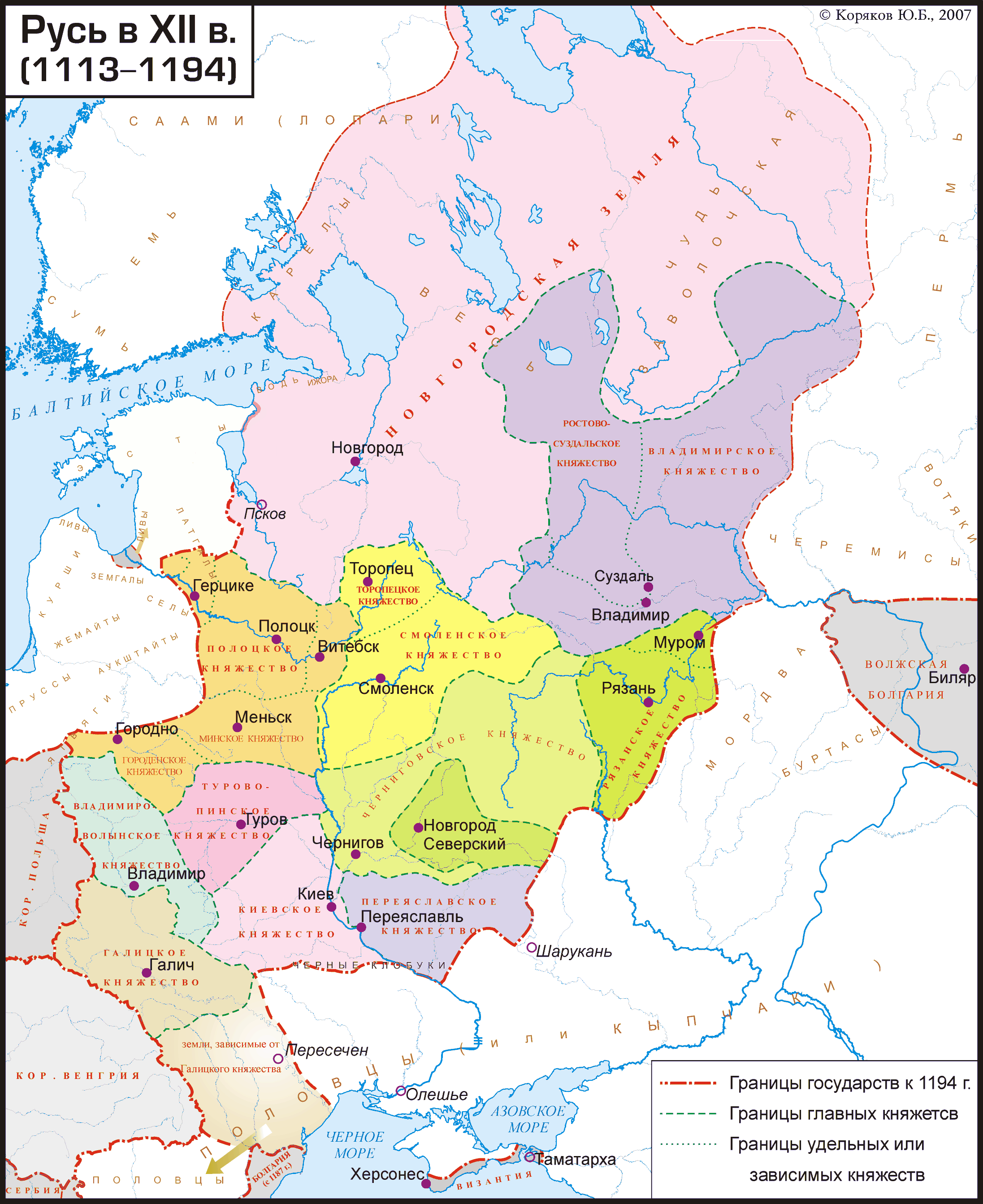
Русские княжества в XII веке

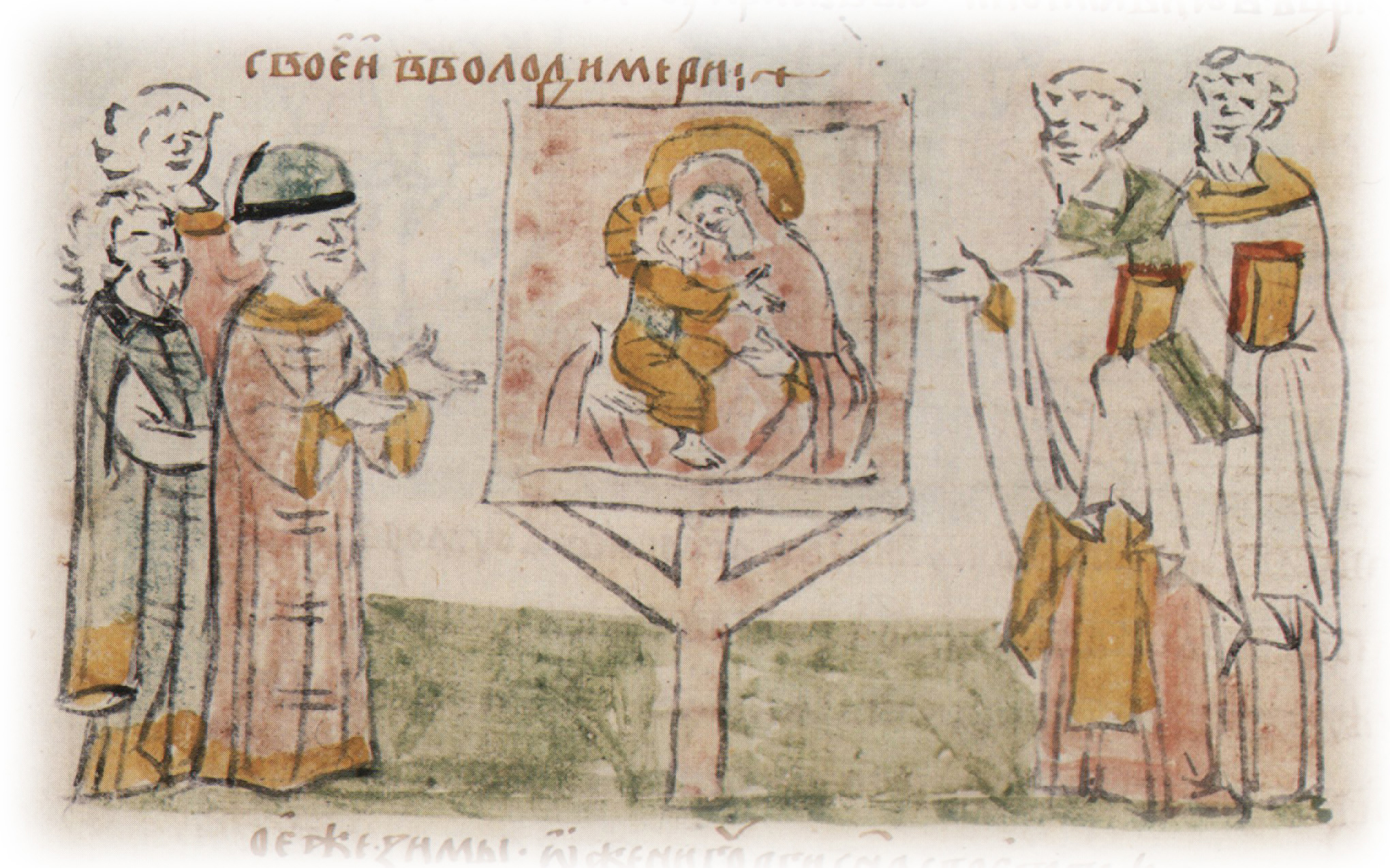
Поставление Андреем Боголюбским иконы Богоматери во Владимирской Богородцкой церкви в 1158—1160 годах. Миниатюра Радзивилловской летописи, конец XV века

При распаде Киевской Руси образовалось около 10 самостоятельных княжеств, в дальнейшем они продолжали дробиться, и их количество увеличивалось. Крупнейшими русскими княжествами являлись: Владимиро-Суздальское, Галицко-Волынское, Киевское, Переяславское, Полоцкое, Рязанское, Смоленское, Турово-Пинское, Черниговское и Новгородская феодальная республика.
Наиболее сильными из них являлись: Владимиро-Суздальское, Галицко-Волынское, Смоленское и Черниговское княжества, между которыми развернулось противостояние за киевский престол и доминирование в общерусских делах. Если смоленские и черниговские князья стремились занять киевское княжение лично, то владимиро-суздальские и волынские — через младших родственников или союзников. Киев продолжал считаться главным городом Руси, но стремительно терял своё значение. В ходе княжеских междоусобиц, в 1169 году Киев впервые был разгромлен суздальским князем Андреем Боголюбским. С этим событием ряд историков связывают окончательное падение роли Киева, как общерусской столицы, и «отделение старшинства от места». Впоследствии Киев был ещё раз разгромлен в 1203 году смоленским князем Рюриком Ростиславичем.
Во Владимиро-Суздальском княжестве после войны за наследство Андрея Боголюбского утвердилась сильная княжеская власть, опиравшаяся на новый служилый слой, прообраз дворянства. Именно Владимиро-Суздальское великое княжество стало ядром современного Российского государства. В период длительного правления Всеволода Большое Гнездо, Владимирское княжество достигло наивысшего расцвета и было сильнейшим на Руси. Переяславское, Рязанское (с середины XIII века и Смоленское) княжества оказались в сфере влияния владимиро-суздальских князей.
В Новгороде, в отличие от других русских княжеств, установился де-факто республиканский строй, при котором вече во главе с боярством назначало посадников, приглашало и изгоняло князей. Новгородская дипломатия позволяла использовать противоречия между ведущими княжескими группировками, занимать сторону одной из них и выходить из борьбы победителями, тем самым сохраняя новгородский политический уклад, хотя владимиро-суздальские князья имели возможность использовать зависимость Новгорода, не способного себя прокормить по причине сурового климата, от поставок зерна из суздальского Ополья. Новгород вёл активную торговлю и дипломатические сношения со странами Северо-Западной Европы, был членом Ганзейского союза европейских городов.
Галицко-Волынское княжество, включившее в себя земли Прикарпатья и Волыни, отличалось мощной земельной аристократией. В войне за восстановление единства княжества (1205—1245) галицкая земельная аристократия, а также венгерские и польские интервенты потерпели поражение, также были ликвидированы основные уделы на Волыни. В 1253 году галицкий князь Даниил Романович в целях противостояния монголам пошёл на союз с католическим Римом и принял титул «Король Руси». Время правления Даниила Романовича было периодом наибольшего экономического и политического усиления Юго-Западной Руси, однако в дальнейшем при его потомках Волынское княжество пришло в упадок и было поглощено Литвой и Польшей.
Междоусобная борьба сочеталась с половецкими набегами из причерноморских степей. Но если в середине XII века натиск был довольно велик, то после 1185 года половцы появлялись на Руси только в качестве союзников одной из противоборствующих княжеских группировок. Половецкая знать интенсивно христианизировалась, а в 1223 году обратилась за помощью к русским князьям против монголов (Битва на Калке).

### Монголо-татарское нашествие (1237—1240)

Разорение русских земель во время монгольского нашествия:
земля разорена
земля частично разорена, столица уцелела
земля не разорена

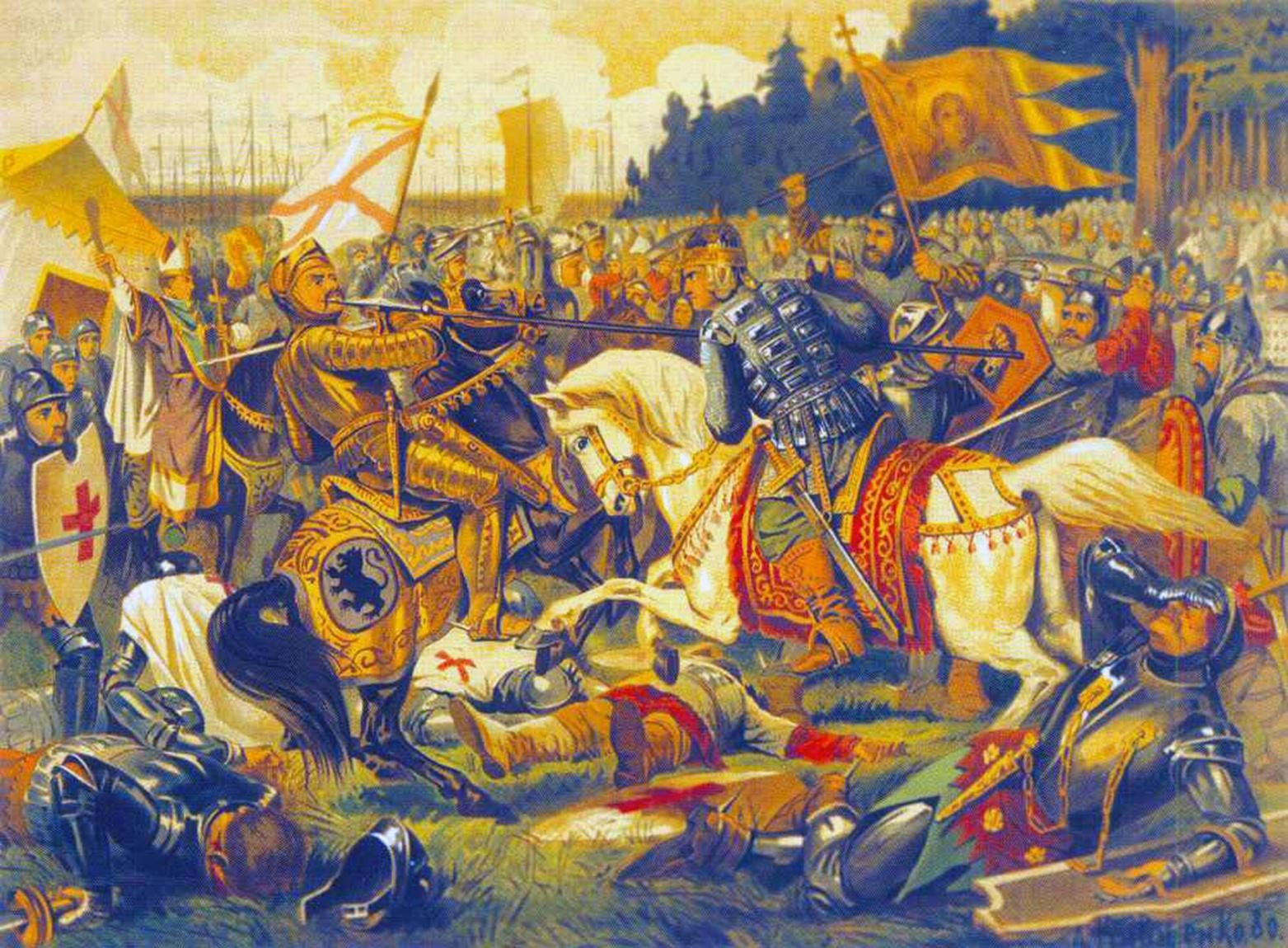
А. Д. Кившенко. «Александр Невский сражается с ярлом Биргером в ходе Невской битвы»

В ходе монгольского нашествия русские войска потерпели ряд поражений, многие русские города подверглись разорению. В 1237—1238 годах монголы разгромили северо-восточные русские княжества. Соединённые силы Владимирского и Рязанского княжеств потерпели поражение в битве у Коломны. Владимирский князь Юрий Всеволодович не смог противостоять монголам и был разбит в битве на реке Сити. В 1239—1240 годах монголы разгромили юго-западные русские земли, взяв Киев в 1240 году. Все русские земли оказались под верховной властью Монгольской империи, в подчинении её западного крыла — Улуса Джучи или Золотой Орды. Верховными арбитрами в спорах за княжения, в том числе за Киев, стали ордынские ханы. После монгольского нашествия начинает теряться связь между северо-восточными и юго-западными русскими княжествами, что впоследствии предопределило их различную историческую судьбу. На протяжении второй половины XIII века ордынцы провели ещё несколько вторжений с целью упрочить свой контроль над русскими княжествами и добиться выплаты дани, самым известным из которых стала так называемая «Дюденева рать» (1293). С целью налогообложения ордынцы впервые провели на Руси перепись населения.
В то же время на западном направлении новгородский князь Александр Ярославич Невский смог успешно отразить вторжения: шведов в 1240 году, немцев в 1242 году и литовцев в 1245 году. За свои победы князь получил прозвище Невский, а после смерти был причислен к лику святых.
В 1252 году Александр стал великим князем Владимирским и Киевским одновременно (сохраняя за собой и Новгородский стол). Несмотря на противостояние западной экспансии, Александр пошёл на союз с Ордой, фактически усилив зависимость русских княжеств от монголо-татар. В то же время после антиордынского восстания на Руси в 1262 году, когда во Владимире, Суздале, Ростове, Переяславле, Ярославле и других городах были перебиты татарские сборщики дани (баскаки), Александр смог убедить хана не посылать карательные отряды на Русь, а также не набирать в монгольскую армию жителей Руси. В 1263 году после смерти Александра Невского Владимирское великое княжество окончательно распадается на уделы.

### Объединение русских земель вокруг Москвы

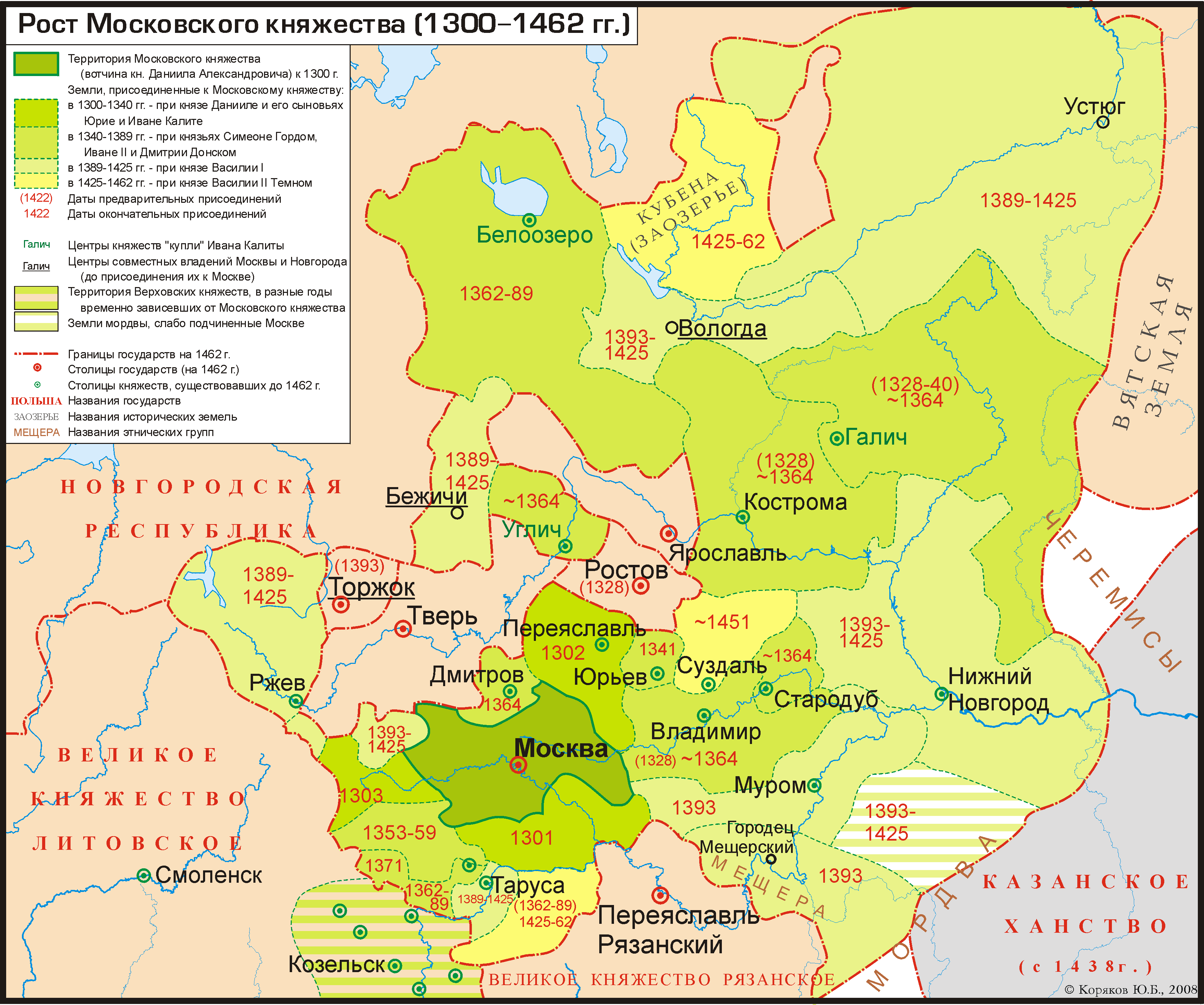
Рост Московского княжества в 1300—1462 годах

Московское княжество было выделено из великого княжества Владимирского в 1263 году согласно завещанию Александра Невского его младшему сыну Даниилу Александровичу. Первоначальная территория княжества включала только земли в среднем течении реки Москвы. Его столица Москва была единственным городом княжества.
После Даниила Александровича Московским княжеством правили его потомки. В 1328 году Москва одержала верх в борьбе с Тверью за великое княжение Владимирское. С 1363 года ярлык на великое княжение Владимирское принадлежал только московским князьям.
В середине XIII века Миндовг основал Великое княжество Литовское. К 1320-м годам Литва распространила свою власть на западнорусские земли. В 1362 году Литва разбила татар при Синих Водах и присоединила южную Русь, включая Киев.
В 1299 году после очередного разорения южной Руси ордынцами киевский митрополит переехал во Владимир (в 1354 году перенос кафедры был подтверждён Константинополем). Почти сразу после этого на юге возникла Галицкая митрополия, а затем Литовская, существовавшие впоследствии с перерывами. Киевский митрополит в 1325 году вторично поменял резиденцию, переехав в Москву. Впоследствии великие княжества Московское и Литовское стремились к тому, чтобы именно их претендент занимал общерусскую митрополию или как минимум был свой митрополит в те периоды, когда общерусская митрополия контролировалась «чужим» претендентом.
В период правления Дмитрия Донского (1359—1389) Московское княжество становится одним из главных центров объединения русских земель, а Владимирское великое княжество стало наследственной собственностью московских князей. Серия литовских походов против Московского княжества на рубеже 1360-х 1370-х оказалась безрезультатной, и Москва отстояла тем самым статус одного из центров объединения русских земель. В этот же период был построен белокаменный московский Кремль, раньше, чем в других княжествах начата чеканка серебряной монеты, впервые стало использоваться огнестрельное оружие.

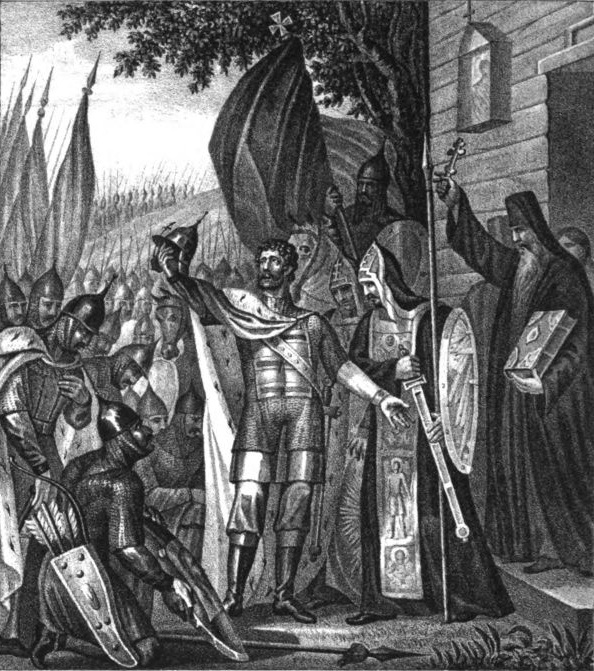
Б. А. Чориков. Сергий Радонежский благословляет князя Дмитрия Донского на Куликовскую битву (1380)

Дмитрий Донской одержал важные победы над Золотой Ордой: 11 августа 1378 года в битве на реке Воже русское войско одержало первую крупную победу над войсками Орды. 8 сентября 1380 года — основные силы Орды были разбиты русскими войсками в Куликовской битве. Победы войск Дмитрия Донского отражены в русских литературных памятниках: «Сказание о Мамаевом побоище» и «Задонщина». Однако уже через 2 года, объединивший Орду новый хан Тохтамыш, напал и сжёг Москву (1382). В результате нового разорения, Дмитрий был вынужден возобновить выплату дани Орде и признал независимость Тверского княжества, а Тохтамыш признал великое княжение Владимирское наследственным владением московских князей.
В 1384 году был заключён договор между Дмитрием и Ягайло о женитьбе последнего на дочери Дмитрия и признании православия государственной религией Великого княжества Литовского. Однако уже в 1385 году Ягайло женился на польской принцессе и принял католицизм, заключив первую польско-литовскую унию. К рубежу XIV—XV веков все русские земли, за исключением отошедших к Польше, были разделены между Московским и Литовским великими княжествами, их граница прошла по реке Угре. Однако Литва под военно-политическим нажимом Орды, Ордена и Москвы всё чаще прибегала к польской помощи, и влияние Польши в юго-западной Руси неуклонно росло.
В первой половине XV века Золотая Орда окончательно распалась. На её месте образовались: Казанское, Сибирское, Крымское и Астраханское ханства, а также Большая и Ногайские Орды. В начале XVI века Большая Орда, правопреемница Золотой, прекратила своё существование.
Во второй четверти XV века в Московском княжестве произошла междоусобная война, в которой семейный порядок наследования престола одержал верх над родовым. Московская митрополия добилась фактической независимости от Константинопольской церкви (1448), в условиях турецкой экспансии вступившей в унию.
В 1450 году московские войска разбили ордынцев на реке Битюге в глубине степей.
Прибегнув к военной силе, Москва покончила с автономным положением Новгорода. В 1470 году новгородцы запросили нового архиепископа не у московского митрополита, а у константинопольского патриарха. Одновременно хан Большой Орды Ахмат выдал ярлык на Новгород польскому королю и великому князю литовскому Казимиру IV. Тогда московские войска вторглись в Новгородскую землю и в 1471 году разбили новгородцев на реке Шелонь, а в 1478 году Новгородская земля была полностью присоединена к Москве: власть московского князя Ивана III распространилась до побережья Северного Ледовитого океана и Урала.

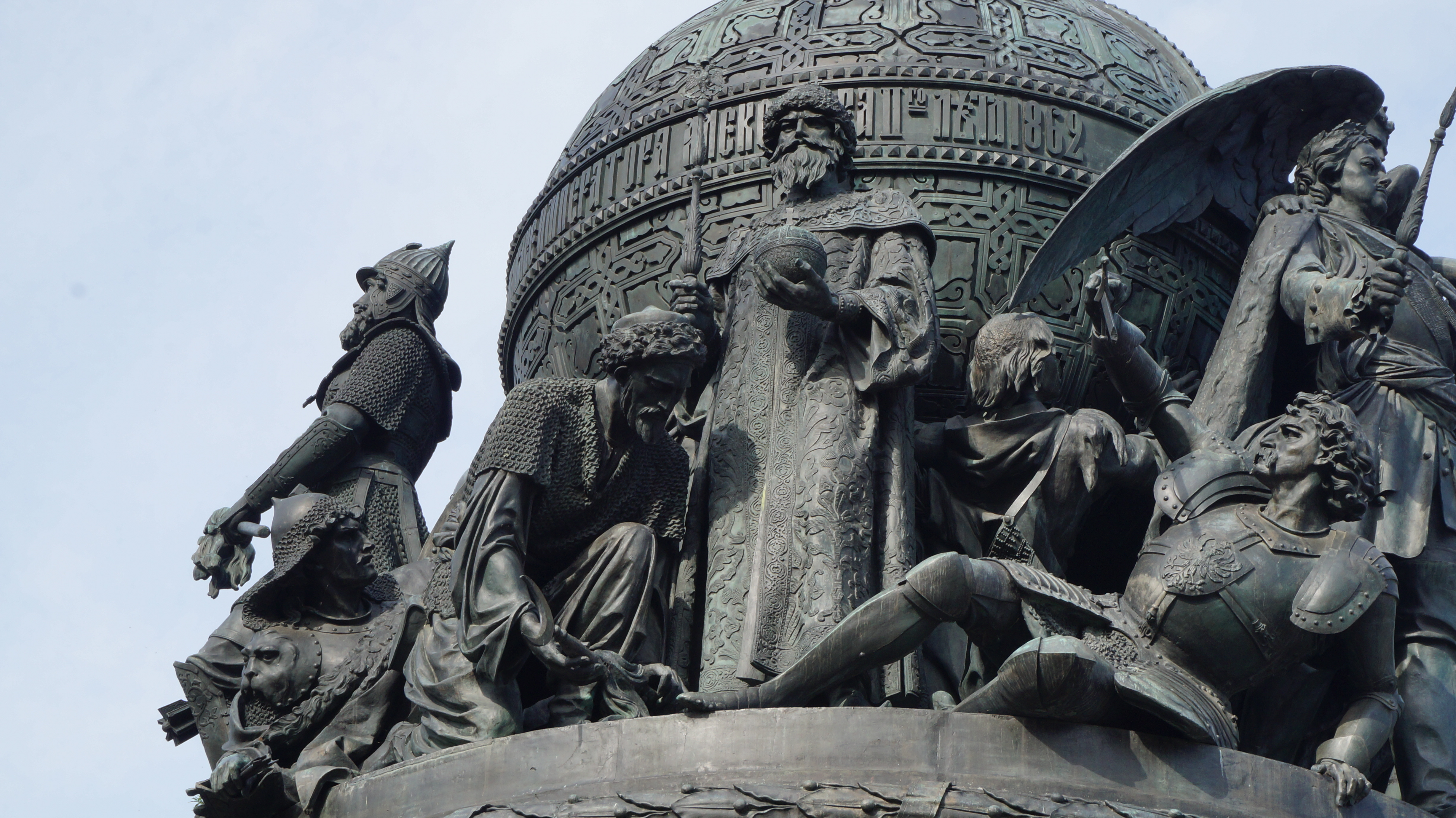
Фигура Ивана III на памятнике «Тысячелетие России» (1862) в Великом Новгороде. У его ног (слева направо) поверженные литовец, татарин и балтийский немец

В 1472 году ордынцы были разбиты под Алексином, с чем часть историков связывают освобождение подвластных Москве земель от верховной власти Орды. Образование единого независимого Русского государства традиционно связывается с присоединением Новгорода в 1478 году и окончательной ликвидацией монголо-татарского ига в 1480 году (Стояние на Угре). После 180-летней борьбы было присоединено Тверское княжество (1485). После успешного похода на Казань в 1487 году Иван III принял титул «царя болгарского». Эти успехи привлекли на сторону московского князя удельных русских князей с их землями из Великого княжества Литовского (в том числе бежавших в Литву после поражения в междоусобице 1425—1453 годов), что стало причиной серии русско-литовских войн. В результате победы в войне 1500—1503 годов под власть Москвы перешли Северские земли с Брянском и Черниговом, всего около трети территории Великого княжества Литовского.

## Российское государство (1478—1721)
С Ивана III начинается раздача земель в условное держание (поместье), сначала пожизненное, затем наследственное. В 1497 году издан общерусский Судебник, первый систематизированный свод законов в России со времён «Русской правды» XI века, в частности ограничивший переход крестьян осенним Юрьевым днём. В России создаются первые органы центрального управления — приказы. Иван III женился на наследнице византийских императоров Софье Палеолог, поместил на великокняжеской печати изображение двуглавого орла как символ преемственности могущества Византийской империи («Москва — третий Рим»).
Сын Ивана III Василий III завершил объединение не подчинённых Литве русских земель, присоединив к Москве Псков (1510) и Рязань (1521). У Литвы был отвоёван Смоленск (1514). Продолжались войны с Казанским ханством.
Правление Елены Глинской, жены Василия III и регентши малолетнего Ивана IV, отмечено проведением первой централизованной денежной реформы в России (1534), в результате реформы была введена единая валюта: серебряная деньга, создана единая система денежного обращения; завершена русско-литовская война (1534—1537) и заключён выгодный для России мир.

### Эпоха Ивана IV Грозного. Преобразование в царство

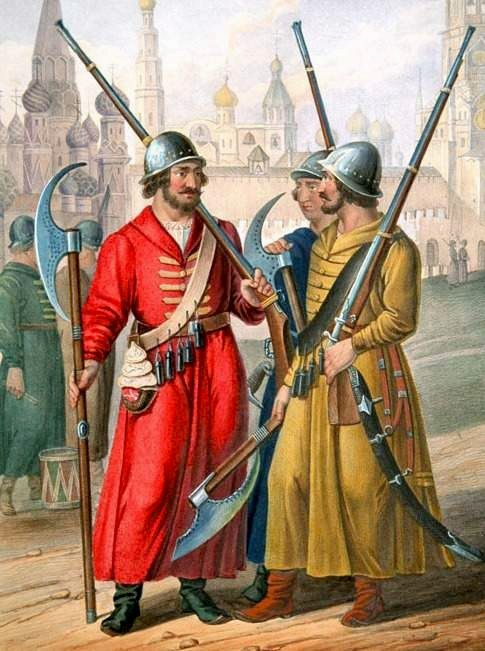
Стрельцы

В 1547 году великий князь московский Иван IV Грозный венчался на царство и стал, таким образом, первым российским царём. Новый титул позволял занять существенно иную позицию в дипломатических сношениях с Западной Европой. Великокняжеский титул переводился как «великий герцог», титул же «царь» в иерархии стоял наравне с титулом император.
С 1549 года вместе с «Избранной радой» (А. Ф. Адашев, митрополит Макарий, А. М. Курбский, протопоп Сильвестр и др.) Иван IV осуществил ряд реформ, направленных на централизацию государства и построение общественных институтов.
В 1549 году был созван первый сословно-представительный орган — Земский собор. В 1550 году принят новый Судебник. В 1551 году был проведён Стоглавый собор, по итогам которого был принят Стоглав. Было создано первое регулярное войско, вооружённое огнестрельным оружием — стрелецкое войско. В 1555—1556 годах Иван IV отменил кормления и принял Уложение о службе.
В начале 1550-х годов были также проведены земская и губная (начата правительством Елены Глинской) реформы, перераспределившая часть полномочий наместников и волостелей, в том числе судебных, в пользу выборных представителей черносошного крестьянства и дворянства.
В 1563 году царём Иваном IV был основан Московский печатный двор, где в 1564 году первыми книгопечатниками Иваном Фёдоровым и Петром Мстиславцем была напечатана первая русская книга «Апостол». Была составлена Книга Большому Чертежу — первый известный полный свод географических и этнографических сведений о России и сопредельных государствах. Был также создан Лицевой летописный свод — самый крупный в средневековой истории России исторический труд, представляющий собой летописный свод событий мировой и русской истории. Продолжало оформляться крепостное право, с 1581 года стали вводиться заповедные лета, когда переход крестьян был запрещён даже в Юрьев день.

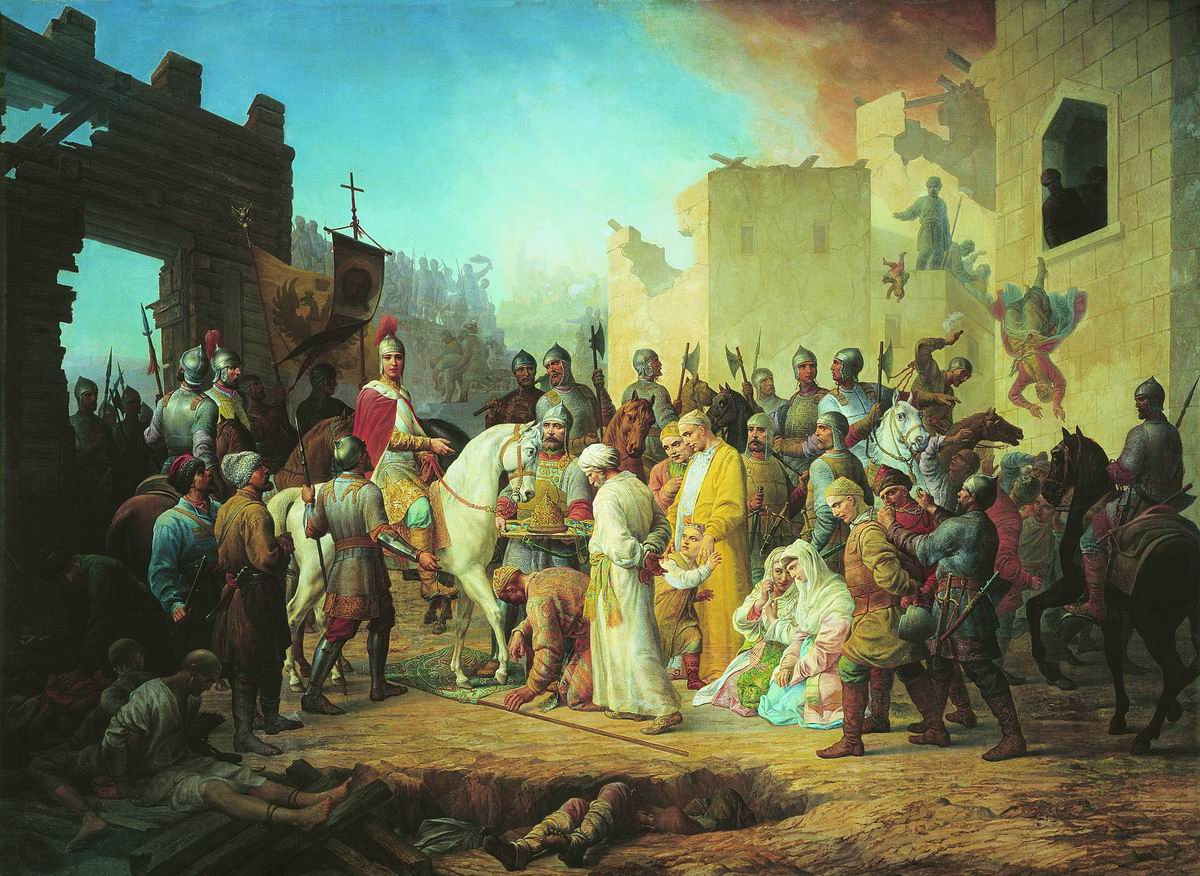
П. М. Шамшин. Взятие Казани Иваном Грозным

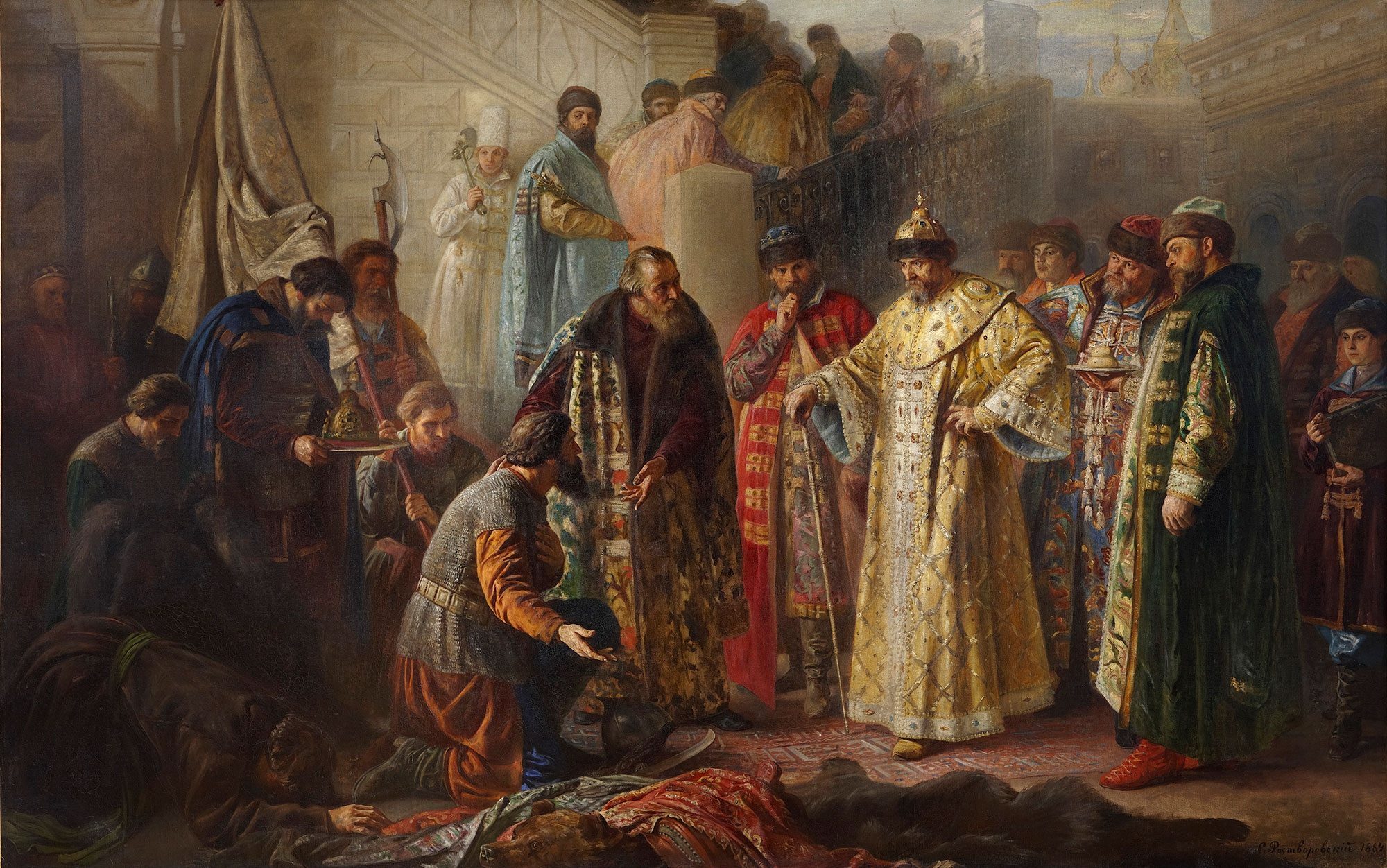
С. Р. Ростворовский. Посланники от Ермака на красном крыльце перед Иваном Грозным.

Иван Грозный завоевал обширные территории в Поволжье (в 1552 году — Казанское ханство, в 1556 — Астраханское). Волга полностью становится российской рекой, Россия получила выход к Каспийскому морю. В русское подданство переходят башкиры, на их землях основывается Уфа. Основывается Архангельск — стратегический порт на берегу Северного Ледовитого океана. Начинается завоевание Западной Сибири (поход Ермака 1581—1585). Распространилось российское влияние и на Северный Кавказ (казачество, договоры с Кабардой). В честь завоевания Казани и Астрахани в Москве был построен храм Василия Блаженного, ставший одним из главных символов Москвы и всей России.
На западном направлении московским войскам сначала также сопутствовали успехи (Ливонская война). На начальном этапе войны (1558—1561) был разгромлен Ливонский орден, однако его глава принял покровительство Великого княжества Литовского. Тогда Россия вступила в войну с последним, особенно тяжёлым для Литвы стала потеря Полоцка (1563). Будучи не в состоянии вести войну с Россией в одиночестве Великое княжество Литовское пошло на объединение с Польшей в новое государство — Речь Посполитую. В результате Люблинской унии к Польше отошли Киевское и Брацлавское воеводства, Волынь, Подолия и Подляшье (1569).
В то же время в среде московской знати, чью значительную часть составляли потомки бывших литовских подданных, настаивавших на продолжении войн на южном, турецком направлении, зреет недовольство. Внезапная смерть царицы Анастасии, стремление Ивана Грозного к абсолютизации своей власти, и измена князя Курбского, приводит к ликвидации Избранной рады, и введению системы государственного террора — опричнины (1565 год). Формировалась монархическая идеология (царизм, самодержавие). Опричнина вылилась в многолетний массовый террор, подорвала экономику, веру знати и народа во власть и в конечном счёте стала одной из причин Смутного времени в начале XVII века. Практиковались жестокие репрессии в отношении неблагонадёжных элементов: боярские опалы, новгородский погром. Однако сожжение Москвы крымским ханом в 1571 году продемонстрировало слабость опричнины как орудия государевой власти и подтолкнуло царя к её отмене в 1572 году.
Юг России на протяжении XVI и XVII веков подвергался набегам степных кочевников и крымских татар, продававших захваченных пленников на невольничьих рынках. От их набегов России пришлось защищаться строительством вдоль южных рубежей мощной Засечной черты. В 1571 году крымский хан Девлет I Герай сжёг Москву, а большую часть её жителей уничтожил или увёл в плен. В следующем 1572 году русское войско в битве при Молодях (в нескольких десятках километрах от Москвы) под руководством князей Михаила Воротынского и Дмитрия Хворостинина уничтожило 120-тысячное крымско-турецкое войско, шедшее на Москву, что позволило России сохранить независимость, а также завоёванные ранее территории в Поволжье.
Объединение Польши и Литвы в одно государство сделало возможным их совместные контрнаступательные действия. России с трудом удалось отстоять Псков (1582). Война закончилась в 1583 году потерей Россией всех захваченных ранее земель, а также выхода к Балтийскому морю. Многолетняя безрезультатная Ливонская война, разорительный опричный террор, привели экономику государства в упадок (Поруха).
После смерти Ивана Грозного на престол вступил его сын Фёдор I Иоаннович, при этом страной фактически управлял регентский совет, где наиболее сильным влиянием пользовался Борис Годунов, являвшийся фактическим правителем Русского государства.
В 1589 году учреждён Московский патриархат, избран первый патриарх Иов; активно велось строительство городов на новых территориях в Поволжье, Сибири и Диком поле: (Самара, Саратов, Царицын, Воронеж, Тобольск и др.), а также Смоленская крепостная стена, считавшаяся «каменным ожерельем земли русской», построенная по проекту Фёдора Коня.
В целях освоения Дикого Поля и борьбы с крымско-ногайскими набегами уже при Фёдоре создаётся Белгородская черта, в которую входят такие крепости как Курск и Воронеж. В 1591 году крымско-татарские орды в последний раз осаждали Москву, но были разбиты. После войны со Швецией был возвращён выход к Балтийскому морю. К 1598 году окончательно завоёвывается Западная Сибирь.
В 1591 году при невыясненных обстоятельствах (предположительно по приказу Бориса Годунова) погиб младший сын Ивана Грозного царевич Дмитрий. Царь Фёдор Иоаннович умер в 1598 году, не оставив потомков, на этом правление династии Рюриковичей в России закончилось. После добровольного отказа жены умершего царя Фёдора, Ирины Годуновой от царства, Борис Годунов избран Земским собором царём в 1598 году.

### Смутное время (1598—1613)

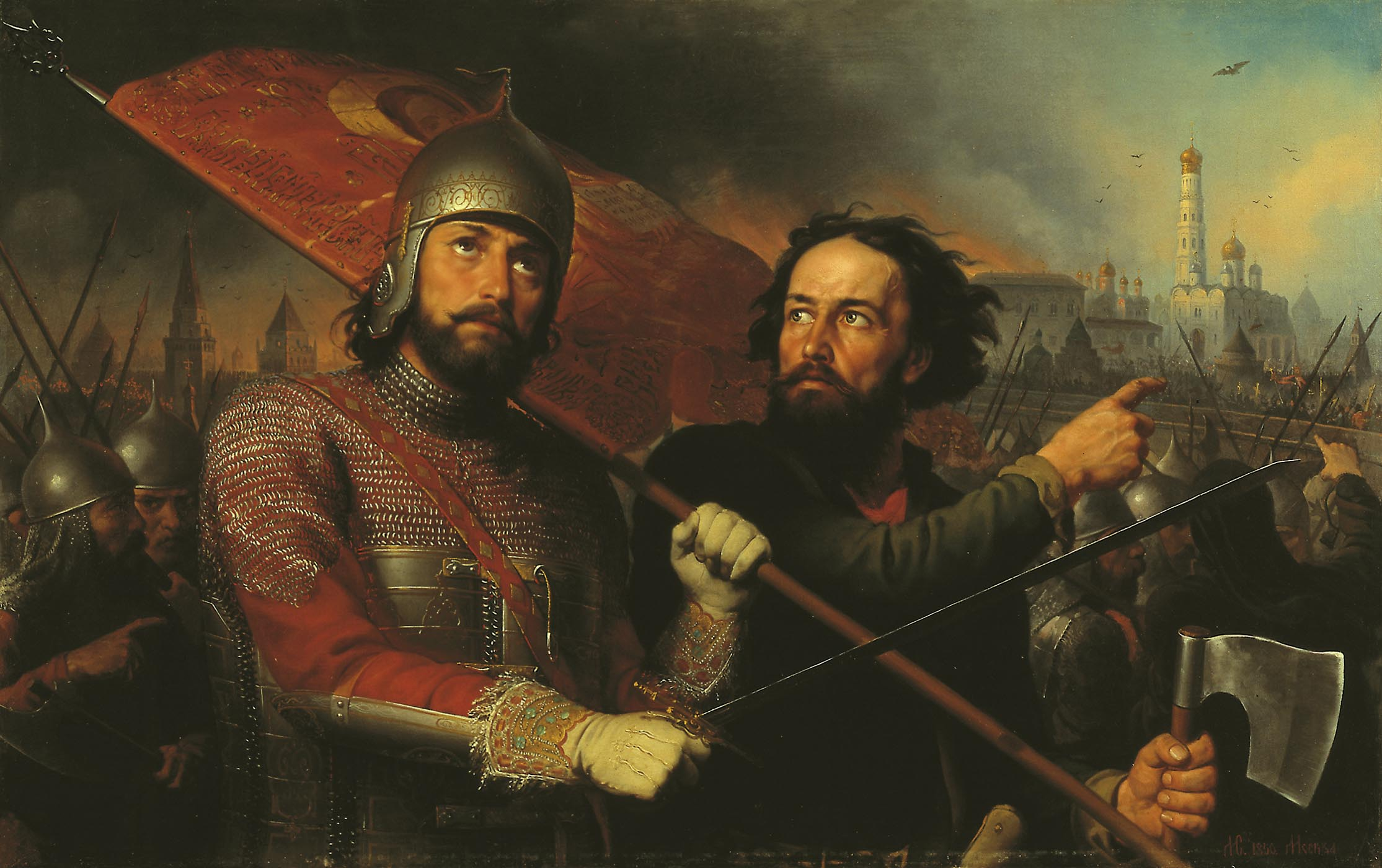
М. И. Скотти. Кузьма Минин и Дмитрий Пожарский

Первые годы XVII века были неурожайными, произошло восстание Хлопка, ставшее предвестником Смутного времени. Возник слух, что «невинноубиенный» царевич Дмитрий (сын Ивана Грозного) чудесным образом спасся и желает взойти на престол. Сыгравший его роль самозванец вошёл в историю под именем Лжедмитрий I. Его опорой были наиболее экономически развитые юго-западные районы России (Северщина). Победоносно войдя в Москву после смерти брата жены последнего царя-Рюриковича Бориса Годунова, Лжедмитрий в 1605 году венчался на царство. Однако польская поддержка крайне негативно повлияла на его восприятие боярами и народом. Новый царь был признан ненастоящим и свергнут боярской группировкой во главе с Василием Шуйским, который и взошёл на престол.

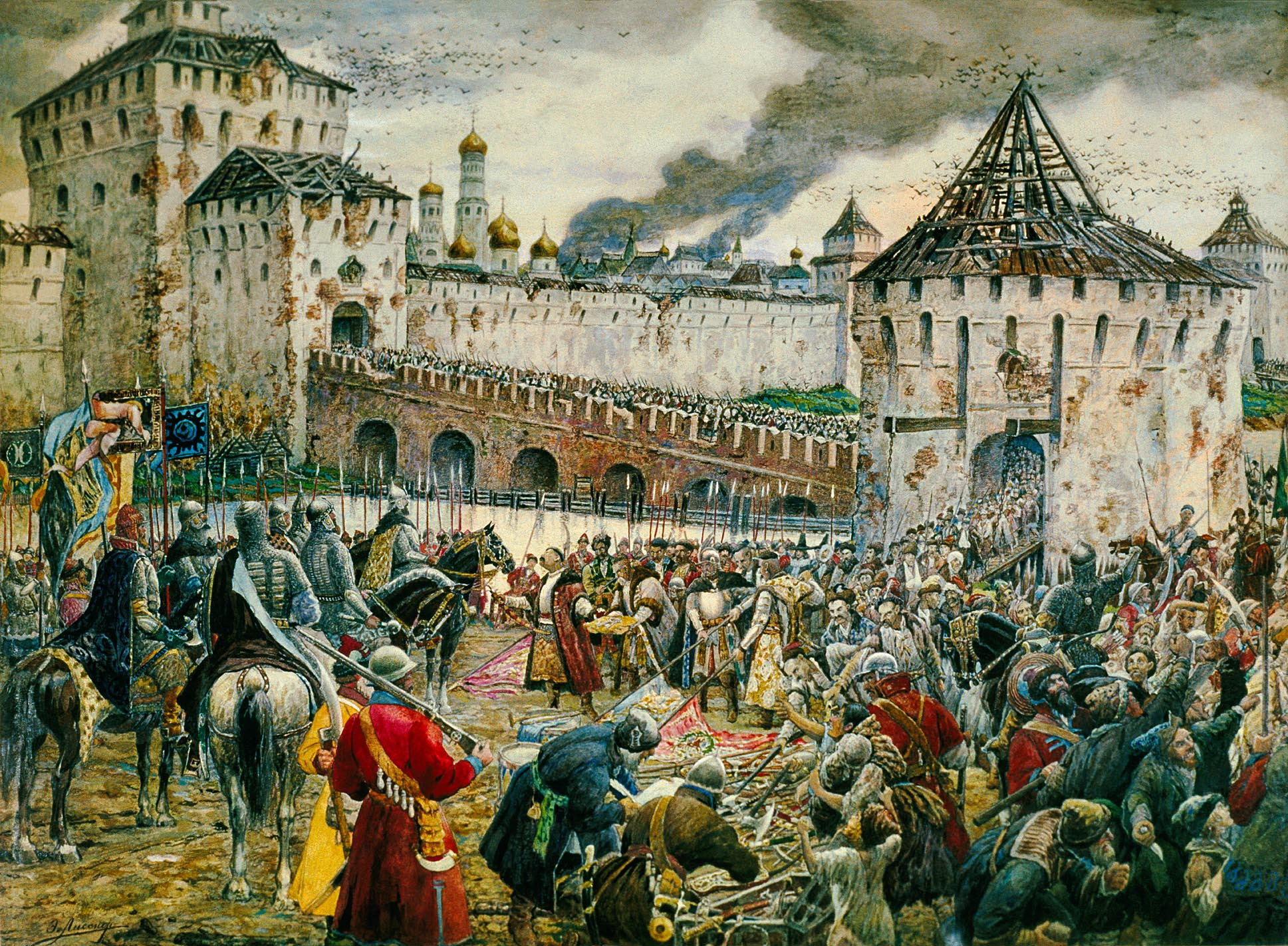
Э. Э. Лисснер. Изгнание поляков из Кремля

Несмотря на то, что Василий Шуйский принадлежал династии Рюриковичей (суздальская ветвь), поддержкой в народе он не пользовался. На юге государства вспыхнуло восстание Болотникова, участников которого называли «ворами». Восстание было подавлено, но объявился новый самозванец — Лжедмитрий II, к которому примкнули бунтовщики. Для борьбы с мятежом Шуйский обратился к помощи Швеции, в обмен на уступку части территории. Русско-шведское войско под командованием Михаила Скопин-Шуйского нанесло ряд поражений повстанцам и поддерживающим их полякам, освободив русские города, и сняв блокаду Москвы. Лжедмитрий II бежал, а остатки польских отрядов ушли к польскому королю. Тогда Польша, ранее поддерживающая обоих Лжедмитриев, решила напрямую начать войну с ослабленной Россией. Поляки осадили Смоленск, который оборонялся почти два года, задержав основные польские войска. Однако после внезапной смерти Скопин-Шуйского в Москве, русские войска были разбиты в Клушинской битве. Неудачи привели к свержению Василия Шуйского и занятию поляками Москвы.
Формально власть принадлежала Семибоярщине, но открыто обсуждались варианты присяги польскому королю. Швеция сменила свою позицию на враждебную по отношению к России и заняла Новгород. Патриарх Гермоген убеждал всех русских людей бороться против иноземных захватчиков и освободить Москву. Сторонники Лжедмитрия II заняли антипольскую позицию (поскольку Семибоярщина поддержала кандидатуру польского царевича Владислава на русский трон). Лжедмитрий II начал борьбу против поляков, однако вскоре был убит своими людьми. Поход первого народного ополчения на Москву окончился провалом, но уже второе народное ополчение Минина и Пожарского смогло освободить в 1612 году Москву от поляков. Этот день (4 ноября) ныне празднуется как День народного единства.

### Россия в XVII веке

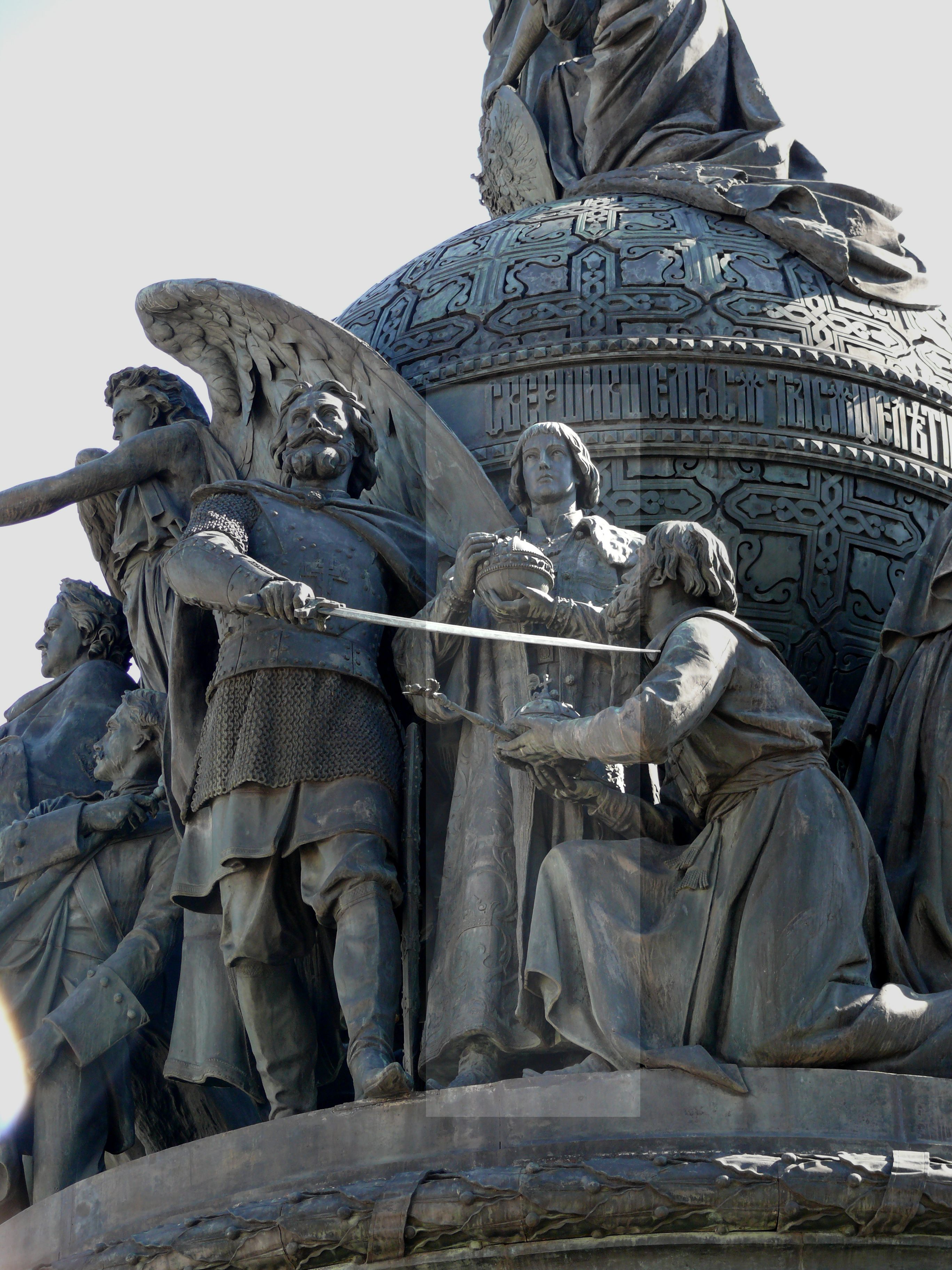
Михаил Романов на памятнике Тысячелетие России.

Для борьбы с последствиями Смуты был созван Земский собор 1613 года, на котором на царство был призван Михаил Романов — первый из династии Романовых, который через свою родственницу Анастасию Романову (первую жену Ивана Грозного) являлся ближайшим родственником угасшей династии Рюриковичей. Также он был «выгодным царём» для бояр, поскольку юноша, изначально не желавший нести бремя власти, мог легко стать игрушкой в руках бояр, которые в итоге фактически и правили. Всё изменилось после обмена пленными после Смуты — в июне 1619 года вернулся отец юного царя (будущий Патриарх Филарет), с которым Михаил всегда советовался в государственных делах. Между тем борьба с мятежниками из числа казаков и польскими интервентами не закончилась. В 1614 году были разгромлены мятежные казаки и казнены атаман Заруцкий вместе с сыном Лжедмитрия II, а жена обоих лжецарей Марина Мнишек заключена в темницу.
В 1618 году польский король Владислав вновь попытался взять Москву и завладеть русским троном. Однако поляки не смогли взять Москву. В сложившийся ситуации стороны подписали Деулинское перемирие. России пришлось уступить Польше Смоленск и Северщину, однако независимость России была сохранена. В 1632 году Россия начала новую войну, целью которой было вернуть земли утраченные в ходе Смуты. Русские не смогли взять Смоленск и вернуть территории, однако по итогам нового мирного договора, польский король окончательно отказался от прав на русский престол.

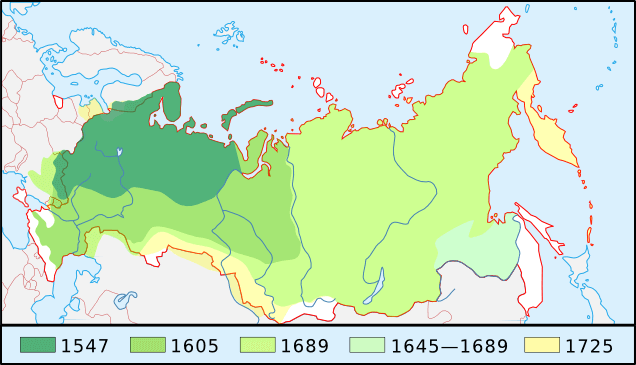
Территориальный рост России с 1547 по 1725 год

В то же время на востоке, продолжается начатое ещё при Иване Грозном покорение Сибири: заложены города Красноярск (1628), Якутск (1632), Чита (1653), Иркутск (1661). В 1639 году русские землепроходцы достигают берегов Тихого океана, а в 1643 году Байкала. В 1648 году казак Семён Дежнёв по морю огибает Чукотку и открывает пролив, позже названный Беринговым. Освоение Сибири осуществлялось силами казаков, землепроходцев и промышленников. К крупнейшим землепроходцам относятся Ерофей Хабаров, Василий Поярков, Владимир Атласов. Русская колонизация встречала незначительное сопротивление. Местное население принуждалось к выплате пушного налога (ясак) в обмен на защиту казаков от набегов других племён. Единственным значительным препятствием при присоединении Дальнего Востока стал Китай, с которым уже в 1689 году был заключён Нерчинский договор о разграничении территорий.
Соборное уложение 1649 года впервые в истории русского законодательства устанавливает разделение норм по отраслям права. Кроме того, им было закреплено крепостное право.

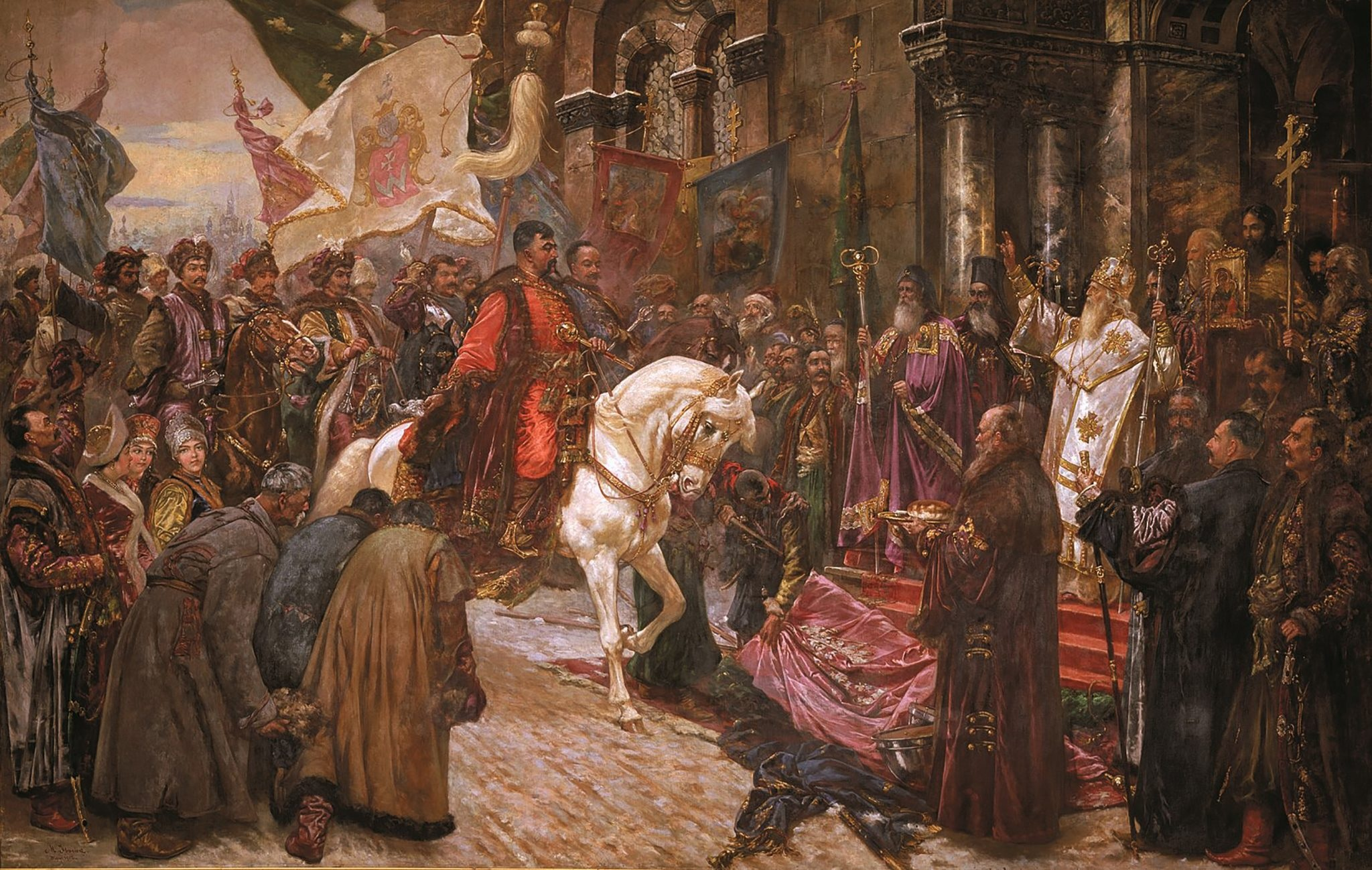
Н. И. Ивасюк. Въезд Богдана Хмельницкого в Киев.

В 1654 году запорожские казаки Богдана Хмельницкого, поднявшие восстание против Польши, присягнули на верность русскому царю Алексею Михайловичу. Этот акт привёл к очередной многолетней русско-польской войне. В первые годы русские войска успешно заняли значительную часть Речи Посполитой, взяли Смоленск, заняли Киев, нанесли поражение армии Литовского княжества и взяли столицу ВКЛ Вильно. Однако раскол среди украинских казаков, часть из которых перешла на сторону Польши, и контрнаступление польской армии привели к потере части ранее завоёванных территорий. Русские смогли удержать территории на левом берегу Днепра. В 1667 году между странами было подписано Андрусовское перемирие. В результате победы в войне Киев, Смоленск, и Левобережная Украина были присоединены к России.
Церковная реформа патриарха Никона провоцирует раскол в 1656—1666 годах. Ревнители старины уходят в оппозицию и подвергаются гонениям, а в России усиливается вестернизация: появляются «полки нового строя» (рейтары), в высших слоях общества усиливается интерес к западной культуре (театр, портретная живопись).
Разорительная война с Польшей, церковный раскол и закрепощение крестьян привели к крупнейшему в допетровскую эпоху казацко-крестьянскому восстанию Степана Разина (1670—1671), охватившему всё Поволжье и юг. Восстание было подавлено царскими войсками, его руководители были казнены.
Во время непродолжительного правления Фёдора III Алексеевича решением Земского собора была отменена система местничества и распределение должностей в государственном аппарате официально перестало зависеть от знатности рода, были уничтожены Разрядные книги, введены Родословные книги. В 1676—1681 годах под руководством князя Григория Ромодановского на Украине велась война против Османской империи, был заключён выгодный для России Бахчисарайский мир, согласно которому Турция признала за Россией Левобережную Украину и Киев. Конец XVII века был отмечен зарождением системы высшего образования: было основано первое высшее учебное заведение в России — Славяно-греко-латинская академия.
После смерти молодого Фёдора, был организован Стрелецкий бунт, в результате которого регентшей при малолетних Иване и Петре стала княжна Софья Алексеевна, правление которой было отмечено заключением «вечного мира» с Польшей (1686) и Нерчинского договора с Китаем — первого русско-китайского договора; присоединение к Священной лиге (1686) в борьбе против Османской империи.
В 1689 году царевна Софья была свергнута Петром I и заключена в монастырь. Пётр стал единоличным правителем (с учётом недееспособности его брата-соправителя Ивана V, умершего в 1696 году). Пётр продолжал войну с Турцией, и в результате Азовских походов 1695—1696 годов, взял Азов, получив выход в Азовское море, закреплённый по мирному договору с Турцией в 1700 году.

## Российская империя (1721—1917)

### Реформы Петра Великого. Создание империи

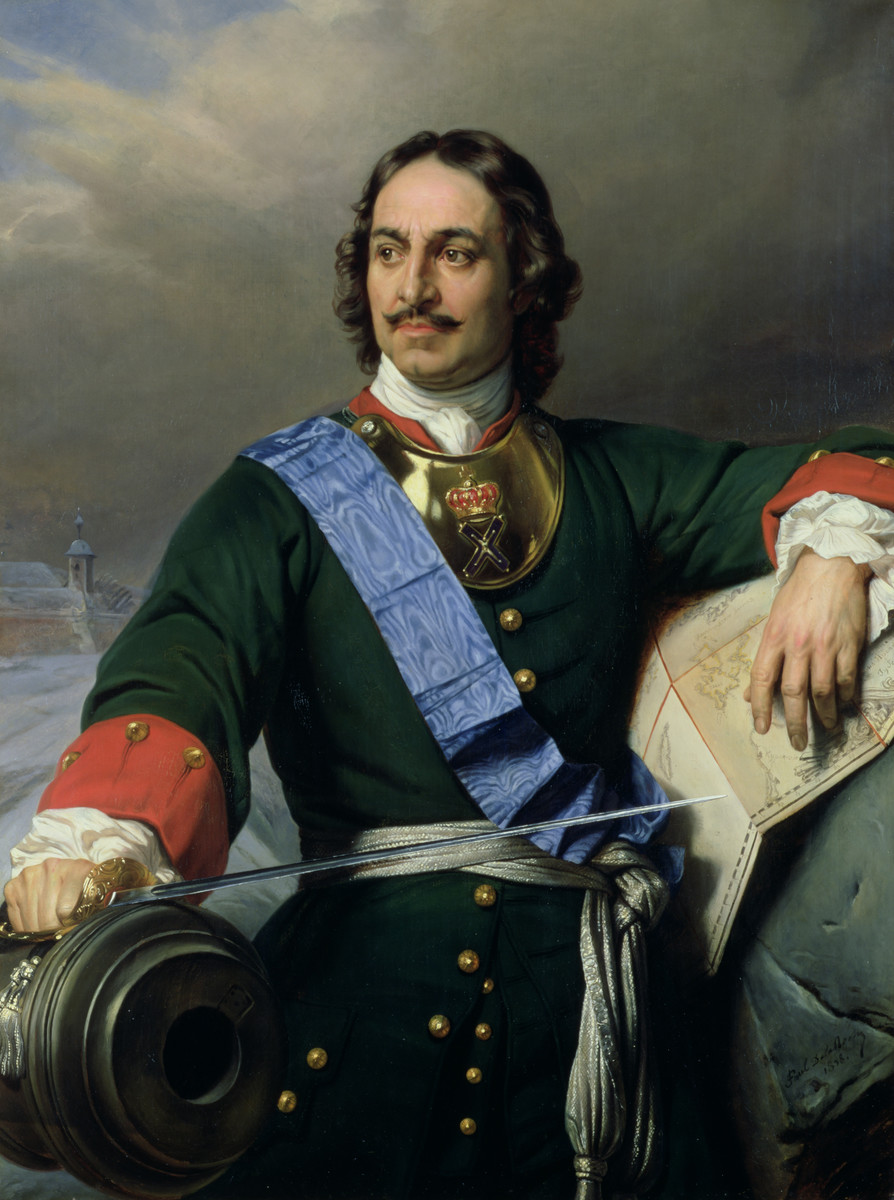
П. Деларош. Пётр Великий

В 1697—1698 годах Пётр I организовал «Великое посольство» в Европу, с целью найти союзников в будущей войне против Швеции, и пригласить на русскую службу иностранных специалистов, а также ознакомиться с европейскими практиками. В это время в Москве вспыхнуло новое стрелецкое восстание, участники которого были недовольны новыми порядками и планировали вернуть на престол царевну Софью, однако потерпели неудачу.
Стрелецкие бунты 1682 и 1698 годов, боярские распри, а также временные неудачи в войне со Швецией (Битва при Нарве) приводят царя Петра к мысли о необходимости коренных реформ с целью форсированной модернизации страны.
Пётр создаёт в России современный флот, реформирует армию, открывает образовательные учреждения (Петербургская академия наук), поощряет развитие промышленности. Боярская дума и патриаршество упраздняются, перестают созываться Земские соборы, страна делится на 8 губерний (1708). Донское казачество после подавления Булавинского восстания теряет свою автономию. С 1700 года Россия переходит на новый календарь, летоисчисление от «сотворения мира» заменено на летоисчисление от Рождества Христова. Высшим совещательным органом при царе вместо Боярской Думы становится Сенат, а вместо института патриарха создаётся Священный Синод, управляемый гражданским чиновником. Вместо приказов создаются новые органы управления — коллегии. Создаётся структурированный свод чинов Табель о рангах.
Великая Северная война продолжалась до 1721 года. В 1709 году русская армия разгромила шведскую в Полтавской битве, после чего произошёл перелом в войне. Окончательная победа в войне позволяет России присоединить восточное побережье Балтийского моря (Эстляндия, Лифляндия, Ингерманландия, часть Карелии с Выборгом). На новых землях закладывается Санкт-Петербург (1703), куда в 1712 году переносится столица государства. В 1721 году Россия объявляется империей и входит в число великих европейских держав.
В целом реформы Петра были направлены на укрепление государства и приобщение элиты к европейской культуре с одновременным усилением абсолютизма. В ходе реформ было преодолено технико-экономическое отставание России от ряда других европейских государств, завоёван выход к Балтийскому морю, проведены преобразования во многих сферах жизни российского общества. Однако достижения петровского правления были достигнуты путём насилия над населением, полного его подчинения воле монарха, искоренения всякого инакомыслия. Крепостнические методы, репрессии привели к перенапряжению народных сил. Петровский указ о престолонаследии, призванный не допустить сворачивания реформ, привёл к затяжному кризису верховной власти, известному как «эпоха дворцовых переворотов».

### Россия в XVIII веке

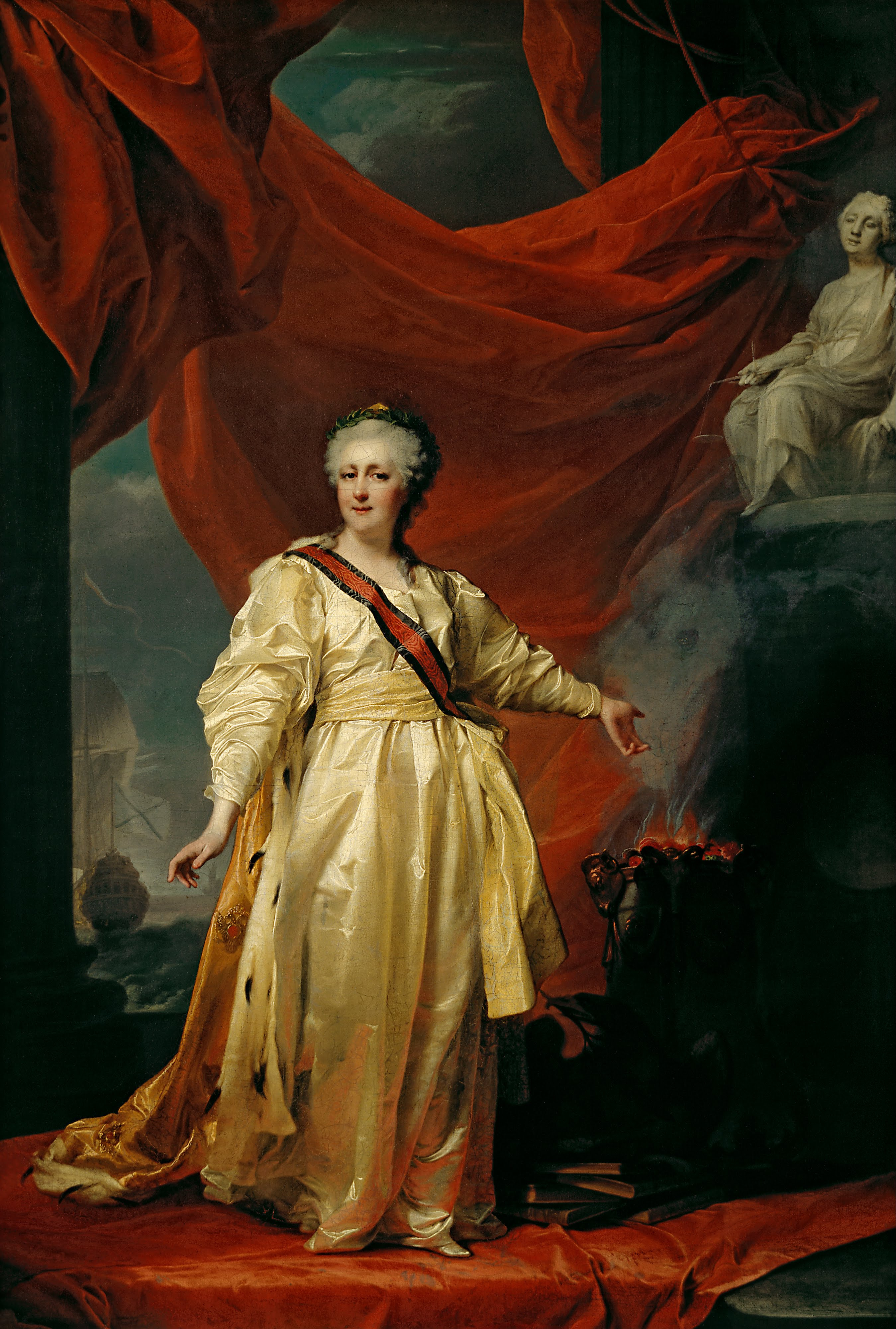
«Екатерина II — законодательница в храме богини Правосудия» (Д. Г. Левицкий, 1783, Русский музей, Санкт-Петербург)

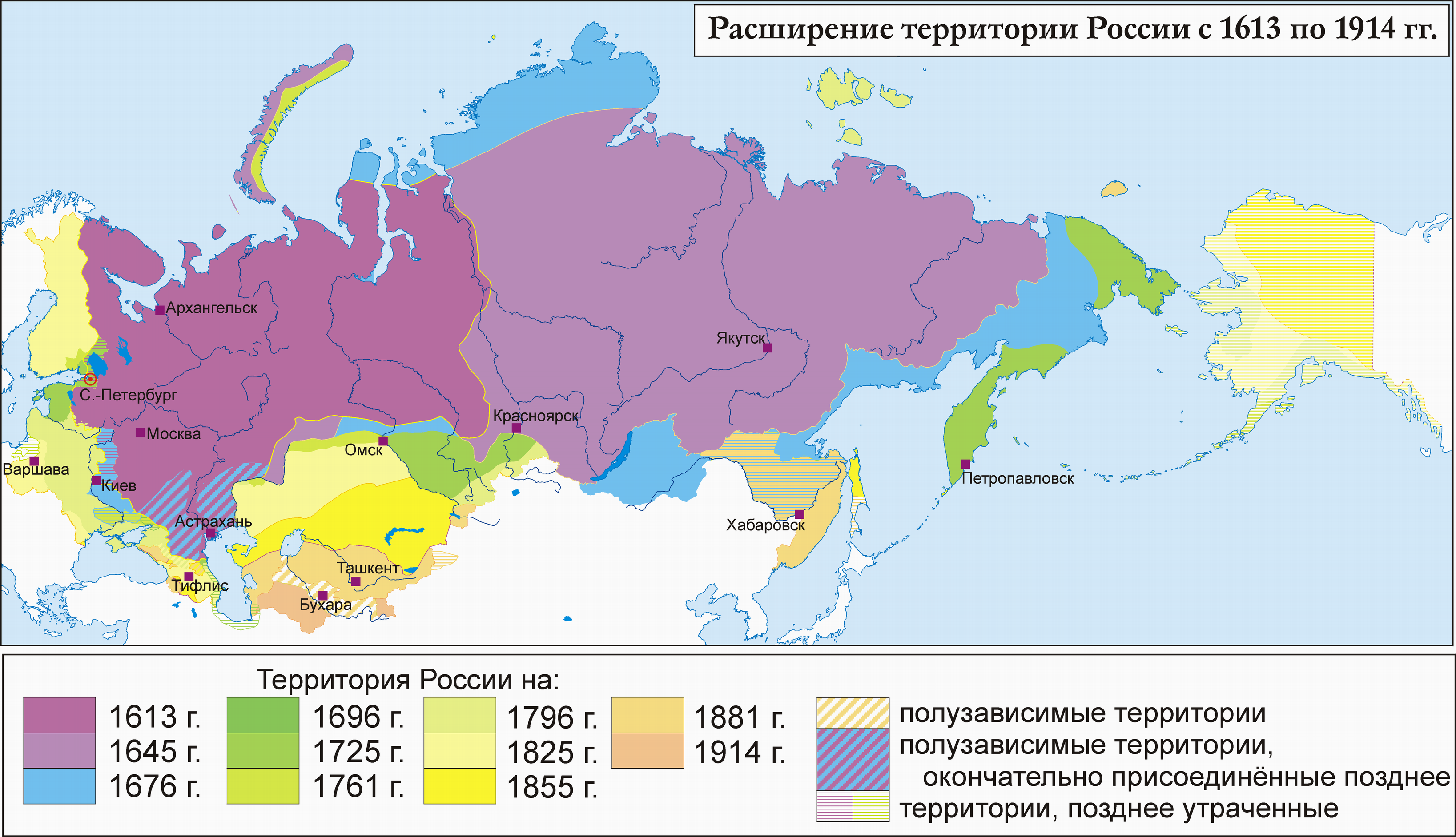
Экспансия России в XVII—XIX веках

После смерти Петра в 1725 году в России наступил нестабильный период «временщиков», который характеризуется дворцовыми переворотами и «засильем иностранцев» (бироновщина). Фактическая власть в стране принадлежала олигархическому Верховному тайному совету, который опирается на лейб-гвардию. Императрица Анна Иоанновна, придя к власти в 1730 году, распустила Тайный совет. В её правление Россия активно вмешивалась в европейские дела, принимая участие в войне за польское наследство, а также совместно с Австрией в войне против Турции, в ходе которой русские войска впервые захватили Крым, разгромив Крымское ханство.
В 1741 году императрицей стала дочь Петра I Елизавета Петровна. При ней был открыт Московский университет (1755), обустроены императорские резиденции (Зимний дворец, Царское Село) в стиле елизаветинского барокко и введён мораторий на смертную казнь. В этот период в России широкое развитие получила наука, в первую очередь это связано с деятельностью Михаила Ломоносова. В 1756—1761 годах Россия принимала участие в Семилетней войне против Пруссии. Русским войскам удалось одержать ряд побед над прусскими войсками, захватить Восточную Пруссию и Берлин. Однако после смерти Елизаветы в 1761 году новый император Пётр III, отказался от завоеваний и вывел Россию из войны.
В 1762 году в результате очередного дворцового переворота, свергнувшего крайне непопулярного Петра III, к власти пришла Екатерина II Великая. Внутренние преобразования, проведённые императрицей включали в себя: усиление роли дворянства (Грамота на вольности дворянству), проведение Уложенной комиссии для систематизации законов государства, проведение губернской реформы, а также ликвидация внутренних автономий (упразднение Запорожской Сечи, Калмыцкого ханства). Такая политика императрицы соответствовала духу просвещённого абсолютизма. В её правление произошло крупнейшее казацко-крестьянское «Пугачёвское восстание», подавленное царскими войсками.
В царствование Екатерины Российская империя обрела статус великой державы. В результате двух победных для России русско-турецких войн 1768—1774 и 1787—1791 годов к России был присоединён Крым и вся территория Северного Причерноморья. В 1772—1795 годах Россия, при участии Пруссии и Австрии, ликвидировала Речь Посполитую путём трёх разделов, в результате которых присоединила к себе территории Правобережной Украины, нынешней Белоруссии, Литвы и Курляндии. В период правления Екатерины началась российская колонизация Алеутских островов и Аляски.
В период правления Екатерины действовали такие великие государственные деятели, как Григорий Потёмкин, Гавриил Державин, генералиссимус Александр Суворов, адмирал Фёдор Ушаков и другие. В этот период происходит расцвет русского классического искусства, Михаил Херасков пишет первую эпическую поэму русской литературы — «Россиада».
После смерти Екатерины в 1796 году императором непродолжительное время был её сын Павел I. При нём Россия вступила в антифранцузскую коалицию европейских держав, боровшихся с революционной Францией. Русские экспедиционные войска под командованием Александра Суворова разгромили французов в северной Италии, однако, не получив поддержки от австрийцев с тяжёлыми боями преодолели Альпы и вернулись в Россию.

### Россия в первой половине XIX века. Отечественная война 1812 года

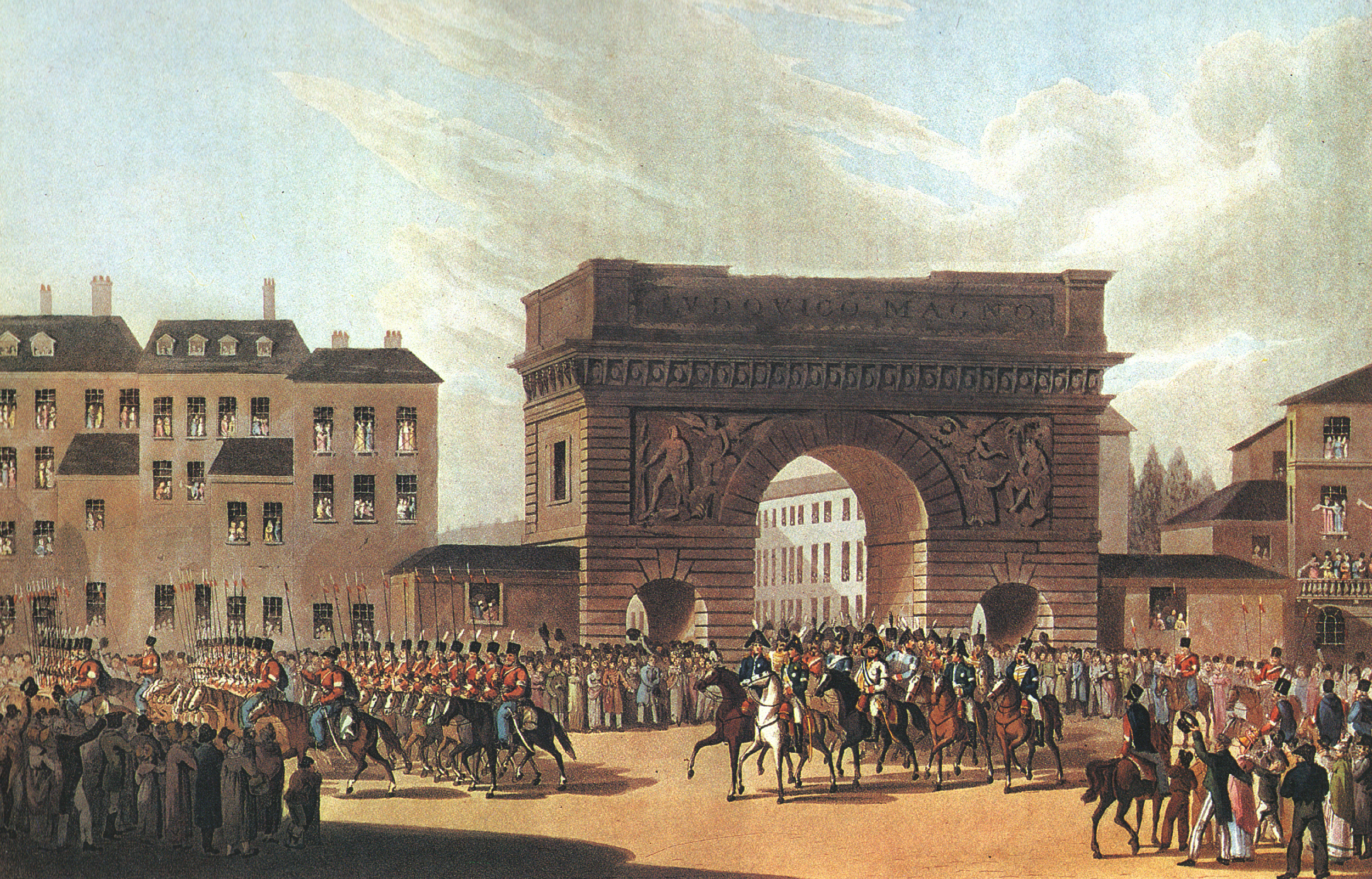
Русская армия вступает в Париж в 1814 году

Внук Екатерины II Александр I стал последним императором, пришедшим к власти в результате дворцового переворота. На время его правления приходится Отечественная война 1812 года, в ходе которой французскому императору Наполеону после кровопролитной Бородинской битвы удалось захватить Москву. Однако, в ходе контрнаступления русская армия под командованием фельдмаршала Кутузова нанесла серию поражений наполеоновской армии (сражение на Березине) и освободила территорию России. В 1813—1814 годах русские войска провели Заграничный поход и при поддержке союзников разбили Наполеона в Битве народов под Лейпцигом, а в марте 1814 года вошли в Париж. Россия стала инициатором создания Священного Союза (1815) и по итогам Венского конгресса включила в свой состав центральные польские земли вместе с Варшавой. Также в результате успешных войн со Швецией (1808—1809), Турцией (1806—1812) и Персией (1804—1813) власть российского императора распространилась на Финляндию (1809), Бессарабию (1812) и Азербайджан (1813). Началась многолетняя война с кавказскими горцами.

Первая русская антарктическая экспедиция 1819—1821 годов

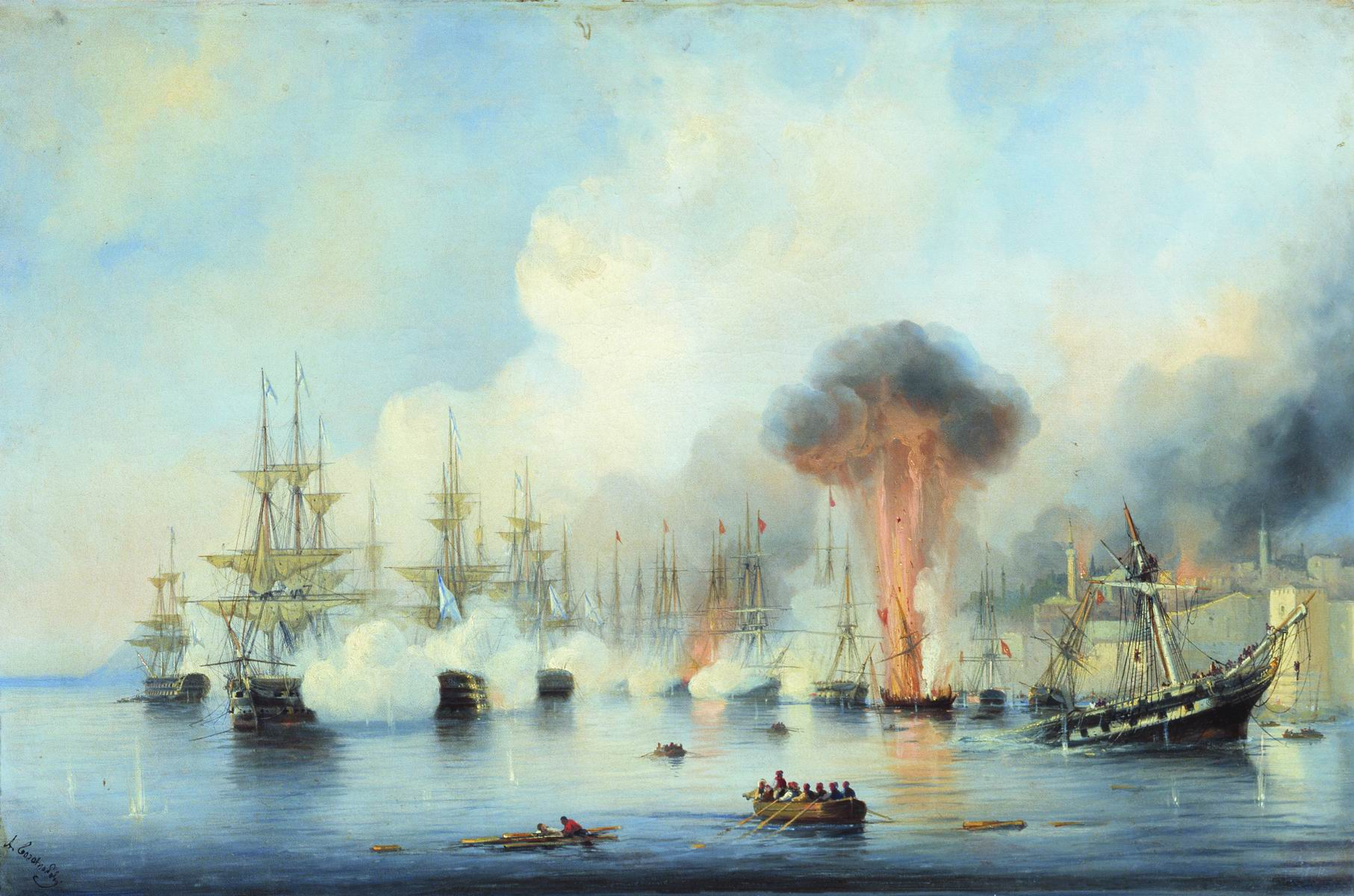
А. П. Боголюбов. Синопское сражение (1853)

К важным событиям правления Александра относятся учреждение министерств (1802) и лицеев, в одном из которых учился Александр Пушкин. Первая половина XIX века становится «золотым веком» русской литературы. В это время пишут свои произведения такие великие русские писатели и поэты как: Пушкин, Лермонтов, Гоголь и другие. Статус России повышает Первое русское кругосветное плавание под командованием Ивана Крузенштерна и Юрия Лисянского (1803—1806), а также антарктическая экспедиция 1819—1821 годов под руководством Фаддея Беллинсгаузена и Михаила Лазарева, которая открыла новый материк Антарктиду: впервые в истории подошла к шельфовым ледникам Антарктиды, обошла вокруг материка, произведя научные и картографические измерения, а также назвала одну из открытых земель в честь царя.
Восшествие на престол Николая I (брата Александра I) было отмечено восстанием декабристов в декабре 1825 года, которое провозгласило идеалы «свободы, равенства и братства». После подавления восстания Николай перешёл к более консервативной политике. За подавлением восстания декабристов последовало подавление Польского восстания 1830 года и подавление Венгерского восстания 1849 года, которое закрепило за Николаем репутацию «душителя свобод», а за Россией клише «жандарм Европы». В эпоху Николая I в России строятся первые железные дороги (Николаевская железная дорога). В 1832 году под руководством Михаила Сперанского создаётся Свод законов Российской империи. Россия укрепляет свои позиции на Кавказе — после победы над Персией, по результатам Туркманчайского договора (1828) Россия сохранила власть над Северным Азербайджаном и Восточной Арменией. В 1828—1829 годах Россия одерживает победу над Турцией.
В 1853 году началась Крымская война. Турция вновь потерпела поражение, адмирал Нахимов в Синопском сражении уничтожил турецкий флот. Не желая усиления России, Англия и Франция вступили в войну на стороне Турции; Россия вынужденно перешла к обороне. Англо-французский флот атаковал Россию на Камчатке (Петропавловская оборона), в Белом и Балтийском морях. Войска союзников высадились в Крыму и осадили Севастополь. После годичной осады город пал. Россия потерпела чувствительное поражение в войне. Новый российский император Александр II приступил к проведению крупных реформ во всех сферах общества.

### Россия во второй половине XIX века. Реформы и контрреформы

Борис Кустодиев. «Освобождение крестьян (Чтение манифеста)». Картина 1907 года

Сын Николая Александр II (Освободитель) вошёл в историю как умеренно-либеральный царь-реформатор. Прежде всего, он отменил крепостное право (1861), восстановил автономию университетов, расширил местное самоуправление — ввёл суды присяжных и земские собрания, а также реформировал армию на основе всеобщей воинской повинности (1874). В 1862 году в Новгороде, при участии императора праздновалось «Тысячелетие России», в честь чего был возведён одноимённый монумент. Вторая половина XIX века становится эпохой расцвета культуры в России. Свои труды, ставшие классикой мировой литературы, пишут Лев Толстой, Фёдор Достоевский, Иван Тургенев и другие. Получает признание русская классическая музыка в исполнении композиторов Михаила Глинки, Николая Римского-Корсакова, Петра Чайковского и других.
При Александре II окончательно был покорён Кавказ, а в состав России после поражения имама Шамиля вошли Чечня и Дагестан (1859) и Черкесия (1864). В 1863 году было подавлено очередное польское восстание. Россия вела успешные войны против Турции на Балканах, что привело к освобождению южнославянских народов, в частности в 1878 году полную независимость получили: Румыния, Сербия, Черногория и фактическую — Болгария. При Александре II Россия присоединила Среднюю Азию (территория современных: Узбекистана, Киргизии, Таджикистана и Туркменистана), продала Аляску. В эпоху Александра II происходит бум железнодорожного строительства. С конца 1870-х годов в стране получил широкое распространение революционный террор (организации «Земля и воля», «Народная воля»), жертвой которого стал сам царь (1881).
Сын Александра II, Александр III, в официальной дореволюционной историографии именовался Миротворцем, поскольку в его правление впервые за долгое время Россия не вела больших войн. Кроме того, в период правления Александра III реформы его отца были подвергнуты частичному пересмотру. В частности, были пересмотрены некоторые итоги крестьянской, судебной и земской реформ. Был также усилен административно-полицейский надзор. Эта политика, известная как контрреформы Александра III, затормозила революционное движение в России, после чего пошла на спад и террористическая активность. Но вместе с тем контрреформы лишь «заморозили» накопившиеся социальные противоречия в государстве. Конец XIX века стал периодом промышленной революции в России, вследствие чего произошёл значительный рост класса рабочих (пролетариата).

### Россия в начале XX века. Первая революция и мировая война

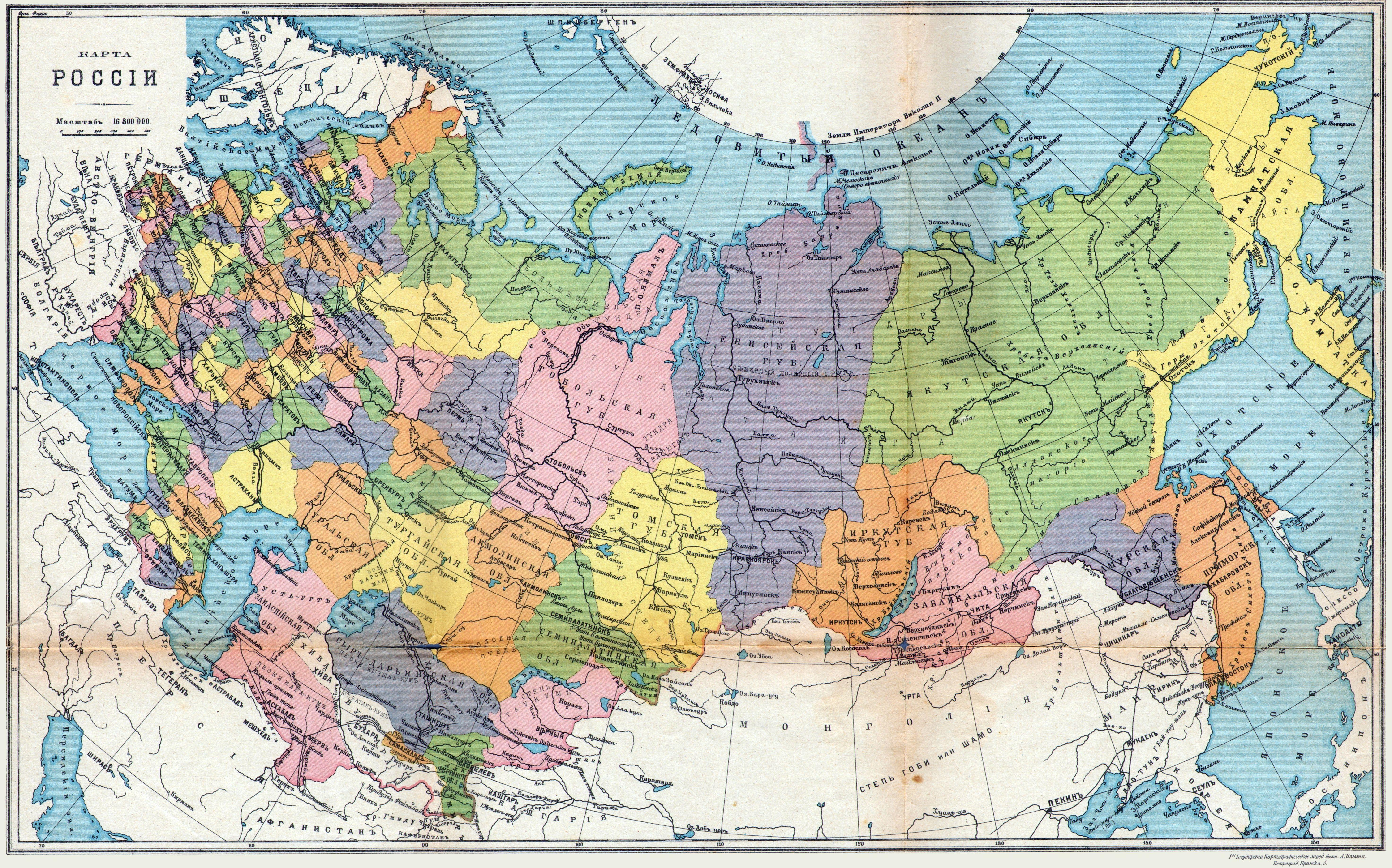
Территория Российской империи к 1914 году

К началу XX века Российская империя занимала территорию в 21,8 млн км², являясь вторым по размерам государством мира после Британской империи. Согласно переписи 1897 года население страны составляло около 129 млн человек. К 1914 году население России достигло 175 млн человек, увеличившись более чем на 40 млн человек менее чем за 20 лет, что, в частности, привело к значительному уменьшению земельных наделов крестьянства ввиду того, что именно сельские жители являлись основным источником прироста населения страны.
В 1894 году на престол взошёл последний русский император Николай II. Россия продолжала экспансию на Дальнем Востоке, в 1900 году русские войска оккупировали китайскую Маньчжурию и в составе коалиции европейских держав и Японии захватили столицу Китая Пекин. Экспансия России в регионе, привела к столкновению с набирающей силу Японией. Последовала крайне неудачная для России русско-японская война 1904—1905 годов, в ходе которой Россия утратила базу Порт-Артур и половину Сахалина.

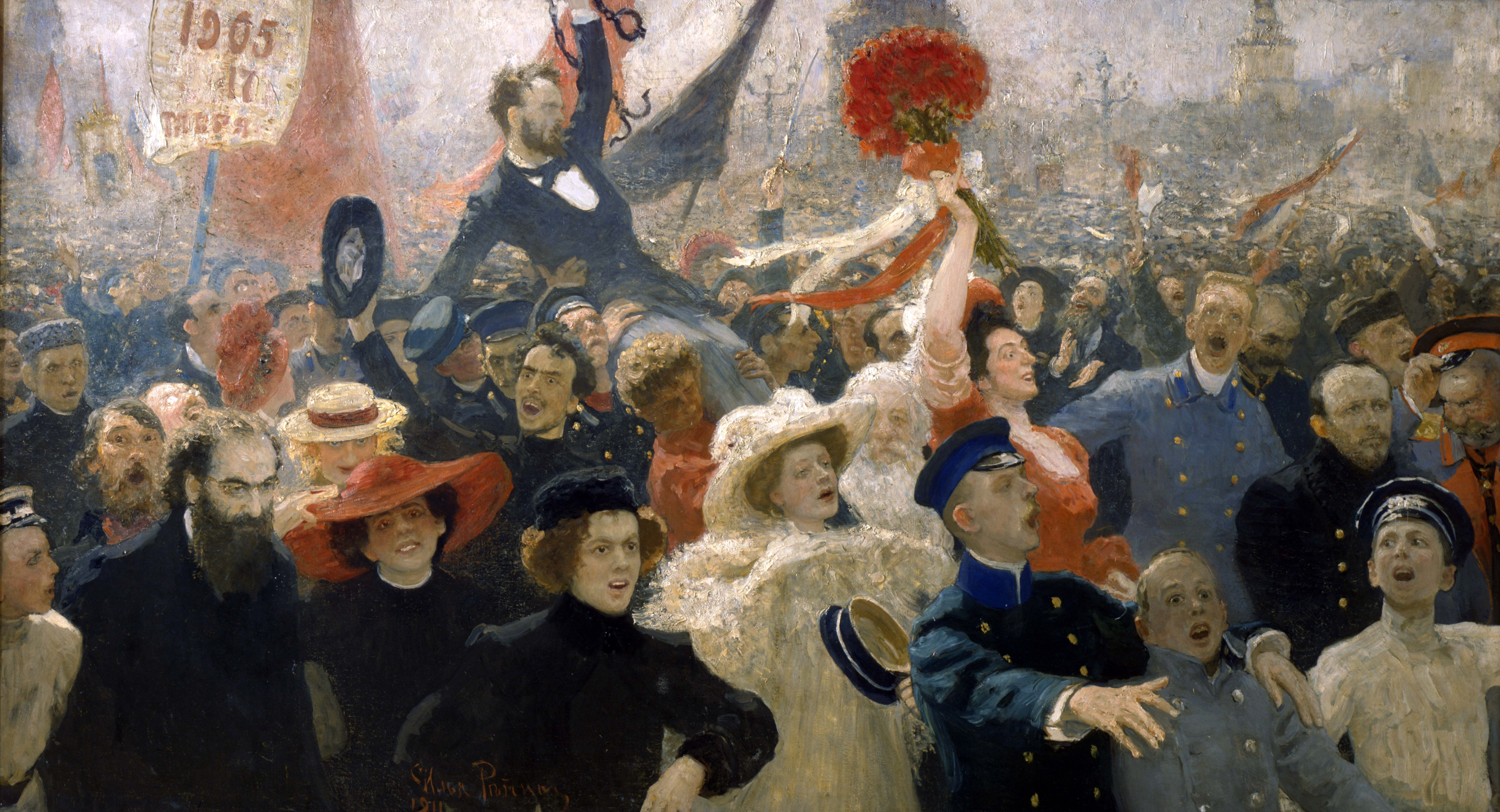
Илья Репин. 17 Октября 1905

9 января 1905 года в Петербурге произошёл кровавый разгон рабочей демонстрации (Кровавое воскресенье). Вследствие этого волнения и стачки вспыхнули по всей стране. Заметно усилились радикальные организации как левого (эсеры), так и правого (черносотенцы) толка. Царь вынужден был пойти на ряд реформ. 17 октября 1905 года был опубликован манифест об усовершенствовании государственного порядка, по которому учреждалась Государственная Дума. Премьер-министр П. А. Столыпин осуществил аграрную реформу, которую левые партии восприняли как удар по традиционной крестьянской общине, но которая в то же время имела значительный положительный эффект. 3 июня 1907 года произошёл Третьеиюньский переворот, формально ставший концом первой революции.
В 1914 году Россия вступила в Первую мировую войну на стороне Антанты. Война приняла затяжной характер. В Восточной Европе Россия противостояла Германии и Австро-Венгрии, на Кавказе — Османской империи. Первоначально успешное наступление русской армии в Восточной Пруссии закончилось поражением под Танненбергом. Тем не менее на фронте против Австро-Венгрии русским войскам удалось одержать крупную победу (Галицийская битва) и занять Галицию. Кампания 1914 года оказалась в целом успешной для России. Однако в 1915 году в армии наступил снарядный голод, и летом германо-австрийским войскам удалось прорвать русский фронт. Кампания завершилась серьёзным отступлением русской армии и потерей Польши и Литвы. В 1916 году русские войска вновь провели крупное успешное наступление на австро-венгерском направлении (Брусиловский прорыв). На кавказском направлении боевые действия велись очень успешно для России, турецкие войска были разгромлены в Эрзурумском сражении.
К началу 1917 года линия фронта проходила по территории России, был потерян ряд территорий (Польша, часть Прибалтики и Юго-Западного края), общество выражало открытое недовольство неудачами на фронтах и большими потерями. Внутри страны подогревались слухи об измене в высших эшелонах власти и о негативном влиянии на царя со стороны Григория Распутина. Война продемонстрировала неэффективность государственного аппарата и значительно обострила экономические и социальные проблемы в государстве, став катализатором революционной ситуации.

## Революции 1917 года и гражданская война (1918—1922)

### Февральская революция

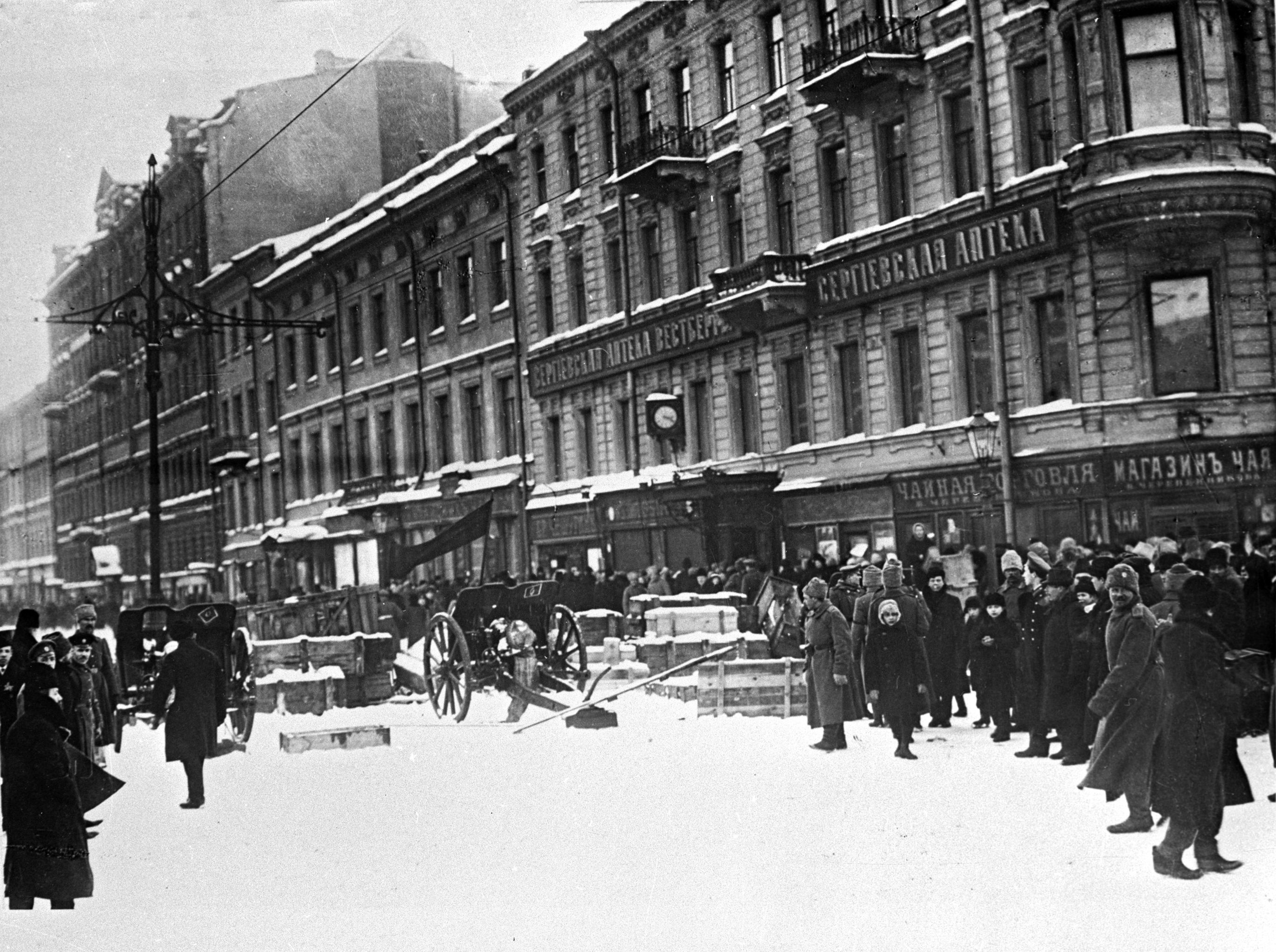
Баррикады на Литейном проспекте Петрограда

В 1917 году, на третий год войны, в обществе нарастало недовольство как самой войной и связанной с ней нуждой, так и царским режимом в целом. 8 марта (23 февраля по старому стилю) в международный женский день в Петрограде забастовали работницы столичных предприятий. Первоначально требовали хлеба и окончания войны, но вскоре митингующие подхватили лозунг «Долой самодержавие!». Волнение охватило весь город. Попытки властей города разогнать митингующих успехом не увенчались. Присланные для подавления волнений рабочих солдаты уже 12 марта (27 февраля ст. с.) охотно переходили на сторону восставших.

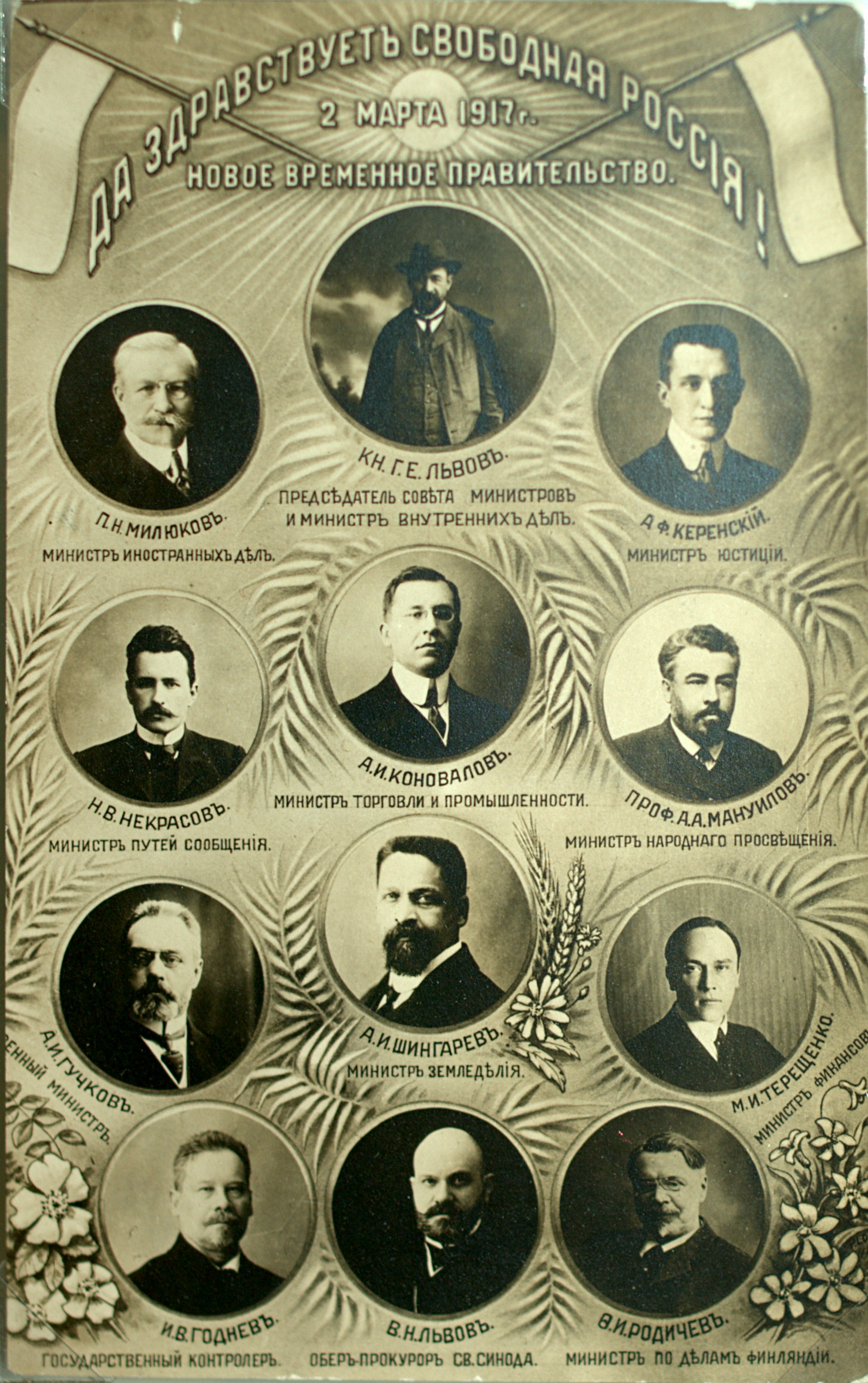
Плакат (1917) с портретами членов Временного правительства

В условиях фактической анархии 2 (15) марта часть депутатов Государственной думы сформировала Временное правительство России (министр-председатель князь Г. Е. Львов), а царь был вынужден отречься от престола. Параллельно в Петрограде начал действовать Петроградский совет рабочих и солдатских депутатов (Петросовет), в котором ведущие посты занимали социалисты во главе с Чхеидзе. В стране установилось двоевластие. Предполагалось, что будущее России должно решить Учредительное собрание. Новая власть объявляет амнистию, отменяет цензуру и «черту оседлости», уравнивает женщин в правах с мужчинами, освобождает Православную церковь от обер-прокурорского надзора. Вместе с тем Временное правительство было решительно настроено продолжать воевать с Германией «до победного конца». В стране назревает распад: Польша находилась в зоне германской оккупации, в Финляндии и на Украине были созданы автономные государственные структуры (Сенат Токоя, Центральная Рада).
На этом фоне 16 апреля в Петроград (Финляндский вокзал) из Швейцарии через территорию Германии в пломбированном вагоне приезжает лидер большевиков Владимир Ленин, который оценил политическую ситуацию в России как благоприятную для начала осуществления мировой пролетарской революции и выступил с радикальными апрельскими тезисами. Большевики начинают формировать отряды Красной гвардии. Тогда же проходят первые демонстрации против Временного правительства.
После провала июньского наступления на фронте, большевики заявляют о готовности взять власть в свои руки и инициируют в июле 1917 года волнения под лозунгами «Долой войну!», «Долой министров-капиталистов!», «Вся власть Советам!». Однако набирающий влияние во Временном правительстве Александр Керенский 4 (17) июля разгоняет антиправительственные демонстрации, обвинив большевиков в сотрудничестве с немецкой разведкой. 800 большевиков, включая Троцкого, оказываются в тюрьмах, а Ленин сначала прячется в шалаше в Разливе, а затем бежит в неподконтрольную Временному правительству Финляндию. Керенский становится во главе России.
Подавив выступление левых радикалов, революционное Временное правительство вскоре столкнулось с новой угрозой — попыткой военного переворота генерала Корнилова в августе 1917 года. Основная цель выступления, заключалась в наведении порядка и необходимости военной диктатуры в условиях нарастающего хаоса. Прежде всего предполагалось усилить дисциплину на фронте и ввести смертную казнь за дезертирство. Для борьбы с «корниловцами» Керенский обращается за помощью к своим вчерашним врагам большевикам. Однако до вооружённого противостояния дело не доходит. Железнодорожники блокируют движение корниловских составов к Петрограду, а агитаторы парализуют решимость мятежников к выступлению. Выступление Корнилова захлёбывается, а сам он арестован. 1 сентября Керенский де-юре объявляет Россию республикой, тем временем Советы стремительно большевизируются — председателем Петросовета становится Лев Троцкий.

### Октябрьская революция

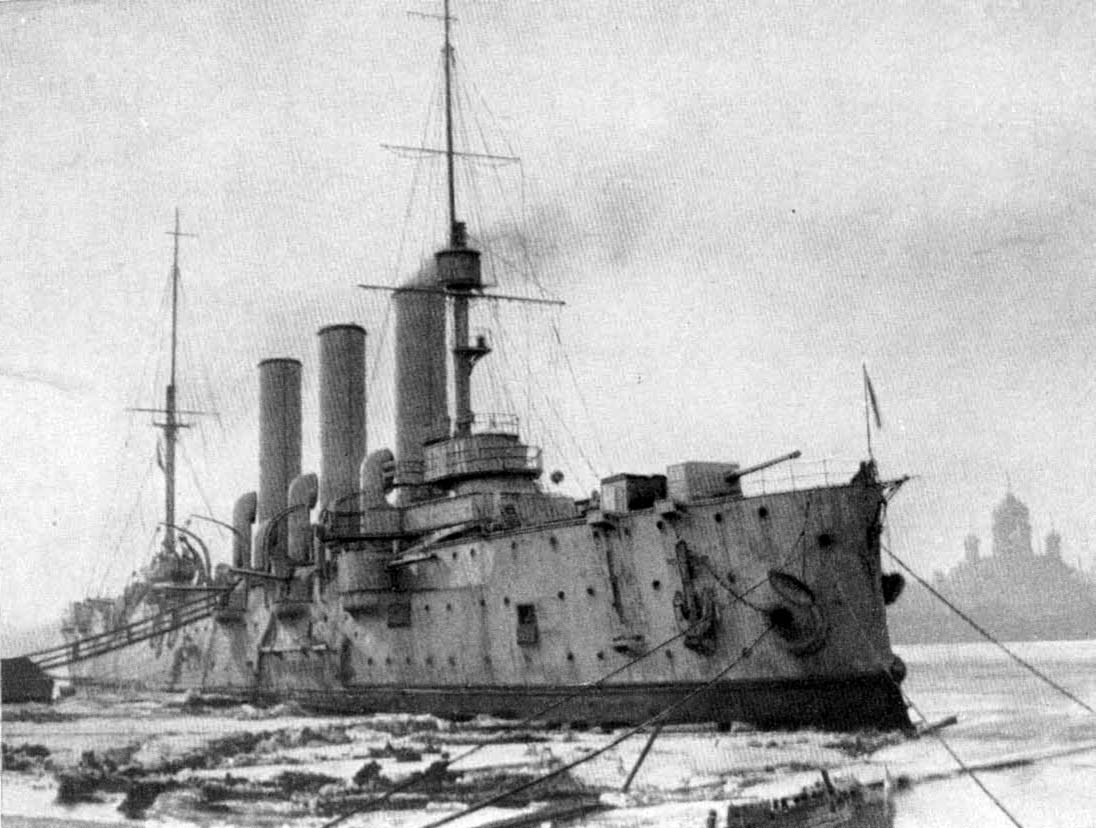
Крейсер «Аврора» в Петрограде в 1917 году.

Вечером 25 октября (7 ноября) холостой выстрел крейсера «Аврора» дал сигнал к началу восстания. Вооружённые отряды матросов, рабочих и солдат под руководством большевика Антонова-Овсеенко предприняли штурм Зимнего дворца и ночью арестовали Временное правительство. Керенскому удалось скрыться. Целью восстания стало уничтожение системы двоевластия и передача всей власти Советам, которые сформировали высший орган советской власти — ВЦИК под председательством Якова Свердлова и подотчётное ему правительство (Совнарком), во главе с лидером большевиков Владимиром Лениным. Керенский при помощи казаков безуспешно пытался выбить большевиков из Петрограда. Одновременно с занятием Петрограда, большевики организовывают восстание в Москве, и спустя неделю боёв одерживают победу.

Владимир Ленин произносит речь на митинге

После победы большевиков, Россия была объявлена социалистической республикой. Ленин подписал Декрет о мире и Декрет о земле (отмена помещичьей собственности и её полная конфискация), а также другие декреты: об упразднении сословий, отделении церкви от государства, о переходе на григорианский календарь. Помимо этого была проведена в 1918 году реформа русской орфографии.
В ноябре состоялись выборы во Всероссийское учредительное собрание, на которых большинство мест получили эсеры. Единственное заседание Учредительного собрания состоялось 5 (18) января 1918 года. Собрание подтвердило провозглашение России республикой, однако отказалось признавать декреты Советской власти. На следующий день оно было разогнано большевиками.
12 марта 1918 года большевики перенесли столицу из Петрограда в Москву. В июле 1918 года большевиками была принята первая в истории России Конституция.

### Гражданская война

Карта Гражданской войны в России. Наступление Белых армий в центральную Россию.

Несмотря на «триумфальное шествие Советской власти», в ряде регионов обозначилась оппозиция революции. Начался распад России, каждое новое образование стало формировать собственные вооружённые отряды. 3 марта 1918 года был заключён Брестский мир, выведший Россию из мировой войны. Большевики признали независимость Финляндии, Польши, Эстонии, Латвии, Литвы и Украины, обязались не претендовать на часть Белоруссии. В июле 1918 года в Екатеринбурге большевики расстреляли бывшего императора Николая II и членов его семьи.
Одним из очагов Белого движения, основной идеей которого была «Россия единая, великая и неделимая», стал район реки Дон. В Новочеркасске для борьбы с «красными» была сформирована Добровольческая армия. Другим центром антибольшевистского движения стал восток России, где произошло восстание Чехословацкого корпуса (состоявшего в основном из бывших военнопленных). В занятой чехословаками Самаре возник Комитет членов Учредительного собрания (Комуч), который не признал разгона Учредительного собрания, претендовал на всероссийскую власть и сформировал для борьбы с большевиками Народную армию. В сентябре 1918 года Комуч передал власть Временному Всероссийскому правительству (Уфимской директории). В результате военного переворота 18 ноября власть на востоке России перешла к адмиралу Колчаку, который стал именоваться Верховным правителем России. Резиденцией Колчака становится сибирский город Омск.
24 декабря 1918 года армии Колчака удалось захватить Пермь, а весной 1919 года она вплотную приблизилась к Волге. 30 мая 1919 года власть Верховного правителя признал генерал Деникин. Финский руководитель Маннергейм предлагал Колчаку наступление на Петроград 100-тысячной финской армии в обмен на признание белыми независимости Финляндии, но Колчак остался верен идее «единой и неделимой России». Однако к ноябрю 1919 года Красная армия в результате масштабного контрнаступления разбила белые армии и заняла столицу Колчака Омск. На этом фронте осенью погиб известный комдив Василий Чапаев. Белая гвардия с боями отступила к Иркутску. Желающие побыстрее вернуться на родину чехословаки выдали Колчака эсеровскому Политцентру. Власть от Политцентра перешла к большевикам, и те расстреляли Колчака в Иркутске 7 февраля 1920 года. Сопротивление «красным» на Востоке России возглавил атаман Семёнов, но и он осенью 1920 года вынужден был отступить на территорию Китая.

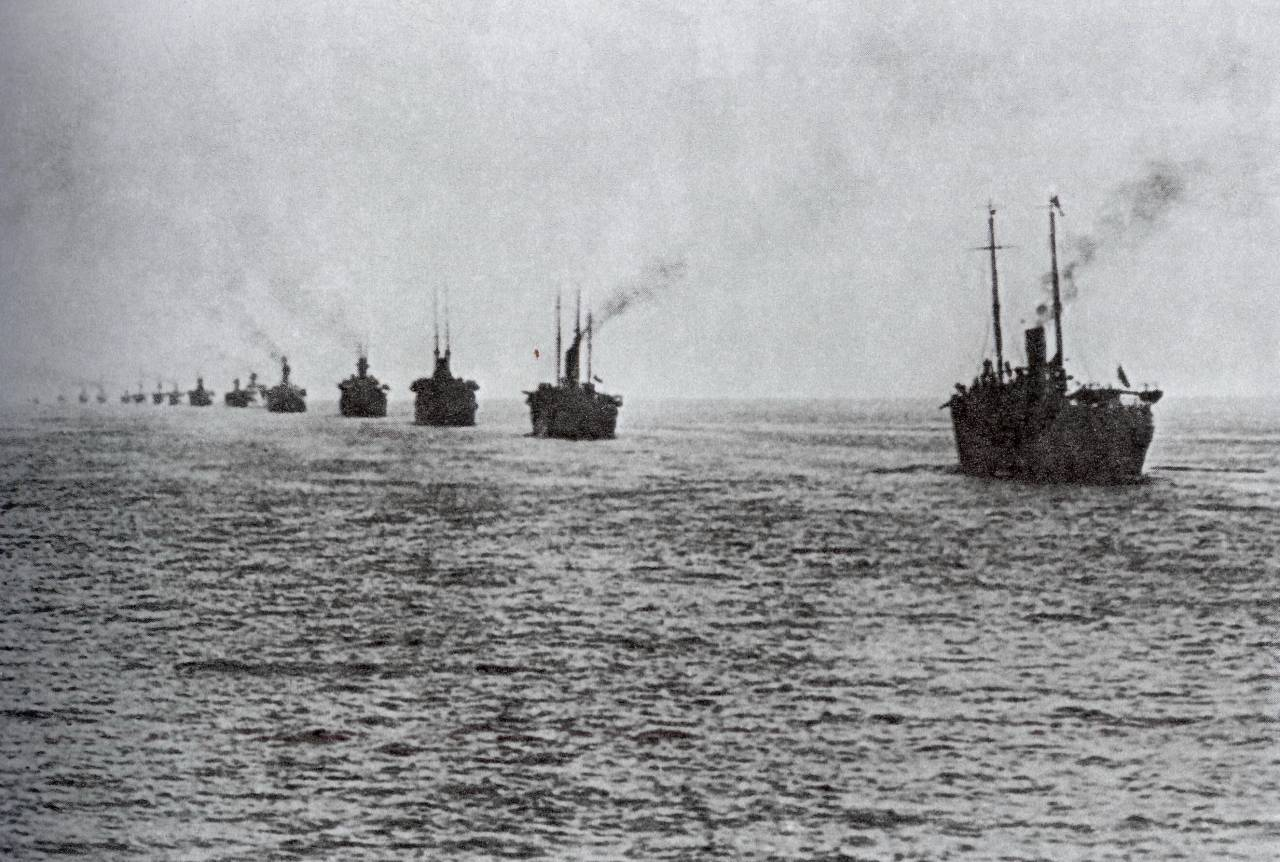
Эвакуация Белой армии из Крыма, ноябрь 1920.

На юге России, после занятия белыми Северного Кавказа и Донбасса и взятия Царицына (30 июня 1919 года) барон Врангель настаивал на том, чтобы удерживать линию Екатеринослав-Царицын, сосредоточив в районе Харькова 3-4 кавалерийских корпуса, и наладить взаимодействие на востоке с войсками адмирала Колчака. Однако 3 июля 1919 года Деникин, находясь в Царицыне, издал так называемую «Московскую директиву», предписывающую наступление южной армии белых на Москву.
В августе белые армии Деникина взяли Киев, в сентябре-октябре — Воронеж и Орёл. Находясь на грани катастрофы, большевики, проведя переговоры с Польшей и добившись с ними перемирия, сняли части Красной армии с Западного фронта на южное направление. Одновременно анархистская армия Махно, поддерживающая красных, произвела рейд по тылам белых. Поход на Москву белой армии потерпел неудачу. К началу 1920 года Красная армия в ходе контрнаступления заняла Ростов-на-Дону. Белые армии эвакуировались из Новороссийска в Крым. Деникина на юге России сменил Врангель. Последним его оплотом был Крым, откуда он после поражения эвакуировался в Константинополь в ноябре 1920 года.
После разгрома Деникина на юге России, в 1920—1921 годах Красная армия провела ряд военных операций в Закавказье, в результате которых были ликвидированы независимые правительства Азербайджана, Армении и Грузии. Эти республики были советизированы, однако часть территории бывшей Российской империи была занята турецкой армией (Карсская область). Граница между государствами была установлена по Московскому договору 1921 года.
На Западном направлении большевики осенью 1919 года разбили Северо-Западную армию генерала Юденича, пытавшуюся взять Петроград. В 1920 году с переменным успехом шла Советско-польская война, закончившаяся поражением РККА под Варшавой и Рижским мирным договором 1921 года, разделившим территорию Украины и Белоруссии между двумя странами. Таким образом, экспорт революции в Европу не удался.
На севере России в 1918 году в Мурманске и Архангельске в поддержку белого движения высадились военные контингенты интервентов. До конца 1919 года активные боевые действия на этом фронте не велись. После эвакуации интервентов, в начале 1920 года Красная армия провела наступательную операцию, разбила белые войска и заняла Архангельск и Мурманск.
В результате походов Красной армии 1920 года удалось вернуть в сферу своего влияния Среднюю Азию.
Завершилась Гражданская война только в 1922 году на Дальнем Востоке России. После разгрома остатков армии Колчака, большевиками в 1920 году была создана буферная, формально независимая Дальневосточная республика. В 1921 году РККА разгромила белую армию Унгерна в Монголии, где была установлена просоветская власть. В 1922 году Красная армия в ходе наступательной операции заняла Хабаровск. В конце 1922 года японские интервенты эвакуировались из Владивостока, и в октябре 1922 года РККА после боёв в Приморье заняла Владивосток. Лишь в начале 1923 года последние белые отряды были разбиты в Якутии. На этом Гражданская война в России закончилась.
Внутри РСФСР большевикам пришлось на протяжении всей Гражданской войны бороться против восстаний крестьян и своих бывших союзников: так в 1918 году в Центральной России вспыхнул мятеж левых эсеров. В 1921 году бунтовали против большевиков также балтийские матросы в Кронштадте. Недовольство крестьян вызывала проводившаяся большевиками политика военного коммунизма, прежде всего её составная часть — продразвёрстка. В 1920—1921 годах произошли крупные крестьянские антикоммунистические восстания в Тамбовской губернии, а также в Западной Сибири. В 1920—1921 годах большевики разгромили на Украине анархистскую армию Махно (махновщина). На протяжении всех 1920-х, 1930-х годов Советской власти пришлось подавлять басмаческое движение в Средней Азии.
Гражданская война и репрессии со стороны советской власти в отношении ряда социальных слоёв, преимущественно привилегированных в дореволюционное время, привели к массовой русской эмиграции из страны. Россию покинули более 1,5 млн человек, новая власть практиковала принудительные высылки неугодной интеллигенции (Философский пароход).

## Советский период (1922—1991)

### Межвоенное время (1922—1939)

Довоенный герб СССР

После окончания Гражданской войны большевики вынуждены были отказаться от планов немедленного воплощения коммунистической утопии и объявить новую экономическую политику, то есть ввести рыночную экономику при однопартийной диктатуре.
30 декабря 1922 года был образован Союз Советских Социалистических Республик, в который первоначально вошли РСФСР, УССР, БССР и ЗСФСР. В ходе национально-территориального размежевания в СССР были созданы новые союзные республики, территория РСФСР уменьшилась.

#### Приход к власти Сталина (1928)
После смерти Ленина в 1924 году в ВКП(б) началась борьба за власть между его соратниками. К 1929 году фактически все бразды правления сосредоточил в своих руках генеральный секретарь коммунистической партии Иосиф Сталин, а основной претендент на роль лидера Лев Троцкий проиграл во внутрипартийной борьбе и был в 1929 году выслан за границу, а впоследствии убит агентом НКВД. После победы Сталина во внутрипартийной борьбе начал формироваться культ его личности, в стране установился тоталитарный режим.

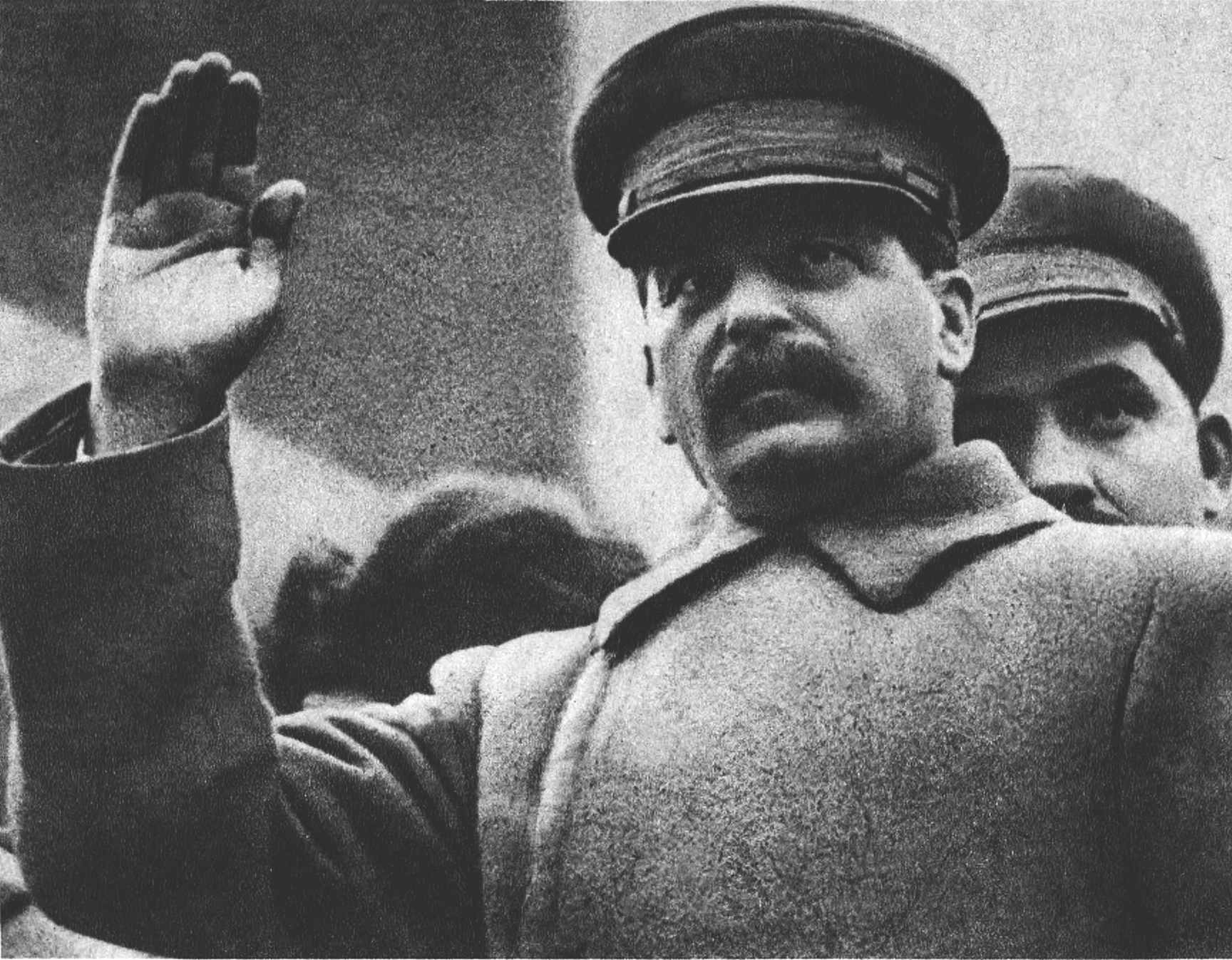
Иосиф Сталин

С 1928 года в СССР начались форсированная индустриализация и коллективизация (объединение крестьян в колхозы для ведения механизированного сельского хозяйства). В годы Первой пятилетки были возведены ДнепроГЭС, Турксиб, металлургические и машиностроительные заводы на Урале и в Поволжье (Уралмаш, ГАЗ и другие). В 1935 году был открыт Московский метрополитен.
Появился товарный дефицит на многие товары массового спроса, в том числе пищевые продукты. С конца 1928 года вводится карточная система, отменённая лишь в 1935 году. При этом сохранялась свободная продажа продуктов в коммерческих магазинах по очень высоким ценам. Политика насильственной коллективизации и принудительного изъятия у деревни хлеба привела к массовому голоду в СССР в 1932—1933 годах, повлёкшему гибель 7 миллионов человек. В это же время власти использовали сеть магазинов Торгсина для пополнения бюджета за счёт продажи продуктов питания гражданам исключительно за валюту и драгоценности по завышенным ценам.
С 1928 года вплоть до 1953 года Сталин развернул в СССР массовые репрессии, достигшие своего пика в 1937—1938 годах (Большой террор), сопровождавшиеся раскулачиванием, депортацией народов, проведением «национальных операций», расширением системы ГУЛАГа, подавлением науки (лысинковщиной). Сталин уничтожил внутреннюю оппозицию в партии (Московские процессы), провёл массовые репрессии в Красной Армии (дело Тухачевского) и НКВД. По данным исследователей, только в 1937—1938 годах было расстреляно около 700 тысяч человек.
В 1934 году СССР вступил в Лигу Наций. В 1938—1939 годах на Дальнем Востоке СССР имел ряд приграничных конфликтов с Японией (бои на Халхин-Голе). В августе 1939 года СССР подписал с нацистской Германией договор о ненападении (пакт Молотова — Риббентропа). Одновременно к этому договору прилагался секретный протокол, по которому СССР и Германия разделили Восточную Европу.

### Вторая мировая война (1939—1945)
В сентябре 1939 года СССР, после военной кампании против Польши, присоединил восточные земли Польши. В конце 1939 — начале 1940 года СССР воевал с Финляндией (Зимняя война), присоединив Карельский перешеек с городом Выборг. Летом 1940 года СССР присоединил Прибалтику, а также Северную Буковину и Бессарабию, отнятые у Румынии.

22 июня 1941 года войска Третьего Рейха и его союзников без объявления войны вторглись на территорию СССР. Германская армия, хотя и уступала советской по количеству техники, но превосходила её по количеству живой силы; будучи полностью мобилизована к началу войны, она смогла достичь значительного преимущества на направлениях своих главных ударов. В первые недели войны погиб советский Западный фронт, окружённый двумя из четырёх немецких танковых групп у границы. Второй стратегический эшелон советских армий на 2 месяца задержал противника под Смоленском, после чего 3-я и 2-я немецкие танковые группы были переведены соответственно на ленинградское и киевское направления. Немецкие войска подошли к Ленинграду в начале сентября, однако не стали штурмовать город и приступили к его блокаде. Под Киевом попал в окружение и был разгромлен советский Юго-Западный фронт. Но наступление на Москву тем самым отсрочилось ещё на месяц, и до осенней распутицы немцы не успели достичь решающих успехов. 19 октября в самой Москве было введено осадное положение. 5 декабря 1941 года Красная армия перешла в контрнаступление. В ходе него сумела нанести поражение немецкой группе армий «Центр» и отбросить немцев на 150—200 км от Москвы. На юге советские войска освободили Ростов на-Дону. Немецкий план «Барбаросса» провалился, фронт стабилизировался. 

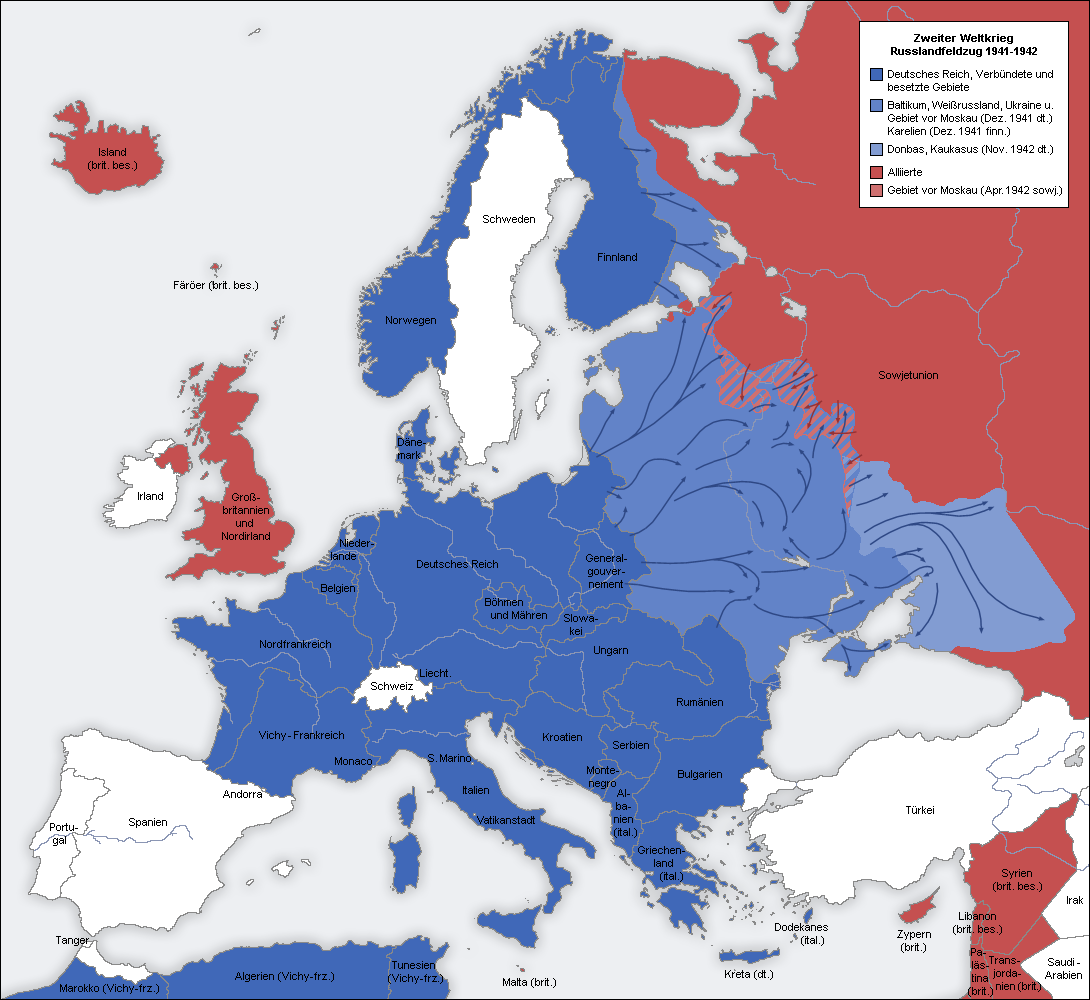
Карта военных действий 1941—1942 годов

Весной 1942 года Красная армия потерпела крупное поражение под Харьковом, после чего немецкие войска прорвали южный фронт и в течение лета 1942 года заняли Нижний и Средний Дон, значительную часть Северного Кавказа и уже 17 июля 1942 года вплотную приблизились к Сталинграду, где развернулась Сталинградская битва. 28 июля 1942 года Иосиф Сталин издал приказ № 227 («Ни шагу назад!»), запрещавший самовольный отход с боевых позиций и предусматривавший различные меры наказания вплоть до расстрела. В августе–ноябре в Сталинграде шли кровопролитные сражения, люфтваффе бомбардировали город. 19 ноября 1942 года советские войска перешли в контрнаступление в рамках операции «Уран» и окружили войска противника. В январе–феврале 1943 года Красная армия проводила операцию «Кольцо», сумев уничтожить окружённые немецкие войска. 2 февраля 1943 года капитулировала крупная группировка немецких войск в районе города. Победа СССР в данной битве сыграла существенную роль в достижении коренного перелома в войне.

В июле—августе 1943 года проходила Курская битва, которая стала самой крупной танковой битвой в истории. В ходе неё Красная армия успешно провела операцию «Кутузов» по освобождению Орла и операцию «Полководец Румянцев» по освобождению Белгорода и Харькова. Победа в Курской битве 23 августа отмечается как один из дней воинской славы России. Далее, советские войска перешли в наступление на всём протяжении фронта, вышли к Днепру и в ноябре 1943 года освободили Киев.

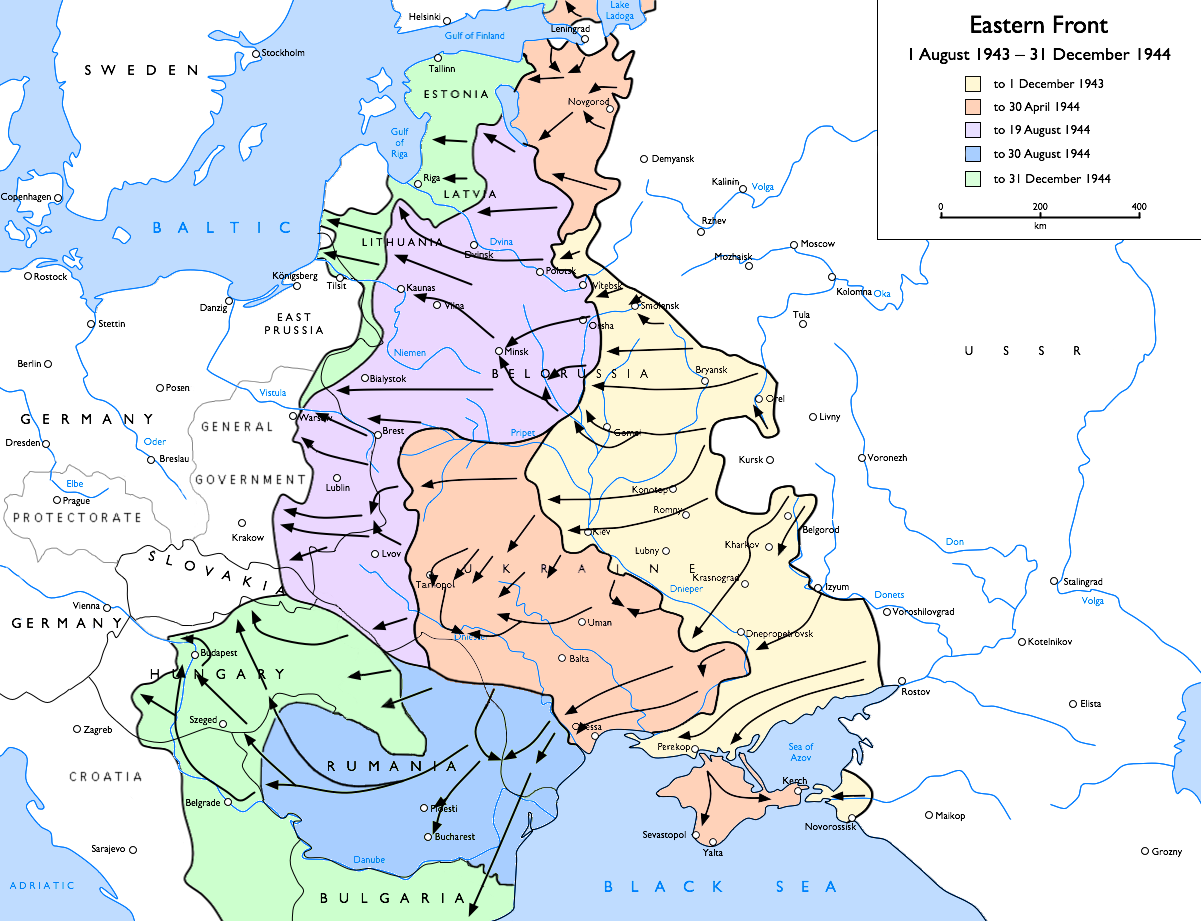
Карта военных действий в 1943—1944 годах

В ходе кампании 1944 года Красная армия нанесла немецким войскам ряд крупных поражений, полностью освободив территорию СССР и перенеся боевые действия на территорию европейских стран. В июне 1944 года, когда некоторые советские части уже перешли границу Румынии, англо-американские союзники открыли второй фронт в Европе, совершив высадку в Нормандии.
В феврале 1945 года в Ливадийском дворце была проведена Ялтинская конференция лидеров стран «Большой тройки». На ней обсуждались вопросы послевоенного существования Германии, воссоздания Польши, вступления СССР в войну с Японией. Также было принято решение о создании Организации Объединённых Наций (ООН) с целью предотвращения будущих войн и о прекращении деятельности Лиги Наций.

В первой половине 1945 года Красная армия разгромила немецкие войска в Польше, Венгрии и Чехословакии и 2 мая путём штурма, проводившегося с 24 апреля, взяла Берлин. 7 мая 1945 года был подписан Акт о капитуляции Германии, а 9 мая в 1:01 по московскому времени он вступил в силу. Этот день празднуется в России как День Победы. Советскими войсками был внесён решающий вклад в разгром нацистской Германии. От нацизма были освобождены территории Польши, Чехословакии, Румынии, Болгарии, Югославии, Венгрии, частично Австрии и Норвегии.

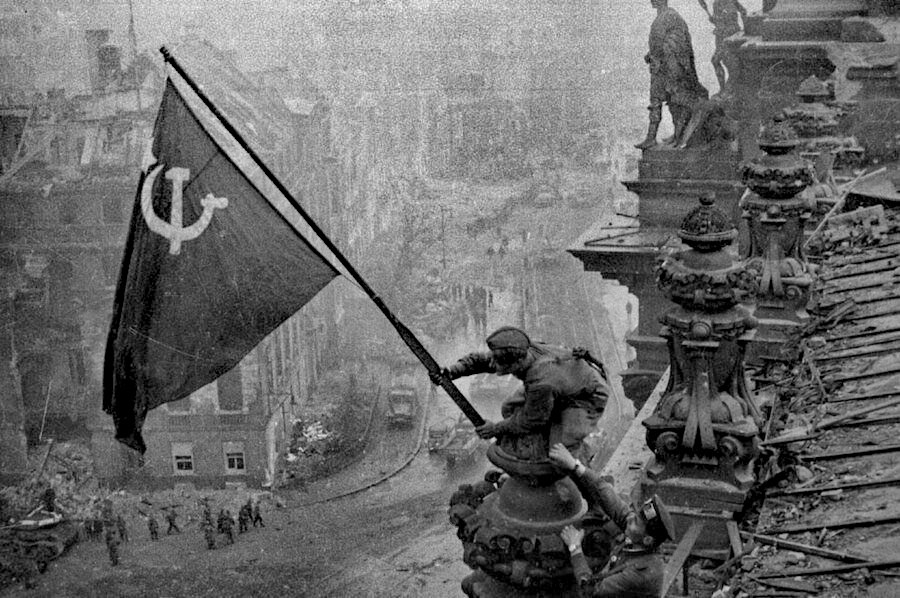
«Знамя Победы над рейхстагом». Фото Е. Халдея. 2 мая 1945

Победа была одержана ценой огромных потерь: СССР потерял около 26,6 миллионов человек, из них более 10,9 миллионов — военнослужащие. Также были разрушены более 1000 городов.
В июле—августе 1945 года в немецком городе Потсдаме была проведена Потсдамская конференция, на которой обсуждались вопросы послевоенного мироустройства. По её решению к СССР была присоединена часть Восточной Пруссии с городом Кёнигсбергом — ныне Калининградская область, а также в состав Украинской ССР было включено Закарпатье, ранее принадлежавшее Венгрии. Польше же от СССР были возвращены Белостокская область и несколько районов Дрогобычской области, включая город Пшемысль. 

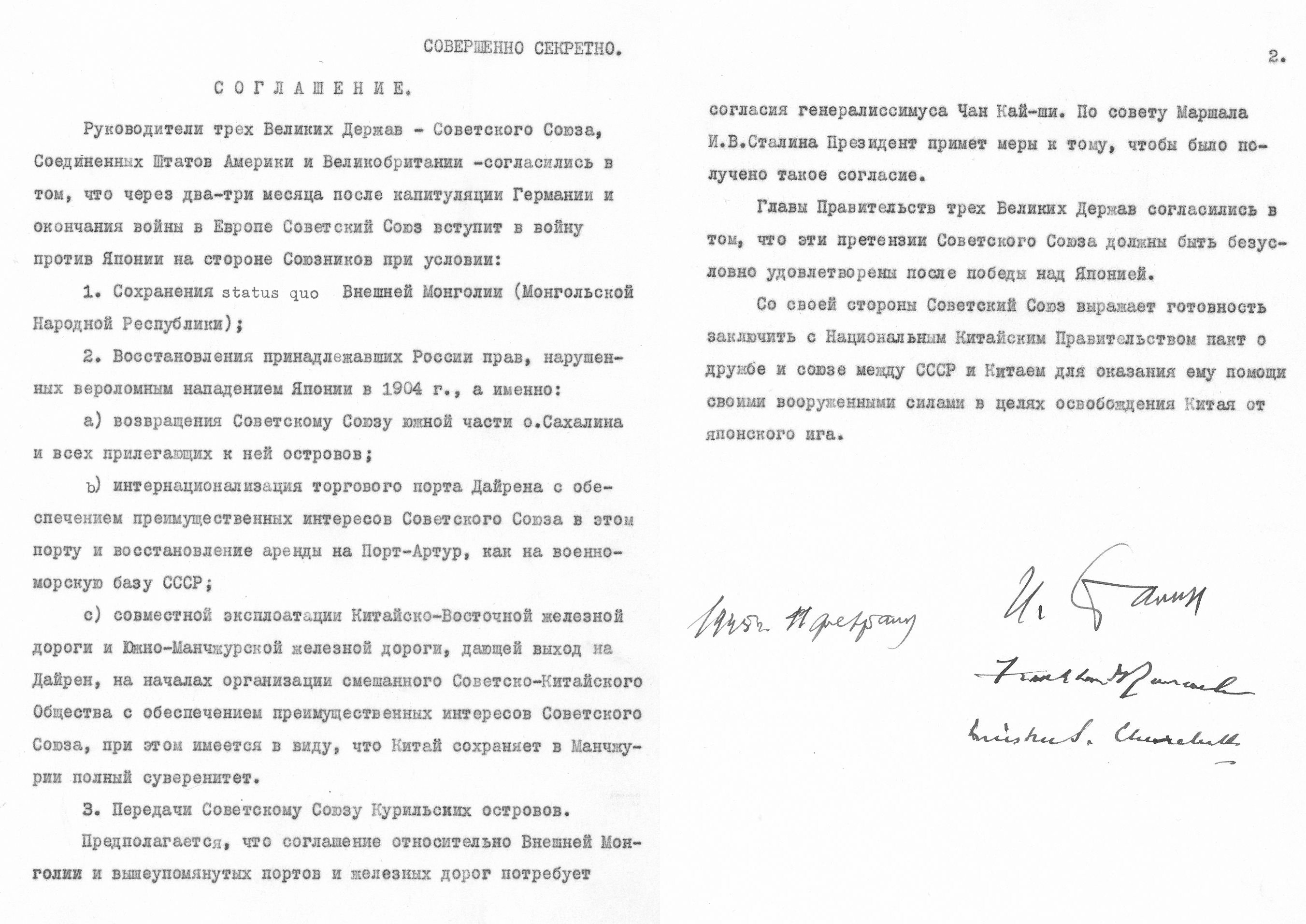
Соглашение о вступлении СССР в войну против Японии

9 августа 1945 года СССР объявил войну Японии, исходя из ранее достигнутых с союзниками договорённостей. В том же месяце Красная армия разгромила в Маньчжурии Квантунскую армию Японии, союзницы Германии. 2 сентября 1945 года Япония капитулировала, однако некоторые её гарнизоны на Курильских островах продолжали сопротивление до 5 сентября. По итогам войны СССР возвратил потерянный в русско-японской войне Южный Сахалин и присоединил Курильские острова, принадлежность южной части которых оспаривается Японией и по сей день.

### Послевоенный СССР (1945—1991)

Блок просоветских стран в Восточной Европе

После войны образовался просоветский блок, который включал в себя подконтрольные Москве государства Восточной Европы (Венгрия, Польша, Румыния, Болгария, Чехословакия, ГДР), а также некоторые азиатские и африканские страны. СССР стал одним из учредителей ООН и постоянным членом Совета безопасности ООН.
Из-за засухи, политики властей (экспорт зерна за рубеж, продразвёрстка с выполнением плана любой ценой), общей военной разрухи и слабости подорванного коллективизацией сельского хозяйства в стране наступил голод, пик которого пришёлся на 1946—1947 годы. В результате голода умерло до 1,5 миллиона человек. Миллионы граждан перенесли дистрофию и другие тяжелейшие заболевания.
В 1947 году была проведена денежная реформа, имевшая конфискационный характер, которая сопровождалась отменой продовольственных карточек, снижением цен в коммерческих магазинах и которая мало повлияла на повышение уровня жизни граждан. Денежная реформа обострила проблему с коррупцией в СССР среди ответственных партийных работников. В дальнейшем происходили ежегодные снижения розничных цен на товары массового потребления, которые несколько улучшили уровень жизни советских людей. При этом уровень жизни среднестатистического советского гражданина оставался низким, а питание скудным до самой смерти Сталина в 1953 году.
В 1946 году резко обострились отношения СССР с Западом, что выразилось в Холодной войне. Началась гонка вооружений. Под руководством академика Игоря Курчатова в СССР была создана и испытана атомная бомба (1949 год), а в 1953 году под руководством академика Андрея Сахарова — первая водородная бомба.
5 марта 1953 года на 75-м году жизни вследствие инсульта и кровоизлияния в мозг на Ближней даче скончался Иосиф Сталин. Его смерть ознаменовала собой начало борьбы за власть.

#### Правление Хрущёва. Оттепель (1953—1964)
После смерти Сталина в 1953 году партию и страну возглавил Никита Хрущёв, выигравший борьбу за власть. При нём начался период, названный оттепелью. В 1956 году на XX съезде КПСС Хрущёв выступил с докладом «О культе личности и его последствиях», в котором развенчал культ личности Сталина, а в стране начался процесс десталинизации. Никита Хрущёв усилил свои позиции в партии, при нём в 1950-е — 1960-е годы были проведены хозяйственные и экономические реформы. В ходе одной из них в 1957 году была осуществлена замена централизованной отраслевой системы управления на децентрализованную: учреждены совнархозы вместо старых министерств. Значительное внимание уделялось развитию сельского хозяйства, в частности была принята программа по освоению целины, а также жилищная программа, в ходе которой в СССР было построено значительное количество доступного жилья, так называемые хрущёвки, квартиры в которых получила каждая четвёртая советская семья.
При Хрущёве получила развитие советская космическая программа. Под руководством Сергея Королёва в 1957 году был запущен первый искусственный спутник Земли. Советский Союз сделал это раньше США, дав начало космической гонке. 12 апреля 1961 года был осуществлён первый полёт человека в космос. Первым космонавтом Земли стал Юрий Гагарин, находившийся в космическом пространстве 108 минут. Первой женщиной, полетевшей в космос, стала Валентина Терешкова в 1963 году. Военным следствием советской космической программы стало создание межконтинентальных баллистических ракет, способных доставить ядерный заряд в любую точку планеты. Первой такой ракетой в мире стала советская Р-7, испытанная в 1957 году. В 1961 году было испытано самое мощное в истории термоядерное устройство «Царь-бомба». Кроме того, в 1959 году был введён в эксплуатацию первый в мире атомный ледокол «Ленин».

Гриб после взрыва «Царь-бомбы»

В 1956 году советские войска подавили антикоммунистическое восстание в Венгрии. В 1962 году накал холодной войны достиг пика в ходе Карибского кризиса, когда противостояние едва не перешло в ядерную войну между двумя сверхдержавами. После разрешения конфликта стороны проводили политику «разрядки». Вместе с тем ревизия сталинского прошлого привела к расколу в отношениях со ставшими на социалистический путь развития Китаем и Албанией.
В октябре 1964 года Никита Хрущёв был снят со всех постов по обвинению в «субъективизме» и «волюнтаризме» и отправлен на пенсию. Партию и страну возглавил Леонид Брежнев.

#### Правление Брежнева. Застой (1964—1982)
Эпоха правления Леонида Брежнева имела противоречивый характер. С одной стороны, в СССР наступил период политической и экономической стабильности, были обеспечены социальные блага для широких масс населения: относительно стабильный уровень жизни, доступное жильё, образование, медицина, что позволило говорить о достижении уровня «развитого социализма». С другой стороны в 1970-е годы, особенно с их второй половины наметился определённый застой в развитии экономики СССР и тенденция к сохранению дефицита. Большим бременем для советской экономики была гонка вооружений, СССР отставал от проходившей в западных странах научно-технической революции.

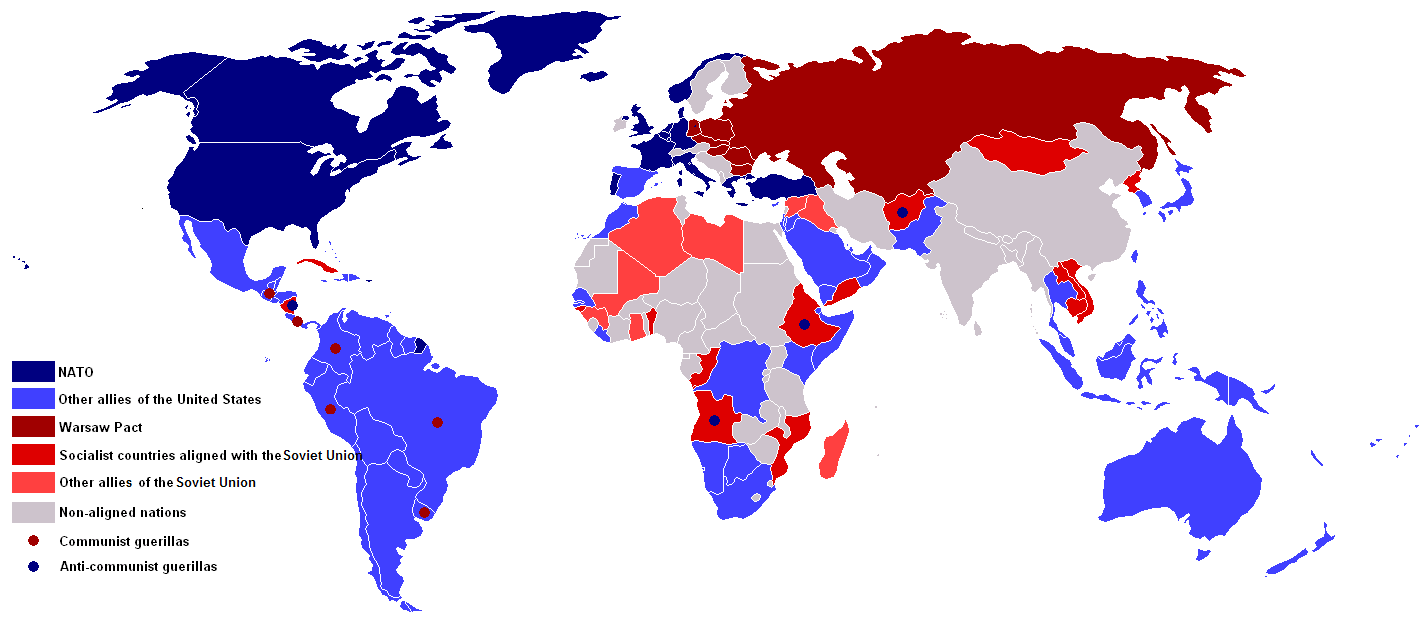
Карта Холодной войны. 1980 год

В 1965—1970 годах проводилась Косыгинская реформа, в ходе которой были осуществлены перевод предприятий и колхозов на хозрасчёт в целях повышения уровня их рентабельности, ускорение роста советской экономики в 8-ю пятилетку (1966—1970). Широкий общественный резонанс имели Всесоюзные ударные стройки (БАМ, ВАЗ, КАМАЗ, Атоммаш, нефтепровод «Дружба»). В 1965 году были упразднены совнархозы и восстановлены отраслевые министерства. Также была реализована программа ликвидации «неперспективных деревень», в ходе которой осуществлялось переселение жителей мелких населённых пунктов в крупные и сосредоточение в них производственных и социально-бытовых объектов.
К середине 1970-х годов СССР достиг ядерного паритета с США. Были заключены договоры ОСВ-I (1972) и ОСВ-II (1979), ограничившие гонку вооружений. В конце 1960-х — начале 1970-х годов продолжалась космическая гонка. В 1965 году был осуществлён первый выход человека в открытый космос. Этим человеком был советский космонавт Алексей Леонов. Советские учёные исследовали поверхность Луны при помощи первых планетоходов: аппаратов Луноход-1 и Луноход-2 (1970 и 1973 соответственно). В то же время попытки отправить человека на Луну в СССР потерпели неудачу, и первыми на неё высадились американцы. В 1975 году произошла стыковка в космосе советского и американского космических кораблей («Союз» — «Аполлон»), что ознаменовало собой окончание космической гонки. В 1980 году в СССР впервые прошли Летние Олимпийские игры в Москве, бойкотированные более 60 странами из-за ввода советских войск в Афганистан.
Внутри страны усилилось диссидентское движение, в частности правозащитное, началом которого стал процесс Синявского и Даниэля, проведённый в 1965—1966 годах. Во внешней политике СССР активно вмешивался во внутренние дела государств Восточного блока («доктрина Брежнева»). В 1968 году советские и другие войска ОВД подавили антикоммунистическое восстание в Чехословакии. Кроме того СССР активно наращивал помощь социалистическим странам по всему миру (Вьетнам, Ангола, Куба и другим). В 1979 году Советский Союз ввёл войска в Афганистан, начав безуспешную Афганскую войну, растянувшуюся на 10 лет до 1989 года.

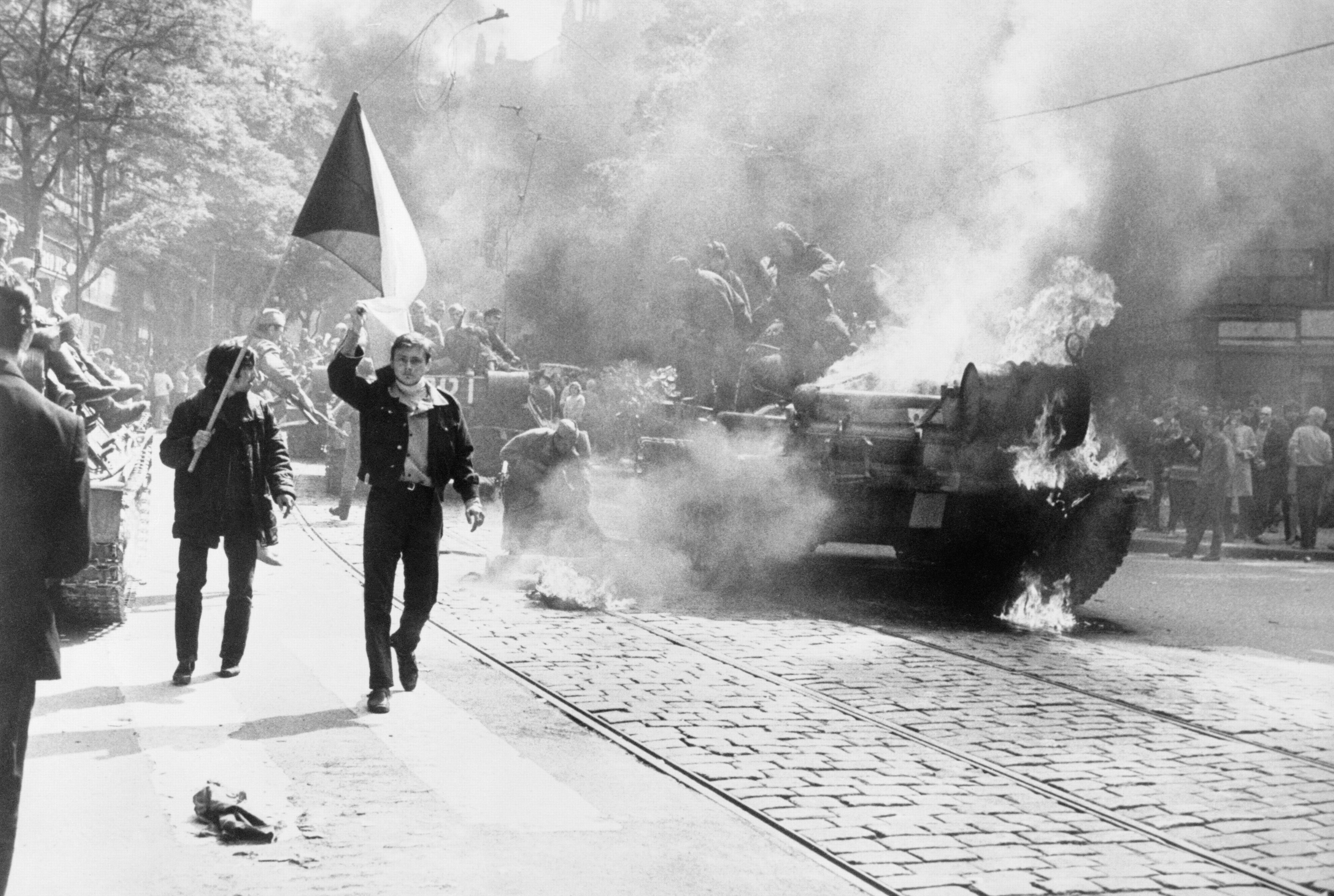
Демонстрация в Праге против оккупации, горит советский танк. 1968 год

В первой половине 1980-х годов один за другим умирают 3 престарелых генсека: Леонид Брежнев, Юрий Андропов и Константин Черненко («гонка на лафетах»).

#### Правление Горбачёва. Перестройка (1985—1991)
К середине 1980-х годов в стране ухудшилась экономическая ситуация. Это было вызвано нарастающим технологическим отставанием от передовых держав, снижением экономической эффективности во всех отраслях экономики и дефицитом товаров широкого потребления (75 % производства составляла продукция тяжёлой промышленности, и военно-промышленного комплекса). СССР начал активно занимать деньги по всему миру, которые вкладывались в плановую экономику неэффективно. Политическая жизнь характеризовалась ростом злоупотреблений служебным положением и коррупцией. В 1985 году партию и страну возглавил Михаил Горбачёв, который инициировал большие и глубокие перемены во всех сферах жизни советского общества. На состоявшемся 23 апреля 1985 года пленуме ЦК КПСС Горбачёв заявил программу широких реформ под лозунгом «ускорения социально-экономического развития страны», то есть ускорения продвижения по социалистическому пути на основе эффективного использования достижений научно-технического прогресса, активизации человеческого фактора и изменения порядка планирования.
Через 2 месяца после прихода Горбачёва к власти в стране стартовала антиалкогольная кампания, сопровождавшаяся лозунгом «трезвость — норма жизни». Исполнение было беспрецедентным по масштабу. Государство впервые пошло на снижение доходов от алкоголя, которые были значимой статьёй государственного бюджета (около 30%, по некоторым данным 15%), и стало резко сокращать его производство. По некоторым данным, было уничтожено 30% виноградников, по сравнению с 22% во время Великой Отечественной войны. Благодаря антиалкогольной кампании ожидаемая продолжительность жизни советских мужчин увеличилась на 2,6 года и достигла максимального значения за всю историю России, снизился общий уровень преступности и смертности. Тем не менее, массовое недовольство кампанией и начавшийся в 1987 году социально-экономический кризис вынудили советское руководство свернуть борьбу с производством и потреблением алкоголя.
В 1985—1986 годах была произведена замена основной массы старых кадров брежневского призыва на новую команду управленцев. Именно тогда в руководство страны были введены Александр Яковлев, Егор Лигачёв, Николай Рыжков, Борис Ельцин, Анатолий Лукьянов и другие активные участники будущих событий. Николай Рыжков впоследствии высказывал мнение, о том, что в случае отказа от начала реформ, ситуация могла стать намного хуже.
Состоявшийся в феврале — марте 1986 года XXVII съезд КПСС изменил программу партии: провозглашался курс на «совершенствование социализма» (а не «построение коммунизма», как ранее); предполагалось к 2000 году удвоить экономический потенциал СССР и предоставить каждой семье отдельную квартиру.
К концу 1986 — началу 1987 года горбачёвская команда пришла к выводу, что административными мерами ситуацию в стране не изменить, и предприняла попытку реформирования системы в духе демократического социализма. Данному шагу способствовали два удара по советской экономике в 1986 году: резкое падение цен на нефть и Чернобыльская катастрофа.
В 1986 году был принят закон «об индивидуальной трудовой деятельности», впервые за почти 60 лет легализовавший мелкую предпринимательскую деятельность в СССР в свободное от работы время.
В 1987 году был провозглашён курс на демократический социализм, хозрасчёт, гласность, перестройку и новое политическое мышление. Заводы, предприятия, колхозы и совхозы перешли на полный хозрасчёт, самофинансирование и самоокупаемость. В 1988 году был принят закон «О кооперации в СССР», разрешивший кооперативам использовать наёмный труд и заниматься не запрещёнными законом видами деятельности, в том числе и торговлей. Также впервые были зарегистрированы некоммунистические и негосударственные общественно-политические организации (в том числе и экстремистской направленности). Первой оппозиционной партией стал Демократический союз во главе с Валерией Новодворской в 1988 году. Помимо того, обострились товарный дефицит и межнациональные противоречия (армяно-азербайджанский, узбекско-кыргызский, грузино-абхазский и прочие конфликты).
В 1989 году в СССР усугубился экономический кризис. Он привёл к увеличению дефицита некоторых товаров и внедрению карточной системы впервые с 1947 года на многие продукты питания и иные товарные изделия. В обществе на фоне антикоммунистических революций в Восточной Европе стали распространяться аналогичные настроения и в СССР (забастовки шахтёров СССР в 1989 году). К 1989 году стало ясно, что реформы в рамках социализма провалились, начались первые разговоры о переходе к регулируемой рыночной экономике.
В 1989 году произошли первые свободные выборы народных депутатов СССР, а в 1990 году — выборы народных депутатов РСФСР.

#### Распад СССР (1988—1991)

Процесс распада СССР

В декабре 1986 года прошли массовые протесты в Алма-Ате против снятия с поста Первого секретаря ЦК Компартии Казахстана Динмухамеда Кунаева и его замены на никогда не работавшего в Казахской ССР Геннадия Колбина. Данные события стали первым случаем массовой борьбы за конституционные права в СССР. В январе 1990 года с целью не допустить выхода Азербайджана из СССР в Баку были введены советские войска. Бои в городе привели к гибели более сотни человек. В январе 1991 года советские войска были введены в столицу Литвы Вильнюс, где они взяли штурмом телецентр. Михаил Горбачёв отрицал свою причастность к вводу войск в город.
В марте 1990 года Съезд народных депутатов СССР на безальтернативных выборах избрал Михаила Горбачёва Президентом СССР. В том же месяце была отменена 6-я статья Конституции СССР, а КПСС была лишена руководящей роли в обществе и государстве. Также вводился институт частной собственности («собственность советских граждан»).
В мае 1990 года Председателем Верховного Совета РСФСР был избран Борис Ельцин. На тот момент это было высшее должностное лицо РСФСР. 12 июня 1990 года первый Съезд народных депутатов РСФСР принял Декларацию о государственном суверенитете РСФСР.

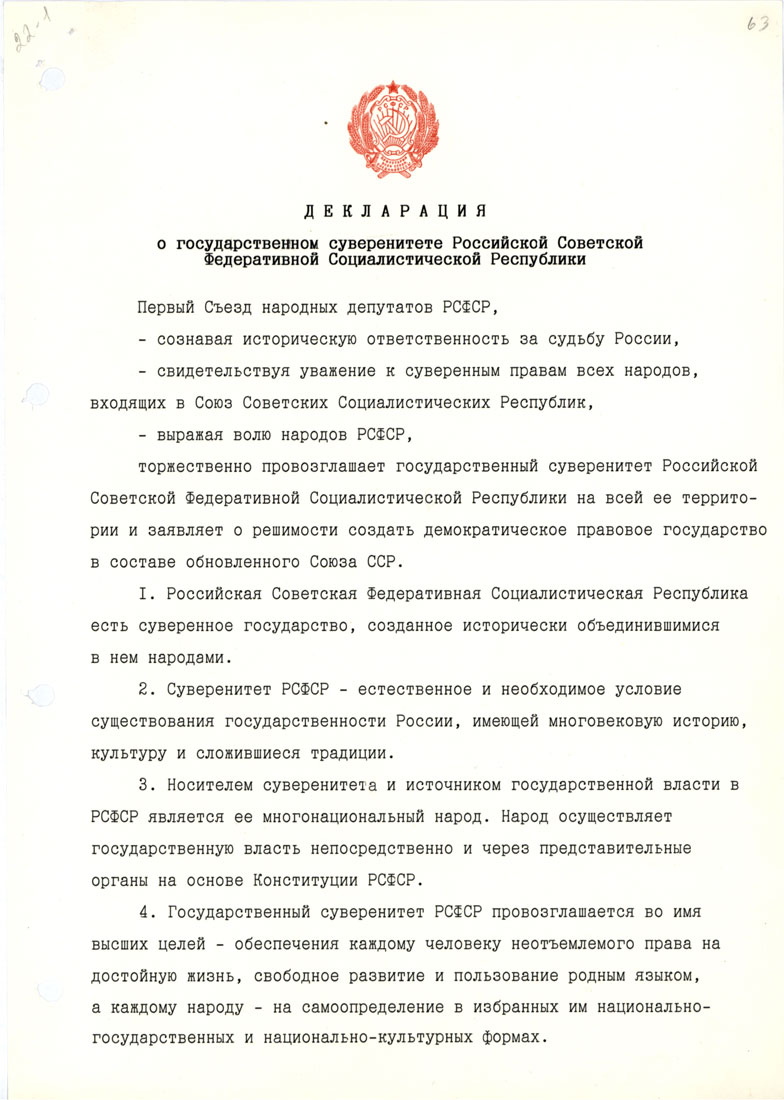
Оригинал первой страницы Декларации о государственном суверенитете РСФСР

17 марта 1991 года был проведён Всесоюзный референдум о сохранении СССР, в котором приняло участие 80 % граждан из внесённых в списки голосования. Из них 76,4 % высказались за сохранение Союза. В то же время часть населения шести союзных республик, власти которых отказались проводить референдум — Латвийской ССР, Литовской ССР, Эстонской ССР, Молдавской ССР, Армянской ССР и Грузинской ССР, не голосовала. В апреле 1991 года в стране массовые забастовки против повышения цен. Начинается «бюджетная война», республики не перечисляют в союзный бюджет собранные налоги и другие отчисления. Президент СССР Горбачёв и лидеры союзных республик ведут переговоры в Ново-Огарёве о подписании нового союзного договора. В ходе референдума в РСФСР учреждён пост президента. 12 июня состоялись выборы и первым президентом России стал Борис Ельцин.

Танки в Москве во время Августовского путча

В августе 1991 года консервативное крыло советского руководства вело подготовку введения чрезвычайного положения в стране. 18 августа 1991 года часть высшего руководства СССР, Правительства СССР и ЦК КПСС организуют чрезвычайный комитет — ГКЧП и предпринимают попытку остановить распад СССР, не допустить подписание союзного договора, фактически упразднявшего СССР, ввести чрезвычайное положение в стране. Эти события получили название «Августовский путч».
19 августа ГКЧП объявляет чрезвычайное положение в Москве и ряде других регионов, вводит в город войска. 19 августа Президент РСФСР и Верховный совет РСФСР оказывают решительное сопротивление ГКЧП. 19—21 августа проходят массовые митинги, протесты и демонстрации в Москве и Ленинграде. 19 августа Президент РСФСР Борис Ельцин, выступая с танка Таманской дивизии напротив Дома Советов, называет происходящие события путчем и призывает москвичей и население страны оказать сопротивление путчистам. В Москве вокруг резиденции руководства РСФСР — Белого дома тысячи москвичей занимают оборону на баррикадах, 10 танков Таманской дивизии переходят на сторону защитников Белого дома, москвичи уговаривают солдат не стрелять и не идти против народа. В ходе трёхдневного противостояния стало ясно, что армия не будет выполнять приказы ГКЧП, в войсках произошёл раскол. Столкнувшись с акциями протеста и массовым сопротивлением москвичей, переходом некоторых воинских частей на сторону защитников Белого дома, ГКЧП выводит 21 августа военные подразделения и танки, что и стало его поражением. 22 августа 1991 года члены ГКЧП были арестованы, а руководство РСФСР, президент Ельцин и Верховный совет РСФСР одерживают победу.

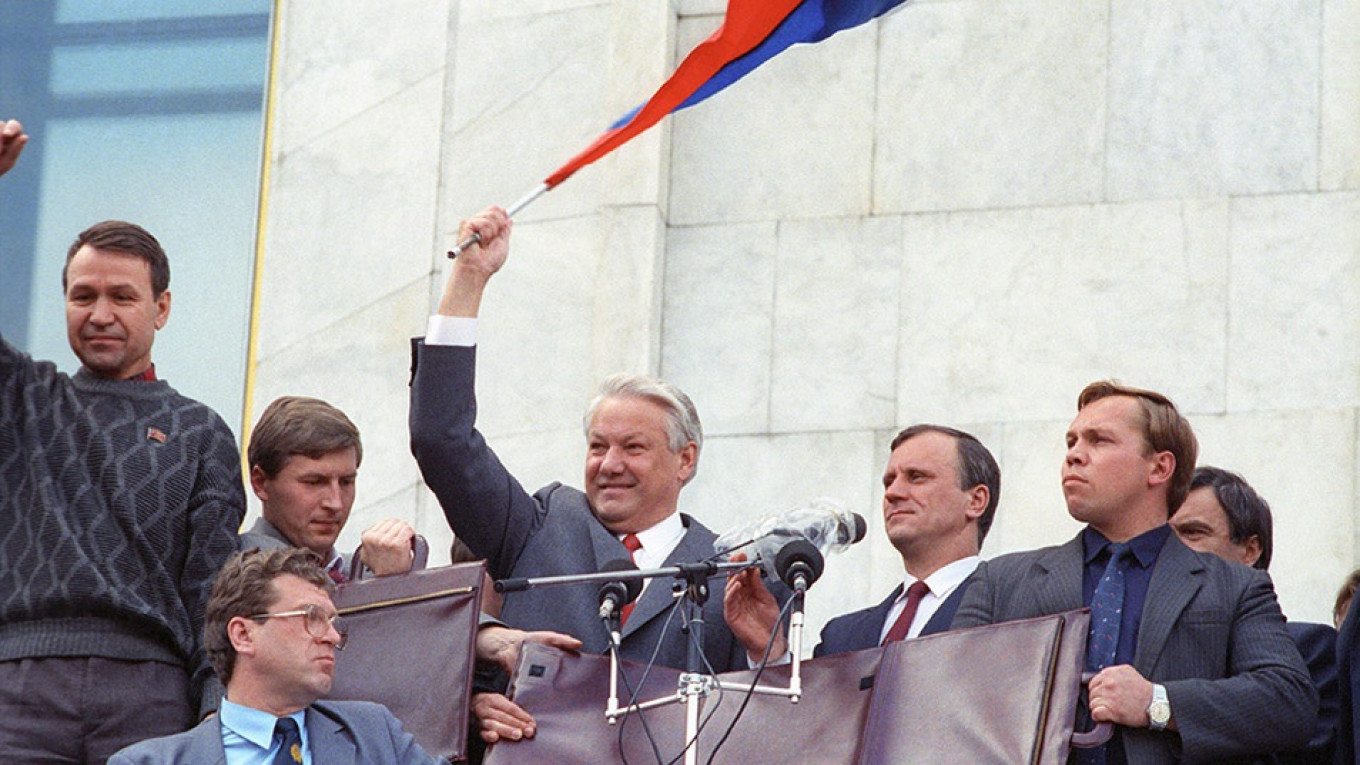
Борис Ельцин после поражения ГКЧП. 22 августа 1991

После поражения ГКЧП союзный центр в лице Президента СССР Михаила Горбачёва начал стремительно терять власть. С конца августа начался демонтаж союзных политических и государственных структур. Сами члены ГКЧП утверждали, что действовали с согласия Горбачёва.
В конце августа 1991 года деятельность КПСС была сначала приостановлена, а затем запрещена. 24 августа 1991 года Горбачёв сложил с себя полномочия Генсека ЦК КПСС и предложил ЦК самораспуститься. Был распущен Кабинет министров СССР, в сентябре 1991 года были распущены Съезд народных депутатов СССР и Верховный Совет СССР. Вместо них были созданы временные межреспубликанские органы управления, не обладавшие реальной властью.
После краха ГКЧП реальная власть на территории РСФСР стали переходить Президенту РСФСР Ельцину и Верховному совету РСФСР. Президент Ельцин переподчиняет российскому руководству союзную армию, милицию и КГБ, находящиеся на территории РСФСР, союзные министерства и ведомства, союзное телевидение и радио, банки, почту, телеграф.
В сентябре 1991 года почти все союзные республики, кроме РСФСР, Казахской и Туркменской ССР, объявили о своей независимости. В сентябре-ноябре 1991 года предпринимались попытки остановить политический и экономический распад СССР, подписать новый союзный договор, но они оказались безуспешными. В условиях стремительного демонтажа центральной власти Михаил Горбачёв сделал ставку на возобновление работы над Союзным договором, однако в силу диаметрально противоположных целей участников переговоров они закончились ничем. К декабрю 1991 года союзные структуры были либо упразднены, либо перешли под юрисдикцию РСФСР, либо были дезорганизованы.
8 декабря президенты РСФСР, Украины и Председатель Верховного Совета Белоруссии подписали Соглашение о создании Содружества Независимых Государств (Беловежское соглашение), в котором три республики, констатировали, «что Союз ССР как субъект международного права и геополитическая реальность прекращает своё существование».
12 декабря 1991 года Верховный совет РСФСР ратифицировал Беловежское соглашение и денонсировал союзный договор 1922 года.
21 декабря в Алма-Ате к СНГ присоединилось ещё 8 бывших союзных республик СССР. Была подписана Алма-Атинская декларация и протокол об образовании СНГ. (От участия в СНГ уклонились республики Прибалтики и Грузия).
24 декабря 1991 года было прекращено членство СССР в Организации Объединённых Наций — место СССР заняла РСФСР (Российская Федерация), к которой также перешли права постоянного члена Совета Безопасности ООН. Унаследовав права СССР в организации, Россия считается её участником с 1945 года.
25 декабря 1991 года Президент СССР Михаил Горбачёв ушёл в отставку. Над Кремлём произошла символическая смена флага СССР на российский триколор. В тот же день Верховный Совет РСФСР принял закон об изменении названия республики, которым переименовал РСФСР в Российскую Федерацию (Россию).
26 декабря 1991 года Совет Республик Верховного Совета СССР принял декларацию, в которой констатировал трансформацию СССР в СНГ и необходимость выполнения международных соглашений СССР новыми независимыми государствами. Российская Федерация была признана государством-правопреемником СССР в международно-правовых отношениях и заняла его место в Совете Безопасности ООН.

## Российская Федерация (с 1991)

### Россия в 1990-е годы
С декабря 1991 года Россия (Российская Федерация) существует как независимое государство.
Президент Борис Ельцин и назначенный им и. о. председателя правительства Егор Гайдар начали проводить в стране радикальные либеральные реформы («шоковая терапия»), направленные на становление рыночной экономики. В ходе либеральных реформ были проведены либерализация цен, малая приватизация, введена свобода торговли. Государство фактически прекратило регулировать цены на товары. Одновременно с этим была провозглашена свобода торговли, предприятия и граждане получили свободу экономической деятельности.
В стране начался тяжёлый кризис: многократно усилилось имущественное расслоение на богатых и бедных, начался демографический кризис, население обнищало. Передел собственности был осуществлён под флагом приватизации госсобственности, когда узкая группа людей приобрела во владение за бесценок крупные промышленные предприятия (олигархи).
3 января 1993 года между президентами Российской Федерации и Соединённых Штатов Америки Борисом Ельциным и Биллом Клинтоном был подписан договор СНВ-II, запрещающий использование баллистических ракет с разделяющимися головными частями. Хотя договор был ратифицирован США, Государственная Дума сочла его не выгодным, и он так и не вступил в силу.

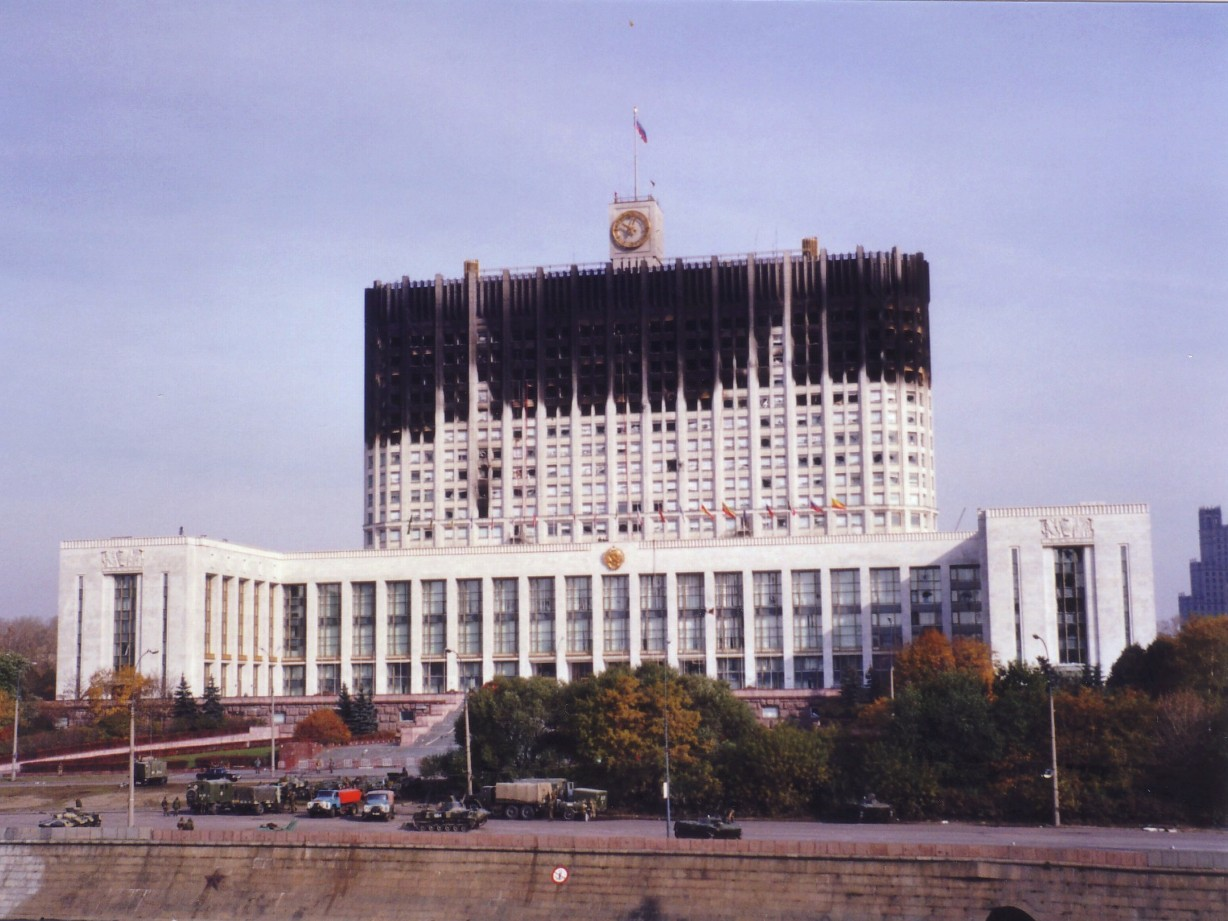
Обгоревший фасад Дома Советов. Москва, октябрь 1993 года

Радикальные реформы, в результате которых значительная часть населения страны обеднела, вызвали сопротивление Съезда народных депутатов и Верховного Совета России, которое возглавили председатель Верховного Совета Руслан Хасбулатов и вице-президент Александр Руцкой. В ответ Ельцин 21 сентября 1993 года принял указ о роспуске Съезда и парламента, который был признан антиконституционным и являлся основанием для отрешения Ельцина от должности президента. Конституционный кризис вылился в вооружённый конфликт. В сентябре — октябре 1993 года произошли кровавые столкновения демонстрантов, сторонников Верховного Совета и верных правительству милиции и войск. Демонстранты, сторонники парламента, штурмовали мэрию Москвы, пытались взять штурмом телецентр Останкино, после чего президент Ельцин отдал приказ ввести армию в Москву и подавить мятеж. Утром 4 октября танки расстреляли Белый дом, вынудив депутатов Верховного Совета и его лидеров Хасбулатова, Руцкого и других сдаться. Съезд народных депутатов и Верховный Совет были разогнаны.
Ельцин инициировал референдум 12 декабря 1993 года, на котором была принята новая конституция России. Президент получил широкие полномочия, вместо Верховного Совета учреждался двухпалатный парламент, состоящий из Государственной Думы и Совета Федерации. Высший орган власти — съезд народных депутатов — упразднялся. События октября — декабря 1993 года окончательно завершили 76-летний советский период в истории России.
На фоне общественного противостояния разгорелись многочисленные постсоветские конфликты, одним из которых стала Первая чеченская война 1994—1996 годов. Северный Кавказ надолго превратился в регион повышенной террористической угрозы.

Ельцин смог одержать победу во втором туре на президентских выборах 1996 года. В 1997 году Россия вступила в международный клуб Большая восьмёрка (G8). К концу 1990-х годов в России снова назрел экономический кризис, выразившийся в обесценивании национальной валюты и невозможности государством выплачивать долги по кредитам (дефолт 1998 года).
В конце своего правления Ельцин и его окружение озаботились выбором ему преемника на посту президента. Ельцин и его олигархическое окружение озаботились проблемой своей безопасности и сохранения накопленных финансов после ухода с поста президента. Для подбора преемника была проведена серия смен председателей правительства РФ. В 1999 году Ельцин и близкие олигархи остановились на кандидатуре бывшего директора ФСБ Владимира Путина. После начала второй чеченской войны 31 декабря 1999 года Борис Ельцин в своём новогоднем обращении объявил о досрочном уходе в отставку, и назначении на пост исполняющего обязанности президента премьер-министра Владимира Путина. Путин победил на досрочных президентских выборах в марте 2000 года.

### Россия в начале XXI века

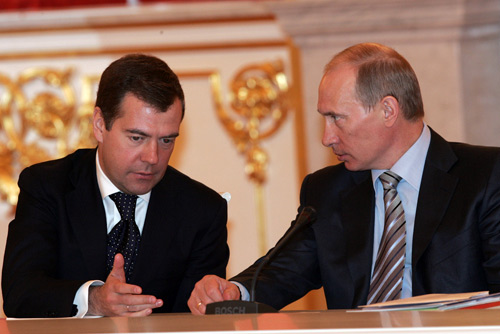
Дмитрий Медведев и Владимир Путин в 2008 году

В 2000 году Владимир Путин стал вторым президентом России. В 2000-е годы был проведён ряд социально-экономических и политических реформ. В это время в России наблюдался рост экономики и увеличение реальных доходов населения: реальный ВВП России в 2000—2008 годах вырос вдвое, ВВП на душу населения в 2000—2008 годах также вырос вдвое, государственный долг России снизился с 92 % ВВП в 1999 году, до 7,5 % в 2008 году. Происходило укрепление «вертикали власти» в стране и установление господства на всех уровнях власти партии «Единая Россия», поддерживающей решения президента и правительства. Была успешно завершена вторая чеченская кампания, закончившаяся реинтеграцией Чечни в состав Российской Федерации.
В мае 2008 года первый вице-премьер Дмитрий Медведев был избран президентом России, а Владимир Путин, согласно предвыборной договорённости, занял пост председателя правительства. В августе 2008 года прошла кратковременная российско-грузинская война. С 2008 года (с момента основания) Россия входит в G20 (Большую двадцатку), международный клуб крупнейших экономик мира. Со второй половины 2008 года в России наблюдался серьёзный экономический кризис, активная фаза которого сошла на нет к концу 2009 года. По итогам 2011 года, ВВП России превысил докризисные показатели 2008 года, однако темпы роста экономики значительно снизились.

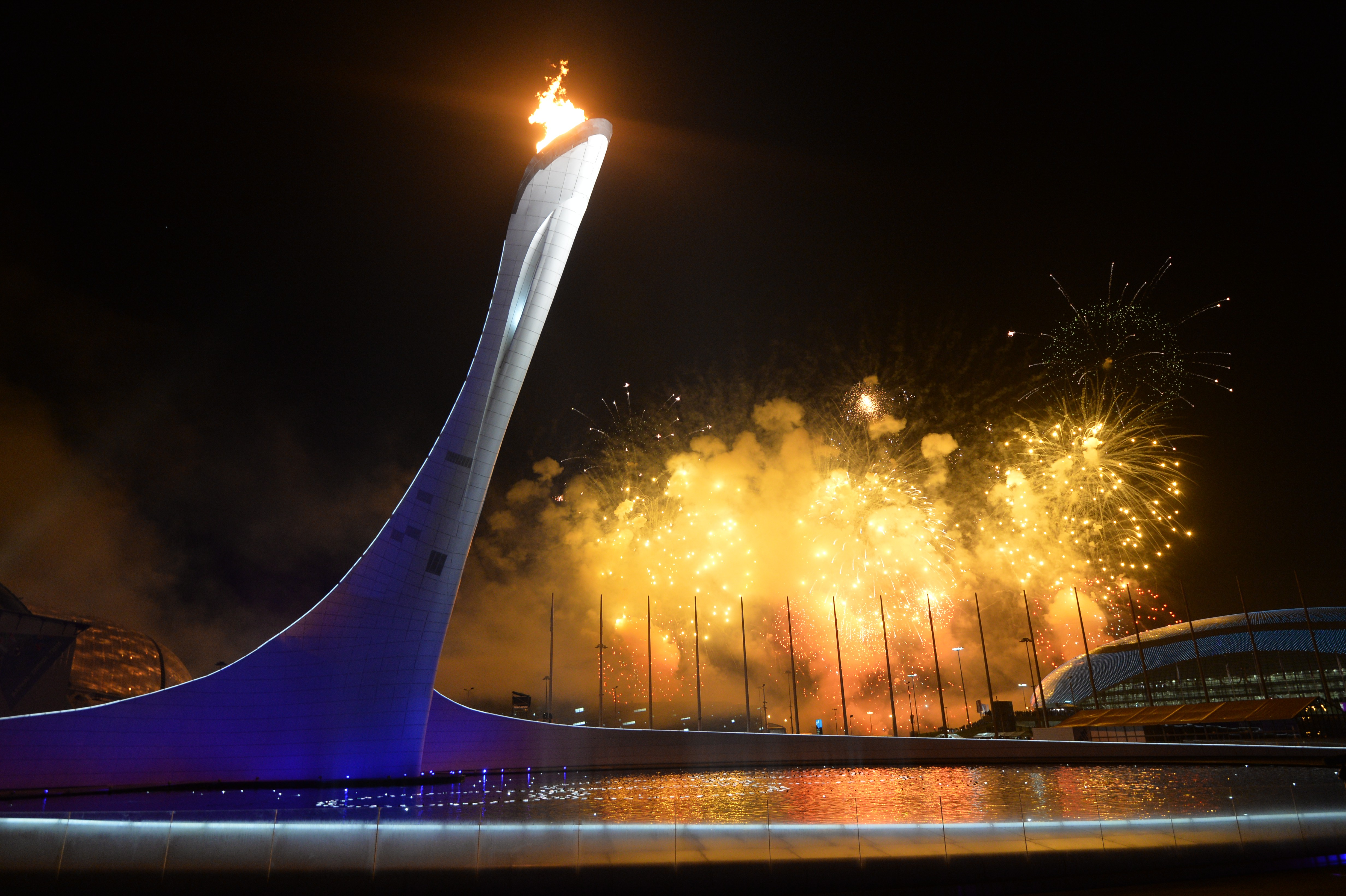
Открытие зимней Олимпиады в Сочи. Февраль 2014

4 декабря 2011 года состоялись выборы в Госдуму, по результатам которых «Единая Россия» победила в третий раз подряд. Официальные результаты голосования вызвали значительные протесты в стране, рядом политологов и журналистов были отмечены различные фальсификации в день голосования. В 2012 году согласно очередной предвыборной договорённости произошла «рокировка», Владимир Путин снова стал президентом, а Дмитрий Медведев занял пост председателя правительства, после чего протесты приобрели антипутинскую направленность, однако вскоре они пошли на спад.
В феврале 2014 года в Сочи прошли первые в России Зимние Олимпийские игры.
С 1 января 2015 года Россия входит в Евразийский экономический союз, объединивший ряд стран СНГ.

### С 2014 года — война с Украиной

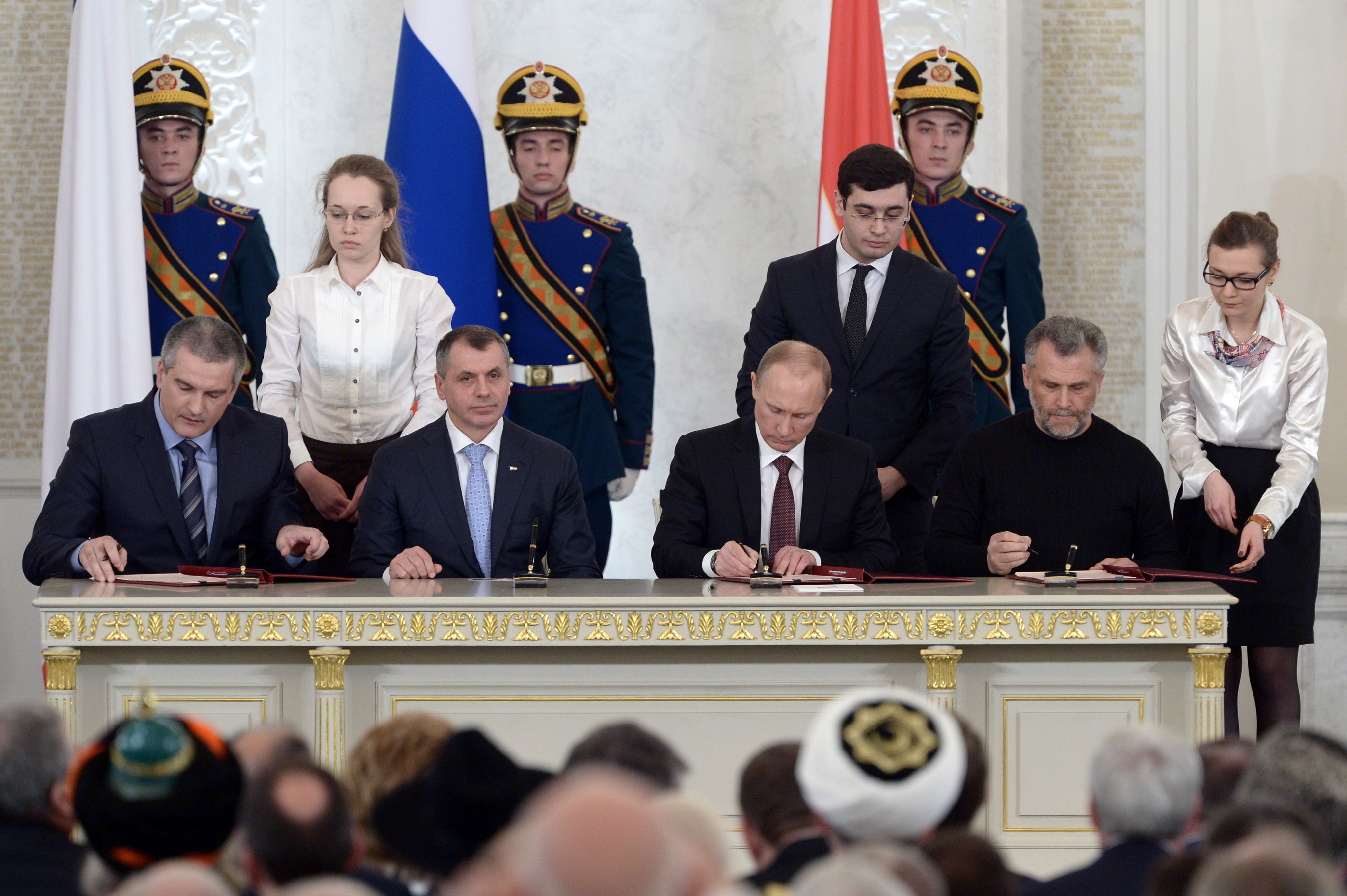
Подписание договора о принятии Крыма в состав России. 18 марта 2014

В 2014 году Путин не принял произошедший в Украине Евромайдан. В феврале — марте 2014 года Россия, под предлогом «защиты» русскоязычного населения, захватила и аннексировала украинские Крым и Севастополь. Этому событию предшествовал возникший в Киеве вакуум власти. В результате аннексии Крыма, непризнанной странами Запада, против России были введены экономические санкции, а также последовало исключение России из G8. Аннексия Крыма стала началом необъявленной российско-украинской войны. С 2014 года Россия участвовала в войне на Донбассе, контролируя ДНР и ЛНР и используя свои вооружённые силы в боях против ВСУ на востоке Украины; при этом Россия официально отрицала наличие своих вооружённых сил на Донбассе.
Последовавшее за этим замедление экономики, резкое падение курса рубля и падение цен на нефть привели к тому, что с декабря 2014 года страну поразил социально-экономический кризис. Накопительная часть пенсий россиян была впервые «заморожена» (перестала пополняться) в 2014 году, в 2020 году решение было продлено до 2023 года.
В 2018 году Путин переизбрался на четвёртый срок, и сразу после этого на 5 лет был поднят возраст выхода на пенсию (c постепенным подъёмом): мужчинам до 65 лет, женщинам до 60. В 2018 году в России впервые прошёл чемпионат мира по футболу, который Совет ФИФА признал лучшим в истории.
Для сложившейся в первые десятилетия XXI века российской политической системы, по мнению многих политологов, характерны: авторитаризм, представляющий собой суперпрезидентскую власть, основанную на персоне Путина и культе его личности, этатизм, имитационная демократия. В 2020 году, после утверждения поправок к Конституции России Путин получил право на обнуление президентских сроков после 2024 года, таким образом получив фактическое право избираться до 2036 года.
В феврале 2022 года Россия признала независимость контролируемых ею ДНР и ЛНР, а с 24 февраля начала вторжение на Украину. В ответ на это ряд стран ввёл экономические санкции против России. Из областных центров удалось занять лишь Херсон в марте. После неудачи наступления на Киев и вывода войск из Житомирской, Киевской, Черниговской и Сумской областей в апреле 2022 года российские официальные лица и подконтрольные СМИ переформулировали цель вторжения, сфокусировавшись на «защите людей в Донбассе от геноцида». При этом, по мнению экспертов, реальной причиной вторжения был нерациональный империализм, а целью — русификация и уничтожение Украины как независимого государства с последующим включением её территории в состав России, что должно было восстановить славу России как империи.
К началу июля российским войскам удалось оккупировать большую часть Луганской области и Мариуполь в Донецкой области. В сентябре 2022 года на фоне успешного украинского контрнаступления в Харьковской области Россия начала мобилизацию и объявила об аннексии четырёх частично оккупированных областей (Донецкой, Луганской, Запорожской и Херсонской) после организации фиктивных референдумов. 9 ноября министр обороны Сергей Шойгу приказал российским войскам отступить с правобережья Херсонской области. 11 ноября украинские войска освободили Херсон — единственный областной центр Украины, захваченный Россией в ходе полномасштабного вторжения. Помимо мобилизации, потери армии восполнялись заключёнными, вербуемыми действующими в открытую частными военными компаниями.
25 декабря 2022 года Путин открыто признал, что цель России — «в объединении русского народа».
После попытки подчинения Министерству обороны РФ, ЧВК «Вагнер», сыгравший ключевую роль в боях за Бахмут, 23 и 24 июня 2023 года провёл неудачный мятеж под предводительством Евгения Пригожина.
С 15 по 17 марта 2024 года прошли восьмые президентские выборы, на них Путин был переизбран на новый срок: по официальным данным он набрал рекордные 87,3 % голосов в 1-м туре.
В августе 2024 года Вооружённые силы Украины впервые совершили ответный переход международно признанной границы между двумя странами, на территорию Курской области.

### Военная операция в Сирии
С 30 сентября 2015 года Россия проводила военную операцию в Сирии против боевиков Исламского государства и группировок сирийской оппозиции, ставшую первыми широкомасштабными боевыми действиями постсоветской России за пределами бывшего СССР. В 2022 году Россия начала вторжение на Украину, а в конце 2024 года силы сирийской оппозиции начали стремительное наступление. Россия была отвлечена на войну с Украиной. ВКС России поддерживали войска Башара Асада авиаударами по позициям повстанцев, однако это не помешало повстанцам взять под контроль Аллеппо, Хаму, Хомс. На фоне успехов армии оппозиции стали поступать сообщения о эвакуации российских войск с военных баз в Сирии. На обновлённых спутниковых снимках стало понято, что российские корабли покинули базу в Тартусе. В то же время глава МИД РФ Сергей Лавров опроверг эти заявления, назвав их «военными учениями». В ночь на 8 декабря оппозиционные силы взяли Дамаск, что ознаменовало конец правления Асада. Вооружённые силы Сирии объявили о капитуляции.